# الدولة الفاطمية
الدَّوْلَةُ الفَاطِمِيَّةُ أو الخِلَافَةُ الفَاطِمِيَّةُ أو الدَّوْلَةُ العُبَيْدِيَّةُ هي إحدى دُولِ الخِلافةُ الإسلاميَّة، والوحيدةُ بين دُولِ الخِلافةِ التي اتخذت من المذهب الشيعي الإسماعيلي مذهبًا رسميًّا لها. قامت هذه الدولة بعد أن نشط الدُعاة الإسماعيليّون في إذكاء الجذوة الحُسينيَّة ودعوة الناس إلى القتال باسم الإمام المهديّ المُنتظر، الذين تنبؤوا جميعًا بظُهوره في القريب العاجل، وذلك خلال العهد العبَّاسي فأصابوا بذلك نجاحًا في الأقاليم البعيدة عن مركز الحُكم خاصّةً، بسبب مُطاردة العبَّاسيين لهم واضطهادهم في المشرق العربي، فانتقلوا إلى المغرب حيثُ تمكنوا من استقطاب الجماهير وسط قبيلة كتامة البربريَّة خصوصًا، وأعلنوا قيام الخِلافةِ بعد حين. شملت الدولة الفاطميَّة مناطق وأقاليم واسعة في شمال أفريقيا والشرق الأوسط، فامتدَّ نطاقها على طول الساحل المُتوسطيّ من بلاد المغرب إلى مصر، ثُمَّ توسَّع الخُلفاء الفاطميّون أكثر فضمّوا إلى مُمتلكاتهم جزيرة صقلية، والشَّام، والحجاز، فأصبحت دولتهم أكبر دولةٍ استقلَّت عن الدولة العبَّاسيَّة، والمُنافس الرئيس لها على زعامة الأراضي المُقدَّسة وزعامة المُسلمين.
اختلفت المصادر التاريخيَّة حول تحديد نسب الفاطميين، فمُعظم المصادر الشيعيَّة تؤكِّد صحَّة ما قال به مؤسس هذه السُلالة، الإمام عُبيد الله المهدي بالله، وهو أنَّ الفاطميين يرجعون بنسبهم إلى مُحمَّد بن إسماعيل بن جعفر الصَّادق، فهُم بهذا عَلَويّون، ومن سُلالة الرسول مُحمَّد عبر ابنته فاطمة الزهراء ورابع الخُلفاء الرَّاشدين الإمام عليّ بن أبي طالب. بالمُقابل، أنكرت مصادر أُخرى هذا النسب وأرجعت أصل عُبيد الله المهدي إلى الفُرس أو اليهود. أسس الفاطميّون مدينة المهدية في ولاية إفريقية سنة 300هـ المُوافقة لِسنتيّ 912 - 913م، واتخذوها عاصمةً لدولتهم الناشئة، وفي سنة 336هـ المُوافقة لِسنة 948م، نقلوا مركز الحُكم إلى مدينة المنصوريَّة، ولمَّا تمَّ للفاطميين فتح مصر سنة 358هـ المُوافقة لِسنة 969م، أسسوا مدينة القاهرة شمال الفسطاط، وجعلوها عاصمتهم، فأصبحت مصر المركز الروحيّ والثقافيّ والسياسيّ للدولة، وبقيت كذلك حتّى انهيارها.
أظهر عددٌ من الخُلفاء الفاطميّين تعصُّبهم للمذهب الإسماعيلي، فعانى أتباع المذاهب والديانات الأُخرى خِلال عهدهم، وبالمُقابل اشتهر غيرهم بتسامحه الشديد مع سائر المذاهب الإسلاميَّة ومع غير المُسلمين من اليهود والنصارى الأقباط واللاتين والشوام من رومٍ وسُريانٍ وموارنة، واشتهر الفاطميّون أيضًا بقدرتهم على الاستفادة من كافَّة المُكونات البشريَّة لدولتهم المُنتمية لتكتُلاتٍ عُنصريَّة مُتنوِّعة، فاستعانوا بالبربر والتُرك والأحباش والأرمن في تسيير شؤون الدولة، إلى جانب المُكوِّن العُنصري الرئيسي، أي العرب.
شكَّل العصر الفاطمي امتدادًا للعصر الذهبي للإسلام، لكنَّ قُصور الخُلفاء لم تحفل بالعُلماء والكُتَّاب البارزين كما فعلت قُصور بغداد قبلها. وكان الجامع الأزهر ودار الحكمة مركزين كبيرين لنشر العلم وتعليم أُصول اللُغة والدين. وأبرز عُلماء هذا العصر كان الحسن ابن الهيثم كبير عُلماء الطبيعيَّات، والأخصَّائي بعلم البصريَّات، وقد جاوزت مؤلَّفاته المائة في الرِّياضيَّات وعلم الفلك والطب. أخذت الدولة الفاطميَّة تتراجع بسُرعةٍ كبيرة خلال القرنين الحادي عشر والثاني عشر الميلاديين، فاستبدَّ الوُزراء بالسُلطة وأصبح اختيار الخُلفاء بأيديهم. وكان هؤلاء الخُلفاء غالبًا من الأطفال أو الفتيان، واختلف عددٌ كبيرٌ من الوزراء مع قادة الجيش ووُلاة الأمصار ورجال القصر، فعاشوا في جوٍ من الفتن والدسائس، تاركين الناس يموتون من المجاعة والأوبئة المُتفشية. وخلال ذلك الوقت كانت الخِلافة العبَّاسيَّة قد أصبحت في حماية السلاجقة، الذين أخذوا على عاتقهم استرجاع الأراضي التي خسرها العبَّاسيّون لصالح الفاطميين، ففتحوا شمال الشَّام وسواحلها وسيطروا عليها لفترةٍ من الزمن قبل أن يستردَّها الفاطميّون، لكنَّها لم تلبث بأيديهم طويلًا، إذ كانت الحملة الصليبيَّة الأولى قد بلغت المشرق، وفتح المُلوك والأُمراء الإفرنج المُدن والقلاع الشاميَّة الواحدة تلو الأُخرى، وبلغ أحد هؤلاء المُلوك، وهو عمّوري الأوَّل أبواب القاهرة وهددها بالسُقوط. استمرَّت الدولة الفاطميَّة تُنازع حتّى سنة 1171م عندما استقلَّ صلاح الدين الأيوبي بمصر بعد وفاة آخر الخُلفاء الفاطميين، وهو أبو مُحمَّد عبدُ الله العاضد لدين الله، وأزال سُلطتهم الإسميَّة بعد أن كانت سُلطتهم الفعليَّة قد زالت مُنذُ عهد الوزير بدر الدين الجمالي.

## أُصول الفاطميين

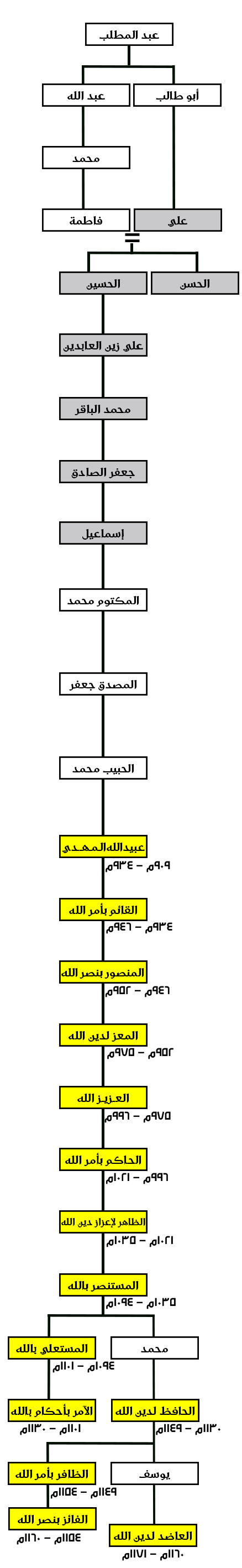
شجرة نسب الفاطميين بحسب ما هو شائع ومُتداول.

أُثيرت حول أُصول الفاطميين عدَّة قضايا مُعقَّدة لم يصل الباحثون فيها إلى نتائج مُوحدة. فهذا اللقب، أي «الفاطميين» الذي عُرف به خُلفاء عُبيد الله المهدي، يدُلُّ، للوهلة الأولى، على أنَّهم من ذُريَّة عليّ بن أبي طالب رابع الخُلفاء الراشدين وأوَّل أئمة الشيعة، وفاطمة الزهراء بنت الرسول مُحمَّد، فهُم عَلَويّون. على أنَّ قضيَّة نسب الأُسرة الفاطميَّة، كان ولا يزال، موضوعًا لم يتفق المؤرخون، لا في الماضي ولا في الحاضر، على رأيٍ واحدٍ فيه، وذلك بفعل واقعين: الأوَّل هو التباين السياسي والمذهبي الذي ساد بين المُسلمين بعد وفاة الرسول، والثاني هو امتناع الفاطميين، مُدَّةً من الزمن، عن إعلان أنسابهم، بالإضافة إلى تعمُّدهم إخفاء أسماء أئمتهم من مُحمَّد بن إسماعيل حتّى عُبيد الله المهدي في المُدَّة التي اتخذوا فيها مبدأ ستر الإمام(1). وذهب كُلُّ مصدر مذهبًا خاصًّا في تحديد اسم ونسب عُبيد الله المهدي قبل أن يكون مهديًّا، وبعد أن صار كذلك. فبعضُ المصادر تنفي عنه النسب العَلَوي، وتعزوهُ إلى الفُرس أو المجوس، وتصفه أحيانًا بأنَّه ابن يهودي، وترجع في نسبه إلى ميمون القدَّاح فارسيّ الأصل. وهي وإن اختلفت في تحديد اسمه قبل استلامه رئاسة الدعوة الفاطميَّة، إلَّا أنَّها تتفق على أنَّ اسمه بعد أن أصبح رئيسًا للفاطميين هو عُبيد الله، وعلى هذا الأساس دعت هذه المصادر الدولة الفاطميَّة باسم «الدولة العُبيديَّة». وفي المُقابل تؤكد مصادر أُخرى، مُعظمها شيعيَّة، صحَّة نسب عُبيد الله المهدي، وتُرجعه إلى مُحمَّد بن إسماعيل بن جعفر الصَّادق.

### رأي المُنكرين لنسب الفاطميين إلى عليّ وفاطمة
وفقًا لما ذكره المؤرِّخ ڤلاديمير إيڤانوڤ في بحثه عن تُراث الإسماعيليَّة المُتعلِّق بظهور الفاطميين، فإنَّ اسم الفاطميين هو الذي أُطلق على الإسماعيليَّة في بداية الأمر. ويذكُرُ الطبريُّ أنَّ بدو بني الأصبغ في بادية الشَّام، اتخذوا هذا الاسم تحت زعامة القُرمطي الإسماعيلي يحيى بن زكرويه. ويُمكنُ التماس أُصول الحركة الفاطميَّة التي أوصلت الفاطميين إلى السُلطة في إفريقية بزعامة عُبيد الله المهدي في أُصول العقائد الشيعيَّة الإسماعيليَّة التي تُمثِّلُ في الوقت نفسه أبعادًا سياسيَّة وفلسفيَّة ودينيَّة واجتماعيَّة، والتي يتوقَّع مُعتنقوها ظُهور المهدي المنتظر من سُلالة الرسول مُحمَّد من خلال عليّ وفاطمة مُرورًا بفرع إسماعيل بن جعفر الصَّادق. والواضح أنَّ إسماعيل بن جعفر الصَّادق الذي توفي في حياة أبيه، كان أوسع نشاطًا من إخوته، وأعظمهم تأثيرًا في بناء العمل السياسي للشيعة الإسماعيليين، واتبع مبدأ التقيَّة، فعمل في خفاءٍ تامٍّ، وأحسن اختيار دُعاته وبخاصَّةً مُحمَّد بن أبي زينب مِقلس الأجدع الأسدي المعروف بأبي الخطَّاب(2)، الذي ادَّعى أنَّ الإمام جعفر الصَّادق جعلهُ قيِّمًا ووصيًّا على ابنه. ووضع إسماعيل بمُساعدته أُسس المذهب الإسماعيلي، وهو أوَّل من تصوَّر الإمامة الشيعيَّة على أنَّها سيادة العالم الإسلامي، أي أنَّهُ حوَّل الإمامة إلى معنى سياسيّ شبيه بالخِلافة، ووضع الخِطط السريَّة للوُصول إلى الحُكم.
وضبط مُحمَّد بن إسماعيل المذهب، ونظَّم الدعوة في عهد الخُلفاء العبَّاسيين: أبو عبدَ الله مُحمَّد المهدي، وأبو مُحمَّد موسى الهادي، وبداية عهد هٰرون الرشيد بمُساعدة حُجَّته ميمون القدَّاح الذي تقول عنه المصادر السُنيَّة أنَّه الديصاني ثنويّ المذهب، الذي أسلم أو أظهر الإسلام مدفوعًا بعاملين: سياسي يتمثَّل بإعادة النُفوذ إلى الفُرس عن طريق الشيعة، وديني يهدف إلى هدم الدين الإسلامي عن طريق الفلسفة الإغريقيَّة، وانتسب إلى الدَّعوة الإسماعيليَّة وأضحى من كبار الدُعاة. ويُرجع الإسماعيليّون نسبه إلى الصَّحابيّ سلمان الفارسيّ. وطوَّر أُسس المذهب، ووضع الخِطط التي أوصلت الفاطميين إلى الحُكم، ونظرًا لأنَّه كان أحد تلامذة الفلسفة الإغريقيَّة، فقد استغلَّ التعاليم الأرسطاليسيَّة والأفلاطونيَّة لوضع التعاليم الإسلاميَّة في قالبٍ جديدٍ، وأسس حركةً سريَّةً لإحاطة الأئمَّة بستارٍ كثيفٍ.
ويبدو أنَّ الإقامة في المدينة المُنوَّرة أو عاصمة الخِلافة، أو أيُّ حاضرة من الحواضر المشرقيَّة أضحت مُستحيلة بعد حملة الاعتقالات التي نفَّذها الخليفة هٰرون الرشيد، فغادر مُحمَّد بن إسماعيل إلى فرغانة ثُمَّ نيسابور حيثُ تزوَّج وأنجب ابنه عبدُ الله الرضيّ الذي تولّى الإمامة بعده، ونصب له حجبًا وأمرهم بأن يتسمّوا باسمه للتستّر عليه. وخلف ميمون القدَّاح بعد وفاته ابنه عبدُ الله، والكان حجَّة للإمام عبدُ الله الرضيّ بن مُحمَّد بن إسماعيل، فتابع عمل أبيه، واستطاع أن يجمع مُعظم الفِرق العَلَويَّة المُنقسمة على نفسها في جبهةٍ واحدة، وضمَّ إلى جماعته كُلُّ العناصر السَّاخطة على العبَّاسيين ليُشكِّل منهم جماعة تُخلص لإسماعيل بن جعفر، مدفوعًا بشعوبيَّته الفارسيَّة المُتطرِّفة ضد العرب، ثُمَّ نقل مقرُّ الدعوة والإمام عبدُ الله الرضيّ وابنه أحمد إلى مدينة الأحواز. وعندما انتقل الإمام إلى بلدة سلميَّة في الشَّام بين حمص وحماة في أواخر عهد الخليفة العبَّاسي أبو جعفر عبدُ الله المأمون خشيةً من مُلاحقة العبَّاسيين له، ظلَّ حُجَّته عبدُ الله القدَّاح يُقيم في الأحواز تستُرًا عليه، ثُمَّ لحق به إلى سلميَّة التي أضحت مركز الدعوة الإسماعيليَّة. اشتهر لعبدِ الله القدَّاح ثلاثة أولاد، هم: أحمد والحُسين وعليّ، اعتمد عليهم في نشر الدعوة الإسماعيليَّة. فجعل ابنه الحُسين في سلميَّة مع الإمام الحسين بن أحمد لزيادة التستّر عليه. وكان أحمد المُلقَّب بأبي الشلعلع مسؤولًا عن الدعوة في العراق والأحواز، فادَّعى أنَّهُ من نسل عُقيل بن أبي طالب لاستقطاب الشيعة، وكان قد أحكم النسب في البصرة. واختصَّ الابن الثالث عليّ بنشر الدعوة في خُراسان، ونهايته مجهولة. وعندما توفي الحُسين بن عبدُ الله القدَّاح، عهد أبوه عبدُ الله إلى ابنه أحمد برئاسة الدعوة في سلميَّة بالإضافة إلى العراق، ثُمَّ انتقلت إليه رئاسة الدعوة بعد وفاة أبيه، وأصبح وصيًّا على ابن أخيه سعيد بن الحُسين الذي تقلَّد منصب الحجَّة أو نائب الإمام عقب وفاة عمِّه أحمد، ولم يكن قد تجاوز العشرين من العُمر، فأظهر إخلاصًا وتفانيًا للمذهب الإسماعيلي، ولذلك كان موضع ثقة الإمام المستور الذي قلَّده إمامة الإسماعيليَّة استيداعًا لا استقرارًا، واتخذ اسم عبدُ الله، وادَّعى أنَّهُ من السُلالة الشيعيَّة، وأنَّهُ المهدي، وهو عُبيدُ الله أوَّل الخُلفاء الفاطميين في إفريقية. وبهذا فإنَّ المصادر سالفة الذِكر تنسب الفاطميين إلى القدَّاحيَّة، وهي مُستقاة من رواية أبي عبد الله مُحمَّد بن عليّ بن رزَّام الطائيّ الكوفيّ في ردّه على الإسماعيليَّة أواخر القرن الرابع الهجري، ونقلها ابن النديم في مؤلفه «الفهرست»، وأخذها عنه من جاء بعده من المؤرخين. أيضًا، هُناك اعترافٌ من شخصٍ عَلَويٍّ عاش في النصف الثاني من القرن الرابع الهجري، هو الشريف أبو الحُسين مُحمَّد بن عليّ بن الحُسين المعروف بأخي مُحسن، ينفي فيه نسب الفاطميين إلى عليّ وفاطمة، ويذكر أنَّ مذهب الإسماعيليَّة لم يكن سوى غشٍ لعبدُ الله بن ميمون القدَّاح الذي استهدف، بفضل تعليمٍ خفيٍّ تدريبيٍّ في سبع درجاتٍ، القضاء على الإسلام.

### رأي المُؤيدين لنسب الفاطميين إلى عليّ وفاطمة
يرى الإسماعيليَّون وغيرهم من الباحثين أنَّ الطعن الذي تمتلئ به كتب مُخالفيهم من المذاهب الأُخرى قد بُنيت بشكلٍ كبيرٍ على التنكيل وتعمُّد الاستناد إلى معلوماتٍ غير صحيحة. وهذا يحصل لأسبابٍ دينيَّةٍ وسياسيَّةٍ بسبب قيام الدولة الفاطميَّة وسيطرتها على أنحاء واسعة من الديار الإسلاميَّة، وأيضًا بسبب السريَّة الكبيرة التي تميَّزت بها الحركة الإسماعيليَّة حيثُ أنَّ دراسة الإسماعيليَّة كانت تنحصر بالمصادر والروايات التي أنتجها أعدائهم. حسب المصادر الإسماعيليَّة فإنَّ جعفر الصَّادق قد أعطى الإمامة إلى ابنه الأكبر إسماعيل الذي توفي سريعًا بعد ذلك، فانتقلت الخلافة بعده إلى ابنه مُحمَّد. وبسبب قمع الدولة العباسيَّة ومحاولتها الحثيثة لاغتياله، بدأ مُحمَّد مرحلةً مُهمَّةً وأساسيَّةً في تاريخ الإسماعيليَّة والمعروفة «بمرحلة الستر» حيثُ عمد إلى ترك المدينة المُنوَّرة وإخفاء هويَّته عن عامَّة الناس إلَّا عن قلَّة قليلة من الذين يثق بهم. ومن أهم هؤلاء ميمون القدَّاح ثم ابنه من بعده عبدُ الله بن ميمون. الذين عملوا بشكلٍ كبيرٍ على حماية مُحمَّد بن إسماعيل وكانوا حلقة الوصل بينه وبين عددٍ كبيرٍ من الناس. يرفض المُستشرق المُختص بالدراسات الإسماعيليَّة ڤلاديمير إيڤانوڤ الفكرة القائلة بأنَّ ميمون القدَّاح لم يكن مُسلمًا وانما ديصانيّ يهدف إلى هدم الإسلام، فيقول إنَّ الفاطميين أخفوا أنسابهم وفروع ذوي قُرباهم خوفًا من أعدائهم، وأنَّ قصَّة ميمون وولده هذا ليست إلَّا خُرافةً وأُسطورة. وقد ورد ذكر اسم ميمون القدَّاح وابنه في كتُب الرجال الخاصة بالشيعة الإثنا عشرية لتصف ميمون بأنَّه من أصحاب الإمامين الباقر والصَّادق المُقرَّبين، وتثُني عليه، ويظهر في تلك المصادر أنَّهُ من مكَّة (من بني مخزوم تحديدًا). كما يذكر الذهبي وابن حجر اسم عبدَ الله بن ميمون القدَّاح ويؤكد انتسابه إلى مكَّة وبني مخزوم ويكتفي باعتباره «ضعيف». وفي خطاب المُعز لدين الله إلى داعي السند، ينفي فيه ما ادعاه مناوئية برعاية الدولة العباسيَّة من انتساب الخُلفاء الفاطميين إلى ميمون القدَّاح ويؤكد نسبه إلى عبدُ الله بن مُحمَّد بن إسماعيل، ويُشير إلى أنَّ عبدَ الله بن مُحمَّد كان يُلقَّب «عبدُ الله الميمون».
يُشيرُ بعضُ المؤرخين إلى أنَّ الغُموض والاختلاف والاضطراب يكتنف المصادر المؤيِّدة لنسب الفاطميين إلى عليّ والزهراء، وأنَّ تلك المصادر ليست واحدة دائمًا، إذ يوجد اختلاف في أسماء الأئمَّة، من ذلك أنَّ اسم والد عُبيد الله المهدي غير مُتفق عليه بين هذه المصادر. فثمَّة رواية واحدة تذكر أنَّهُ ابنُ «أحمد» وليس ابنُ «الحُسين»، بل أنَّ عُبيد الله المهدي يظهر أحيانًا بوصفه عليّ بن الحُسين. ففي الرسالة التي أرسلها عُبيد الله المهدي إلى اليمن وكشف فيها النقاب عن نسب الفاطميين وذكر أسماء الأئمَّة المستورين، أظهر النسب الفاطميّ بصورةٍ مُغايرة لما قدَّمه التُراث الإسماعيلي المُتعلِّق بأنساب الفاطميين، فيذكر أنَّ جدّه الأعلى هو عبدُ الله أخو إسماعيل الأكبر، وأنَّ الإمام جعفر الصَّادق عيَّن عبدَ الله وليس إسماعيل وريثًا شرعيًّا له، إذ أنَّ جعفرًا خلَّف أربعة أولاد، هم: عبدُ الله وإسماعيل وموسى ومُحمَّد، وأنَّ صاحب الحق فيهم كان عبدَ الله، ولمَّا أراد هؤلاء إظهار دعوة الحق خشوا من اضطهاد العبَّاسيين، فتسمّوا بغير أسمائهم، فكانوا يحملون ألقابًا، وأحيانًا أسماء حركيَّة تُخفي حقيقتهم، وأطلقوا على أنفُسهم ألقاب: مُبارك وميمون وسعيد. فلقب ميمون الذي أُطلق على أحد أولاد جعفر الصَّادق هو الذي قاد إلى هذا الخلط، وقد علَّل الداعي المُطلق إدريس عمادُ الدين هذا الأمر بقوله: «وَكَانَ الدُّعاةُ أيَّامَ الأئِمَّةِ المِسْتُورِيْن مُنذُ استِتَارِ الإمَامِ مُحَمَّد بن إسْمَاعِيل، يُسَمُّونَهُم بِغَيْرِ أسْمَائِهِم، وَيَخْتَلِفُونَ في الأسْمَاءِ إخْفَاءً لِأمْرِ الله، وَسَتْرًا لِأوْلِيَائِهِ لِتَغَلُّبِ الأضَّدَادِ، وَقُوَّةِ أهْلِ العِنَادِ، لِذلِكَ وَقَعَ الاخْتِلَافُ في الأئِمَّةِ المَسْتُورِين، وَكَثُرَ خَوْضُ الخَائِضِين وَقَوْلُ القَائِليْن». وبناءً عليه فإنَّ تسلسل الأئمَّة يُصبح كالآتي: عبدُ الله بن جعفر الصَّادق، ثُمَّ عبدُ الله بن عبدُ الله، ثُمَّ أحمد بن عبدُ الله، ثُمَّ مُحمَّد بن أحمد، وتسمَّى كُلُّ واحدٍ من هؤلاء بمُحمَّد لأنَّ المهديّ سيكونُ مُحمَّد بن إسماعيل، فكان كُلَّما قام فيهم إمام تسمّى بمُحمَّد باستثناء عبدُ الله بن جعفر، فقد تسمّى بإسماعيل، إلى أن يظهر صاحب الظُهور الذي هو مُحمَّد بن إسماعيل، فتزول التقيَّة.

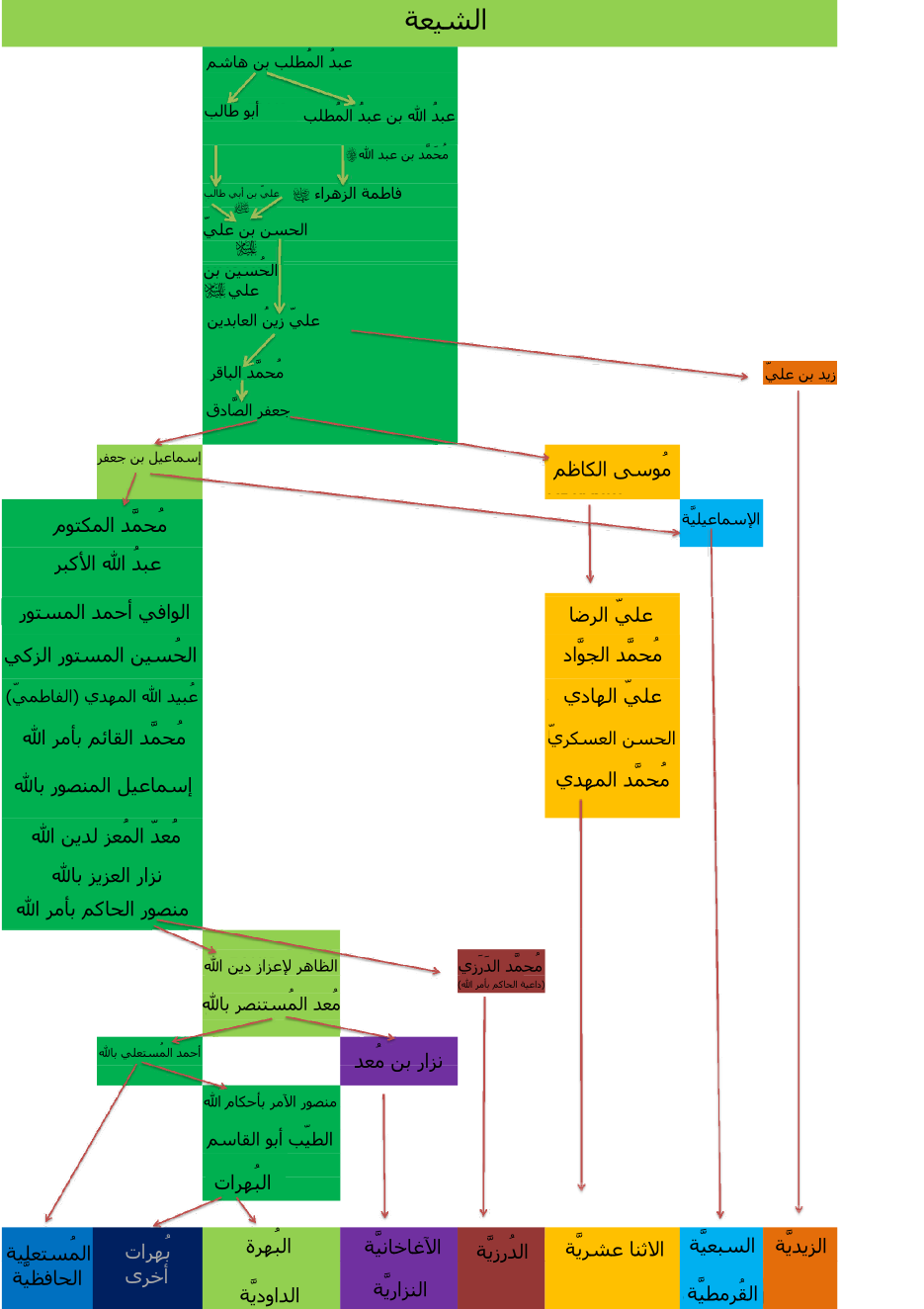
شجرة نسب الخُلفاء الفاطميين وأئمَّة الشيعة ككل، والفرق المُنحدرة منهم.

ويُشيرُ جعفر بن منصور اليمني الذي حفظ هذه الرِّسالة، أنَّ الإمام مُحمَّد بن أحمد أوصى إلى ابن أخيه، وأعطاهُ باختيار الله، أمره كُلُّه، وتسمَّى بسعيد بن الحُسين، وصارت إليه الدعوة زمانًا. فلمَّا آن وقت الظُهور، أظهر مقامه، وأظهر اسم «عُبيد الله»، وظهر معه كذلك أبو القاسم مُحمَّد القائم بأمر الله. ويتوافق نسب عُبيد الله المهدي الذي أورته في رسالته(3) مع ما جاء في بعض كُتب الأنساب والفِرق، فيذكر العلَّأمة عليّ بن حزم الأندلُسيّ أنَّ وُلاة مصر قد ادَّعوا في أوَّل أمرهم، إلى عبدُ الله بن جعفر بن مُحمَّد، فلمَّا صحَّ عندهم أنَّ عبدَ الله لم يعقب إلَّا ابنةً واحدة اسمها فاطمة، تركوه وانتموا إلى إسماعيل بن جعفر بن مُحمَّد. ويذكر النوبختي والقِمّي أنَّ عبدُ الله لم يُخلِّف أولادًا، ولكنَّ الثاني يذكر في مكانٍ آخر أنَّ عبد الله وُلد له ولدٌ اسمه مُحمَّد، وأنَّه أرسله إلى جهة اليمن، وانتقل بعد وفاة والده إلى خُراسان، وأنَّه الإمام بعد أبيه، وهو القائم بأمر الله. ويذكر الدَّاعي المُطلق إدريس عمادُ الدين أنَّ الإمام عبدَ الله الرضيّ بن مُحمَّد بن إسماعيل استخلف أخاهُ الحُسين مكانه، وأمر أتباعه بطاعته، غير أنَّ الحُسين قُتل في حياة أخيه، فعُهد إلى ابنه أحمد بالإمامة، وهو الإمام التقي أحمد بن عبدُ الله الذي رُزق بولدٍ سمَّاه الحُسين، وهو الإمام الزكي ووالد المهدي. ولمَّا شعر الإمام الحُسين بدُنوّ أجله، عيَّن أخاه مُحمَّدًا المُلقَّب بسعيد الخير وصيًّا على ابنه الإمام المهدي. وأراد سعيد الخير أن يجعل الإمامة في عقبه، ويُحوِّلها عن الإمام المهدي، لكنَّه فشل في ذلك. واستنادًا إلى كتاب التراتيب فإنَّ أسماء الأئمة تختلف عن غيرها ممَّا جاء في غالبيَّة المصادر الإسماعيليَّة وغير الإسماعيليَّة، فذُكر أنَّ إسماعيل ستر على نفسه حجابًا لِعِظم الفترة وتغلُّب الضِّد. وانتسب الإمام الحق بعد إسماعيل إلى ابن أخيه، وهو مُحمَّد. ولمَّا حضرته الوفاة، سلَّم هذا الأمر إلى ولده الرضيّ، وهو أوَّل الأئمَّة المستورين، فقام أحمد بالإمامة، وكان حاجبه الذي احتجب به، وسِتره الذي سَتَره، والذي نصَّبه وأقامه مقامه، هو ميمون القدَّاح، وأمره الإمام أن يأخذ العهد لنفسه، أي لميمون سالِف الذِكر، ففعل ما أمره به الإمام، ولم يزل قائمًا بالأمر إلى أن توفي أحمد، فسلَّم الإمامة إلى ابنه مُحمَّد، وأمر عبدُ الله بن ميمون القدَّاح أن يقوم مقامه، ويأخذ العهد لنفسه كفعل أبيه، فلم يزل قائمًا بالأمر حتّى توفي مُحمَّد، فسلَّم الأمر إلى ابنه أحمد، فعيَّن الأخير أخاهُ إمامًا مُستودعًا، على أن يقوم مقام ولده مُحمَّد المهدي ويكون حاجبًا له، فقام المهدي بالإمامة، وقام عمِّه بالخِلافة. وحاول هذا العمُّ أن يُحوِّل الإمامة إلى أولاده ففشل في ذلك.

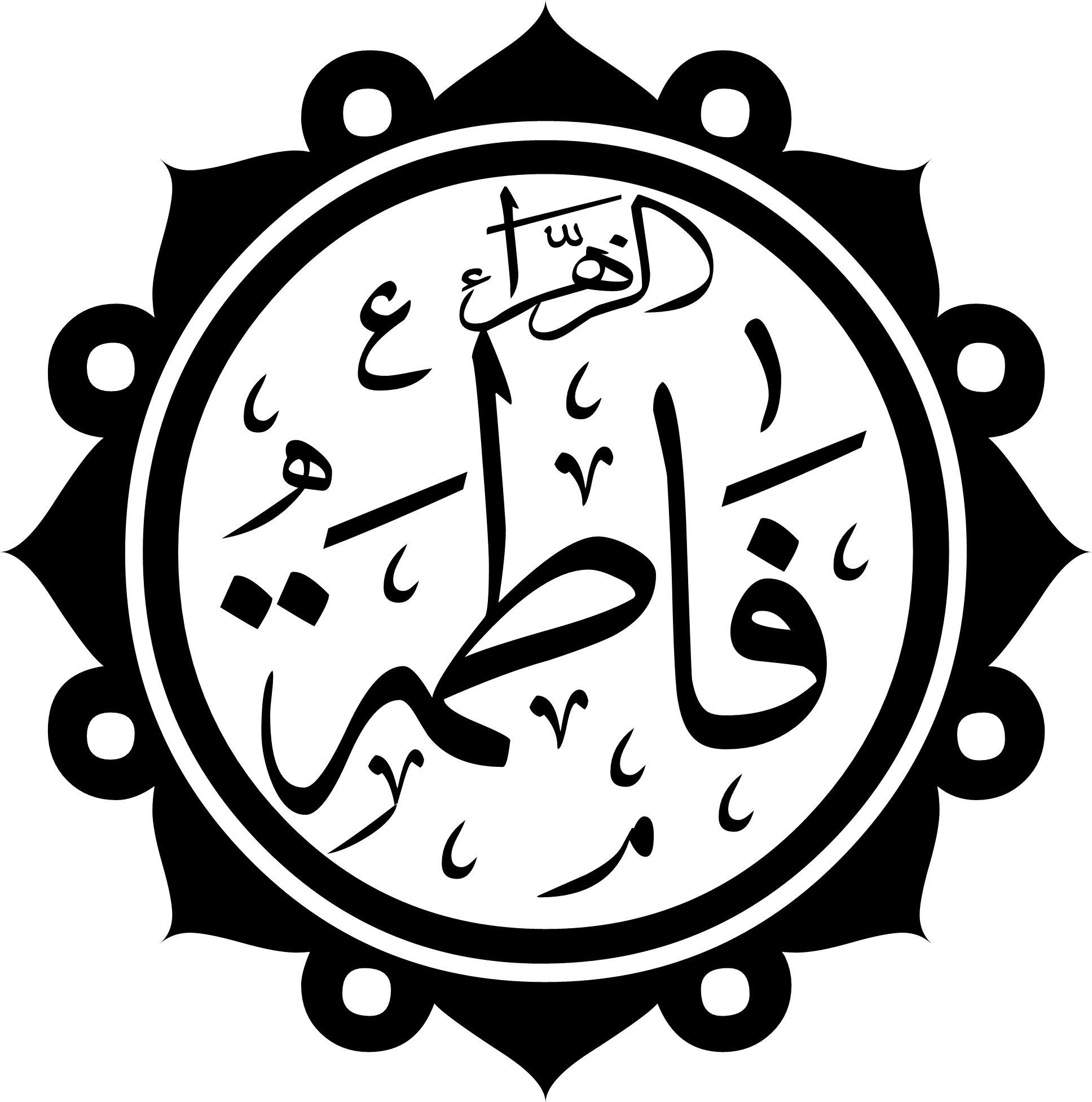
تخطيط لاسم فاطمة الزهراء بنتُ الرَّسول مُحمَّد، التي تلقَّب إسماعيليّو إفريقية باسمها.

وهُناك أمرٌ آخر غير مؤكَّد فيما يتعلَّق بصِلة القرابة بين عُبيد الله المهدي، وبين مُحمَّد القائم بأمر الله الذي خلفه في الحُكم. فقد يكون القائم ليس ابنًا لعُبيد الله المهدي، مع أنَّ الأخير كان يُعدَّه ابنًا له من الناحية الرسميَّة، وكان تصرُّفه تجاهه عندما دخل رُقاده، يُشير إلى أنَّهُ يُعدَّهُ المهدي المُنتظر، فقد عامله بتوقيرٍ شديدٍ، ورفع مقامه عن مقامه هو شخصيًّا. ففي حين تؤكِّد كُتب الظاهر المُوجهة للعامَّة أنَّ الخليفة الفاطميّ الثاني، أي القائم بأمر الله، هو ابن عُبيد الله المهدي، تنفي بعض النُصوص الباطنيَّة المُوجَّهة للخاصَّة والمُطلعين على الأسرار، بُنوَّته إلى عُبيد الله المهدي، وتُنسب الأخير إلى أصلٍ غير عَلَويّ بل ميمونيّ. وعليه، كان دور عُبيد الله المهدي حمل الوديعة، أي الإمامة، ليرُدَّها إلى مُحمَّد القائم بن الحُسين بن أحمد، وبالتالي يكونُ عُبيد الله المهدي الوحيد الذي لا ينتسب إلى عليّ بن أبي طالب. ويقول المُؤرِّخ برنارد لويس أنَّ التناقض بين النسب الرسمي والنسب الذي يربط الفاطميين بميمون القدَّاح مردُّه وجود إمامتين ظهرتا بعد وفاة الإمام إسماعيل بن جعفر الصَّادق: الإمامة المُستقرَّة والإمامة المُستودعة، فالمُستقرَّة بدأت مع مُحمَّد بن إسماعيل وتُفضي إلى القائم بأمر الله، وهي إمامة حقيقيَّة في ذُريَّة الحُسين، أمَّا المُستودعة فقد بدأت مع عبدُ الله بن ميمون القدَّاح وتُفضي إلى عُبيد الله المهدي، وهي إمامة بالوصاية في أعقاب عائلة القدَّاح. والإمامُ المُستقر هو المُؤهَّل لنقل الإمامة إلى ابنه الذي يحجُبه الإمام المُستودع إلى أن يأتي اليوم الذي يُسلِّمها فيه إليه. وبناءً على ذلك، فإنَّ عُبيد الله المهدي، الذي هو الإمام المُستودع، لم يكن سوى الوصيّ والأب الروحيّ لمُحمَّد القائم بأمر الله، الذي هو الإمامُ المُستقر، وقد سلَّمه عُبيدُ الله الإمامة المُستودعة لديه. فالحاكم الأوَّل المكشوف والإمام الفاطميّ الشرعيّ وفق هذا التفسير هو مُحمَّد القائم بأمر الله، أمَّا عُبيد الله المهدي فهو مُستودعه، وينتمي إلى أُسرة القدَّاح. وقد نقض ڤلاديمير إيڤانوڤ نظريَّة برنارد لويس، وقال أنَّها وُضعت أيَّام الأئمَّة المكشوفين لتبرير انتقال الإمامة بالوراثة، وعلى هذا الأساس فإنَّ الخُلفاء الفاطميين بما في ذلك عُبيد الله المهدي، ينتمون إلى نسبٍ علويٍّ صحيح.

## التاريخ

### خلفيَّة تاريخيَّة

إفريقية والمغرب الأوسط (ضمن دولة الأغالبة) حيثُ وجد المذهب الإسماعيليّ موطأ قدمٍ بين بعض قبائل البربر.

كانت شمال أفريقيا أرضًا صالحةً لنصرة المذهب الإسماعيلي، ذلك أنَّ التشيُّع العَلَويّ تركَّز مُنذ نشأته في المشرق، وظهر في بيئة الكوفة مُتعددة الأجناس والقوميَّات، وانتشر بين الموالي، ثُمَّ انتقل غربًا بعد المُلاحقات التي تعرَّض لها الشيعة من قبل العبَّاسيين، وكانوا جميعًا من فرع الحسن بن عليّ بن أبي طالب، وتمركزوا في شمال أفريقيا حيثُ ضعُفت السيطرة العبَّاسيَّة لبُعد المسافة عن مركز اتخاذ القرار في بغداد، ولصُعوبة المُواصلات، ونشروا التعاليم المُشتركة للمذهب الشيعيّ ومآثر العَلَويين ممَّا أدّى إلى انتشار هذا المذهب بين البربر الذين أدّوا دور الموالي من الفُرس في المشرق، على الرُّغم من وجود فوارق كُبرى بين الفئتين في طبيعة دعمها للعَلويين بعامَّة، وفي مؤسساتهما ومُنظماتهما، وفي أهدافهما وعقائدهما. ورُبَّما كان العطف على آل بيت الرسول مُحمَّد، والاعتقادُ بفضائلهم، كبيرًا في المغرب من أيِّ مكانٍ آخر، وقد أتاح للأدارسة السَّيطرة على المغرب الأقصى بدون مشقَّة وتأسيس دولتهم المُستقلَّة. كما اشتمل المغرب الأوسط في النصف الثاني من القرن الثالث الهجري، باستثناء الأراضي التابعة لإمام تاهرت، على إماراتٍ شيعيَّةٍ بلغ عددها تسعُ إماراتٍ، ممَّا هيَّأ الأرضيَّة الخصبة لزرع وتنمية الدعوة الشيعيَّة. لكنَّ المذهب الإسماعيلي دخل إلى إفريقية بصورةٍ أكثر تنظيمًا وسريَّةً قبل نحو مائةٍ وخمسةٍ وثلاثين سنة من قُدوم أبي عبدِ الله الدَّاعي، وذلك في أواسط القرن الثاني الهجري المُوافق للقرن الثامن الميلادي، وتركَّز في ديار القبيلة البربريَّة كتامة في المغرب الأوسط، التي عُرفت بأنَّها أكثرُ القبائل عددًا وأصعبها مُراسًا، إذ كانت تسكُن جبال الأوراس الوعرة في شمال إفريقية، وهي البلادُ المُمتدَّة من طرابلس الغرب إلى طنجة. مرَّت الدعوة الإسماعيليَّة في بداية انطلاقتها، بمرحلتين: مرحلة الإعداد العقائدي النظري، وتولَّاها اثنان هُما أبو سُفيان الحسن بن القاسم وعبدُ الله بن عليّ بن أحمد، المشهور بالحلواني، ومرحلة الدور العمليّ، وقامت على أكتاف الدَّاعي أبي عبد الله المُحتسب المشهور بالشيعي الصنعاني.
فيما يتعلَّق بالمرحلة الأولى، فقد بعثت القيادة في المشرق أبا سُفيان والحلواني إلى شمال أفريقيا سنة 145هـ المُوافقة لِسنة 762م، وأمرتهما بأن يُبسطا ظاهر علم الأئمَّة وينشُرا فضلهم، وأن يتجاوزا إفريقية إلى حُدود بلاد البربر، وأن لا يعملا في منطقةٍ واحدة. وقد رجَّح البعض أن يكون الإمام جعفر الصَّادق نفسه هو من أرسلهما وزوَّدهما بهذه التعليمات. استقرَّ أبو سُفيان في قريةٍ زراعيَّةٍ يُقال لها «تالة» وهي من ضواحي قرية مرماجنَّة الهواريَّة البربريَّة، وتقع إلى الشمال من مدينة تونس المُعاصرة، وتشغلُ مركزًا تجاريًّا هامًّا، فابتنى فيها مسجدًا وتزوَّج بامرأةٍ من أهلها واشترى عبدًا وأمة، وعاش حياةً مثاليَّة زاهدة، واشتهر بالفضل والعِبادة والذِكر، ممَّا لفت إليه الأنظار، فهرع إليه سُكَّانُ المناطق المُجاورة يسمعون فضائل أهل البيت منه، ويأخذونها عنه. ودعا إلى الإمام عليّ بن موسى الرضا من آل البيت، وبشَّر بقرب ظُهوره ونعتهُ بالمهدي المُنتظر، وأضحت مرماجنَّة، بتأثيره، دار هجرةٍ للشيعة. وبفضل موقع المدينة التجاري، استقطب أبو سُفيان التُجَّار وأدخلهم في دعوته التي انتقلت بعد ذلك إلى مدينة نفطة، وكثُر فيها التشيُّع حتّى غدت تُعرفُ باسم «الكوفة الصُغرى»، ثُمَّ انتشر المذهب الشيعي في الأربس شمالًا. بالمُقابل، توغَّل الحلواني في بلاد البربر، واستقرَّ في الناظور على مشارف أرض قبيلة كتامة البربريَّة، أقوى قبائل تلك الناحية. وسلك نهج زميله أبا سُفيان، فاشتهر ذكره، وأقبل النَّاسُ عليه، وتشيَّع كثيرٌ منهم على يديه وبخاصَّةٍ من قبائل كتامة ونفزة وسماتة، وكان يقولُ لهم: «بُعِثْتُ أنَا وَأَبُو سُفْيَانَ، فَقِيْلَ لَنَا: «إذْهَبَا إلَى المَغْرِبِ، فَإنَّكُمَا تَأْتِيَانِ أَرْضًا بُوْرًا فًاحْرِثَاهَا وَأَكْرِبَاهَا وَذَلِّلَاهَا إلَى أن يَأْتِيْهَا صَاحِبُ البّذْرِ فَيَجِدُهَا مُذَلَّلَةٌ، فَيَبْذِرُ حَبَّهُ فِيْهَا»». وتوفي أبو سُفيان قبل وصول الدَّاعي أبي عبد الله الشيعي(4)، أمَّا الحلواني فعاش دهرًا طويلًا ومات في الناظور تاركًا ابنة وعددًا من المعارف، عاش بعضهم طويلًا وأدركوا وصول الدَّاعي أبي عبد الله.

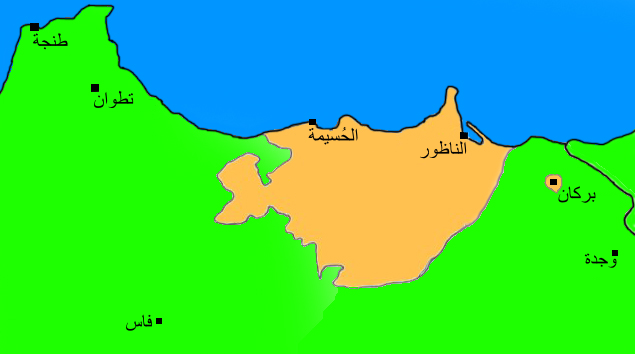
خريطة مُقرَّبة لناحيةٍ من بلاد البربر، تظهرُ فيها مدينة الناظور حيثُ انتشر التشيُّع العلوي على يد عبدُ الله بن عليّ بن أحمد الحلواني.

خلال تلك الفترة، كانت القيادة الإسماعيليَّة في سلميَّة قد أرسلت الداعي أبو عبد الله سالِف الذِكر إلى اليمن ليتدرَّب على يد الحسن بن فرج بن حوشب بن زادان، أبرزُ دُعاة تلك البلاد، فاستقبله وقرَّبه منه، وكان قد تعرَّف عليه في الكوفة. ولم تمضِ أكثر من سنة، حتَّى انضمَّ أبو عبد الله إلى قافلة الحُجَّاج اليمنيين وخرج معهم إلى مكَّة في سنة 279هـ المُوافقة لِسنة 893م. ذلك أنَّ رؤساء الدعوة الإسماعيليَّة اتفقوا بعد مُشاوراتٍ مُستفيضةٍ على إرساله إلى المغرب لمُتابعة العمل بعد وفاة أبي سُفيان والحلواني، والاستيلاء على الحُكم بمُساعدة قبيلة كتامة. وصل أبو عبد الله إلى مكَّة، واجتمع بحُجَّاج كتامة في مِنى، وكانت الجماعة الكتاميَّة تضم شخصين ينتميان إلى بطنٍ كبيرٍ من بطون كتامة، هما حُريث الجميلي وموسى بن مكارم، اللذين اعتنقا المذهب الشيعي بتأثير الحلواني، ودار حديثٌ مُطوَّلٌ بين الطرفين حول فضائل الإمام عليّ وبنيه، وتكرَّرت اللقاءات وتزايد إعجاب الكتاميين بصديقهم الجديد. ولمَّا انتهى موسم الحج، واستعدّوا للرحيل، غادر أبو عبد الله مع الكتاميين مُتظاهرًا بالتوجه إلى مصر، وخلال الرحلة استقى منهم بعض المعلومات المُتعلِّقة بوضعهم السياسي والاجتماعي، وكُل ما من شأنه أن يُفيد مُهمَّته، ولم يكشف لهم عن نواياه ودوافعه الحقيقيَّة. ولمَّا وصلوا إلى مصر، تظاهر بأنَّهُ يُريد الإقامة فيها لتعاطي مهنة التعليم، فاقترحوا عليه أن يسير معهم إلى بلادهم ليُعلِّم أبناءهم، ووعدوه بمُساندته ومنحه مزايا أكثر مُلائمةً، فاعتذر ببُعد المسافة، ووعدهم باقتفاء أثرهم إن خابت آماله في الحُصول على عملٍ كمؤدبٍ في الكُتَّاب، فغاب عنهم بعض الوقت ثُمَّ عاد وقال لهم أنَّه لم يجد في تلك البلاد ما يُريد، وأنَّه قرر السير معهم إلى المغرب. مكث أبو عبد الله الشيعي في قلعةٍ صغيرةٍ يُقالُ لها «إيكجان» تقعُ في فج الأخيار قُرب قسنطينة وتُقيمُ بها قبيلة سكتان البربريَّة، وأخذ يعمل على دعوة الناس إلى اعتناق المذهب الإسماعيلي، فأحرز نجاحًا كبيرًا وتخطَّت شهرته حدود إيكجان، رُغم مُعارضة بعض زُعماء القبائل الذين خشوا على سُلطانهم ونُفوذهم. ومع اتساع نطاق الدعوة وتكاثر عدد المُنضوين إليها، كان من الطبيعي أن تتولَّد ردود فعلٍ عنيفة لدى بعض أصحاب السُلطان في بلاد البربر ولدى صاحب إفريقية. وعند هذه المرحلة بلغت مُهمَّة الداعي أبي عبد الله الروحيَّة ذُروة الحسم، وأصبحت مقرونة بمُهمَّة دُنيويَّة خالصة، ذلك أنَّهُ لم يعد فحسب الزعيم الديني للمجموعة التي اجتهد في تكوينها في إيكجان، بل أصبح على أهبة التحوّل إلى زعيمٍ سياسيٍّ يسعى إلى بعث حركةٍ ثوريَّةٍ في إفريقية ضدَّ السُلطة الأغلبيَّة.

### قيام الدولة

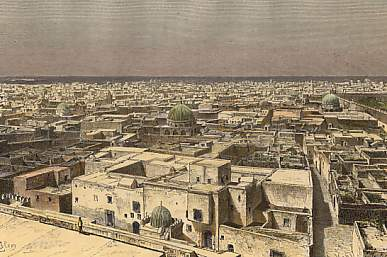
جانب من مدينة القيروان، عاصمة الأغالبة التي فتحها الفاطميّون سنة 296هـ الموافقة لِسنة 908م وأنهوا الولاية الأغلبيَّة على إفريقية.

انفجر الصراع بين الأغالبة والدَّاعي أبي عبد الله بسبب موقف حاكم مدينة ميلة من الدعوة الإسماعيليَّة في أرض كتامة. وكانت ميلة تحت حُكم موسى بن عيَّاش الذي اشتهر بعدائه لأبي عبد الله الشيعي، خشيةً على مركزه، وشارك في جميع المؤامرات التي حاكها الأغالبة للتخلُّص منه. وكانت ميلة المذكورة تُشكِّلُ مركزًا عربيًّا في قلب بلاد كتامة البربريَّة، وكانت الأُسر الحاكمة العربيَّة في المغرب تُوالي السُلطة المركزيَّة في بغداد، لذلك كانت أوَّل عائق أمام انطلاق الدعوة إلى الخارج، ولا بُدَّ من تذليلها، فشنَّ عليها الداعي حربًا وانتصر على حاميتها العسكريَّة، ودخلها خلال شهر ذي القعدة من سنة 289هـ، المُوافق فيه شهر تشرين الأوَّل (أكتوبر) سنة 902م، وولّى عليها أبا يُوسُف ماكنون بن ضُبارة الأجاني. وهكذا سقطت أوَّل مدينة أغلبيَّة مُحصَّنة في يد الدَّاعي. لكن سُرعان ما استعادها الأغالبة مُجددًا، بعد أن هزموا جيش الدَّاعي في بلدة «ملوسة». وخلال شهر رجب سنة 290هـ المُوافق فيه شهر حُزيران (يونيو) 903م، اشتبك الأغالبة مع الإسماعيليين في معركةٍ قاسية حالف النصر فيها أبا عبدُ الله، وتراجع الجيش الأغلبيّ بعد الهزيمة إلى سطيف، وفي أوائل سنة 291هـ، المُوافقة لأواخر سنة 903م، استأنف الدَّاعي عمليَّاته العسكريَّة، فاستولى على سطيف، وهي أقرب مدينة مُحصَّنة من إيكجان بعد ميلة، وكانت مدينةً مُعرقلةً لتحرُّكاته العسكريَّة، وتُمثِّلُ قاعدةً لقوَّات العدو. وفي آخر شهر ذي الحجَّة سنة 293هـ، المُوافق فيه شهر تشرين الأوَّل (أكتوبر) سنة 906م، استولى أبو عبد الله على مدينة «طُبنة» في طرف إفريقية، وهي قاعدة نهر الزَّاب الكبير، وإحدى أكبر وأغنى المُدن الأغلبيَّة بعد القيروان، وعيَّن عليها عاملًا شيعيًّا هو يحيى بن سُليمان، كما فتح بلزمة. وبسقوط هاتين المدينتين، نجح الإسماعيليّون في فتح ثغرة في الحُصون الغربيَّة التي تحمي إفريقية، ولم يبقَ منها سوى حصن باغاية في أقصى إفريقية بين مجَّانة وقسنطينة، الذي يؤدي إلى داخل البلاد، ولا بُدَّ من مُهاجمته. وفي سنة 296هـ المُوافقة لِسنة 908م، هاجم الدَّاعي وجُنوده وأتباعه الحصن المذكور واستولوا عليه، ثُمَّ تحرَّكوا قاصدين الأربس وهزموا الجيش الأغلبيّ هزيمةً قاصمة ودخلوا المدينة عنوةً، فاستولى الهلع على أمير إفريقية أبو مُضر زيادة الله الثالث وكِبار رجال دولته وأصحاب الدواوين والموالي والعبيد، فانسحبوا إلى القيروان وسوسة وبعض المُدن الأُخرى. ولمَّا وصلت أخبار هروب زيادة الله الثالث، وما حصل في دولته من الفوضى، إلى مسامع أبي عبد الله الشيعي، تحرَّك بسُرعةٍ باتجاه القيروان ورقَّادة واستولى عليهما، وأبطل ذِكر اسم الخليفة العبَّاسي في خِطبة الجُمعة. وبهذا زالت الدولة الأغلبيَّة وبالتالي سُلطة العبَّاسيين الإسميَّة والفعليَّة عن هذه البلاد، ودخلت إفريقية في مرحلةٍ جديدةٍ من تاريخها.

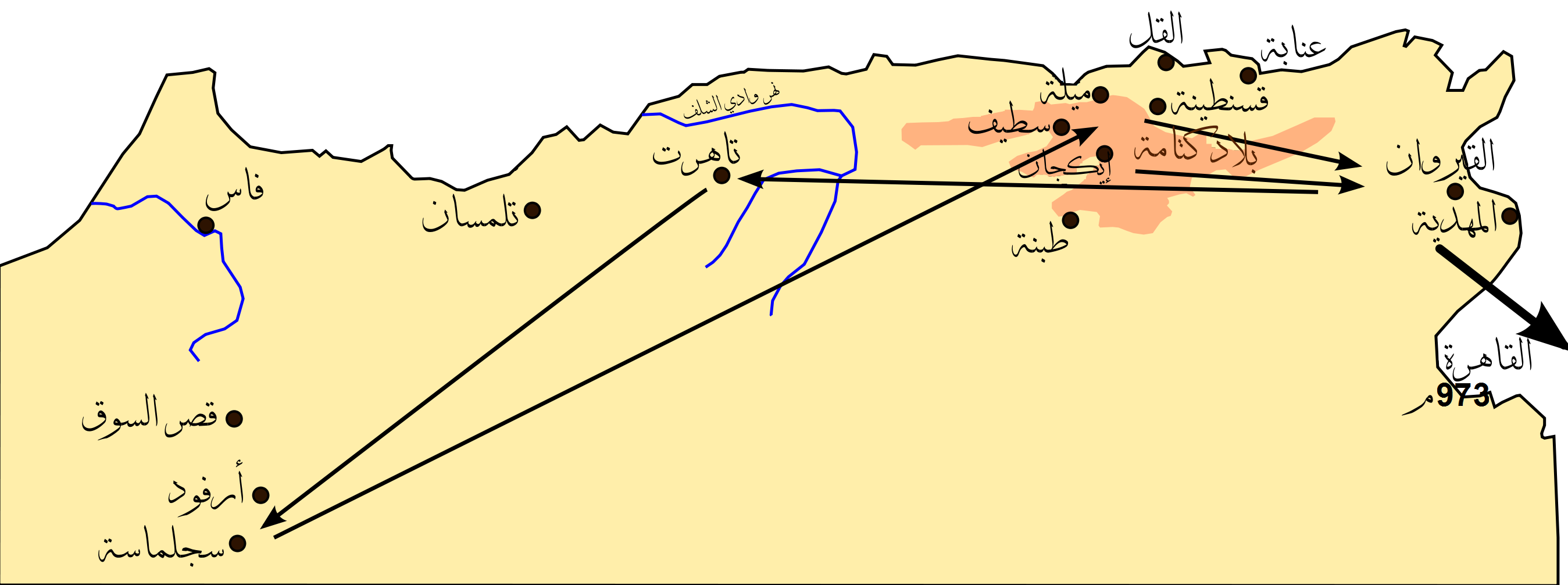
خريطة توضح التحرُّكات الإسماعيليَّة في شمال أفريقيا، والمناطق التي أُقيمت بها الدولة الفاطميَّة لاحقًا في إفريقية والمغرب.

نجح الدَّاعي أبو عبد الله بالقضاء على دولة الأغالبة في إفريقية سنة 296هـ الموافقة لِسنة 908م، بعد حربٍ شديدة دامت خمس سنوات. ثُمَّ التفت بعد هذا النجاح إلى العمل على إصلاح النظام السياسي في إفريقية بعد الفوضى التي نجمت عن إنهيار الدولة الأغلبيَّة، فحرص على إقامة نظامٍ جديدٍ وإضفاء الصبغة الشيعيَّة على مؤسسات الدولة الجديدة، وتركيز السُلطة في يده. فأمَّن الناس على حياتهم وأرزاقهم ومُمتلكاتهم، وأقرَّ عدَّة إجراءات لتهدئة وتأمين كُل خائفٍ كان يتولّى منصبًا في الدولة الأغلبيَّة، فاطمأنَّ إليه الكثير من الرجال ودخلوا في خدمته، وأوصى دُعاته الكتاميين أن لا يُكرهون أهل السُنَّة على التشيُّع، وأن يستعملوا معهم الإقناع عوض ذلك، وكان يُردد قولهُ المعروف: «إنَّ دَوْلَتُنَا دَوْلَةُ حُجَّةٍ وَبَيَانٍ، وَلَيْسَتْ دَوْلَةَ قَهْرٍ واستِطَالَةٍ، فَاتْرُكُوا النَّاسَ عَلَى مَذَاْهِبِهِم، وَلَا تُلْزِمُوْهُم بِاتِّبَاعِ الدَّعْوَةِ الهَادِيَةِ المَهْدِيَّة». وعاش حياةً مُتواضعةً بعيدةً عن أُبَّهة المُلك، فشعر النَّاسُ أنه قريبٌ منهم، وأضاف عدَّة علامات عقائديَّة شيعيَّة على نمط الحياة اليوميَّة، فأمر بأن تتضمَّن خِطبة الجُمعة الصَّلاة على الرسول مُحمَّد وعلى آله وعلى أميرُ المؤمنين عليّ بن أبي طالب وولداه الحسن والحُسين، وزوجته فاطمة الزهراء، وأن يُزاد في الآذان عِبارة «حيَّ على خيرِ العمل». وأنفذ أبو عبد الله الدَّاعي الرُسل إلى سلميَّة، يُخبرُ الإمام المستور (عُبيد الله المهدي) بما فُتح من المُدن والأقاليم، ويدعوه للحُضور إلى إفريقية. وفي الأساس، حدثت عدَّة تطوُّراتٍ سياسيَّةٍ خِلال تلك الفترة دفعت الإمام عُبيد الله المهدي إلى مُغادرة مركز الدعوة في سلميَّة(5)، فخرج في شهر رجب سنة 289هـ المُوافق فيه شهر حُزيران (يونيو) سنة 902م مُصطحبًا معه القائم وعددٌ من أتباعه، ويمَّم وجهه صوب المغرب. ولمَّا وصلت هذه الجماعة إلى سجلماسة أقامت في ضيافة واليها حينًا من الزمن قبل أن يُلقي القبض عليها بعد أن اكتشف أمرها. وفي يوم الخميس 15 رمضان سنة 296هـ المُوافق فيه 7 حُزيران (يونيو) سنة 909م، خرج الدَّاعي أبو عبد الله على رأس جيشٍ كبيرٍ لاستقدام عُبيد الله المهدي وتنصيبه على العرش، ففتح بطريقه تاهرت وقضى على الإمارة الرُستميَّة، ثُمَّ تابع زحفه ووصل إلى سجلماسة يوم السبت في 6 ذو الحجَّة المُوافق فيه 6 آب (أغسطس) من السنة سالِفة الذِكر. اشتبك الجيش الإسماعيلي مع قوَّات والي سجلماسة وأنزل بها هزيمةً فادحة، وفي اليوم التالي دخل الدَّاعي المدينة وأطلق سراح المهدي ورجاله. مكث عُبيد الله المهدي مُدَّة أربعين يومًا في سجلماسة، توجَّه بعدها إلى إيكجان وأقام فيها. ثُمَّ خرج من إيكجان إلى رقَّادة فوصلها يوم الخميس 20 ربيع الآخر سنة 297هـ المُوافق فيه 6 كانون الثاني (يناير) سنة 910م، واستقرَّ في قصر الصحن الذي كان الدَّاعي قد أقام به من قبل، وذُكر اسمه على المنابر يوم الجُمعة، وتلقَّب «بالمهدي أمير المؤمنين»، وأبطل ذِكر اسم الخليفة العبَّاسي في الخِطبة. وهكذا نجح الشيعة الإسماعيليّون في إقامة دولتهم في طرابلس الغرب وإفريقية والزَّاب.

### التوسّع والفُتوحات

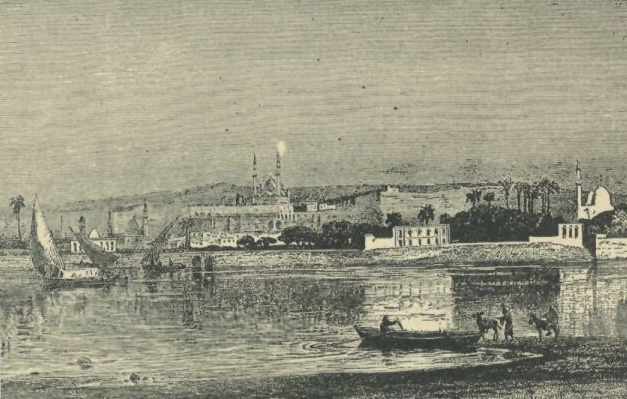
مدينة الفسطاط القديمة القريبة من القاهرة، والتي دخلها الفاطميُّون دون مقاومة بعد انهيار الدولة الإخشيدية.

بعد أن استقرَّت أمور الفاطميين في إفريقية، أرادوا توسيع دولتهم لتضمَّ المغرب الأقصى (مُرَّاكش)، وقد تمكنوا من بسط سيطرتهم على معظم أنحائه بعد نزاعٍ مع حكَّامه الأدارسة، إذ تمكن القائد الفاطمي «موسى بن أبي العافية» من هزيمتهم سنة 312هـ. وقد تمرَّد بن أبي عافية على الفاطميّين بعد فتح المغرب، وحوَّل ولاءه إلى عبدُ الرحمٰن الناصر لدين الله أمير الأندلس الأمويّ، لكن عُبيد الله المهدي أرسل ابنه «أبا القاسم» سنة 315هـ فتمكَّن هذا الأخير من استعادة سيطرة الفاطميّين على المغرب. اضطرَُ الفاطميون لاحقاً لخوض حروبٍ كثيرة مع الخوارج بالمغرب، فقد ثار عليهم خارجيٌّ يدعى «أبا زيد» انتشرت ثورته انتشارًا كبيرًا، وتوفيَّ خلال أيام هذه الثورة عبيد الله، فورث عنه حكم دولة الفاطميين ابنه أبو القاسم مُحمَّد القائم بأمر الله، واستمرَّ بمحاربة الخوارج، لكنه توفي سنة 334هـ دون تمكِّنه من هزيمتهم. فخلفه ابنه المنصور بنصر الله الذي تمكَّن أخيرًا من القضاء على ثورة أبي يزيد في سنة 336هـ، وأسَّس مدينة «المنصوريَّة» بإفريقية ليجعلها عاصمة الفاطميين. توفي الخليفة المنصور سنة 341هـ، فخلفه ابنه المعز لدين الله، رابع الخلفاء الفاطميّين وأحد أهم حُكاَّم الدولة الفاطمية.

خريطة توضِّح مسار الفتوحات الفاطمية، انطلاقاً من إفريقية (حالياً تونس) إلى مراكش غرباً ومصرًا ثم بلاد الشام والحجاز شرقًا، وقد اصطدم الفاطميُّون خلال هذه الغزوات بالإخشيديين بمصر والقرامطة والحمدانيين بالشام والحجاز.

كانت تحكم مصر في زمن ظهور الفاطميين الدولة الإخشيدية، ومنذ بداياتهم حاولوا عدَّة مرة الاستيلاء على مصر، فأرسلوا إليها حملاتٍ عسكريَّة في سنوات 302 و307 و321 و322 و332هـ، وقد تمكَّنت بعض هذه الحملات من السيطرة على أجزاءٍ كبيرة من البلاد، بل إنَّ بعضها نجحت بالاستيلاء على الإسكندرية، إلا أنَّ الفاطميين كانوا يضطرُّون للانسحاب في كلِّ مرَّة أمام جيوش محمد بن طغج الإخشيدي. رغم ذلك، كان هناك دعاةٌ منتشرون في مصر طوال العهد الإخشيديّ، يدعون الناس لاتباع الدولة الفاطميَّة. إلا أنَّ الدولة الإخشيدية قد شهدت مع موت أحد آخر حكامها أبي المسك كافور الإخشيديَّ (سنة 357هـ) انحدارًا كبيرًا وانهيارًا اقتصاديًا شديدًا، فانتشر الغلاء والمجاعات والأمراض، وكثر الموت بين الناس. أدَّت هذه الأحوال المتردية إلا سخط أهل مصر على الإخشيديين، ووصلت أنباء هذه الحال إلى معز الدين الفاطميّ، فبادرَ على الفور باستغلال الفرصة بإرسال جيشٍ فاطمي على رأسه جوهر الصقلي لضمِّ مصر إلى دولته. لم يبدي المصريُّون أيَّ مقاومة تذكر للفتح الفاطمي نتيجة هذه الأوضاع، وقد استبشروا بقدوم حكامٍ جددٍ لهم عوضًا عن الإخشيديين، خصوصًا بعد خطبة قالها جوهر الصقلي باسم معزّ الدين الفاطمي عندما دخل مصر، فقد قدَّم في هذه الخطبة وعوداً عديدة بينها تجديد سكَّة النقود لتجنُّب الغش فيها، وتخفيف الضرائب الشديدة التي فرضها الإخشيديون، وحماية المصريّين من خطر دولة القرامطة بالمشرق، ومنح أهل السنَّة الحرية بممارسة مذهبهم على طريقتهم. جهَّز الفاطميون جيشًا من 100,000 جندي لأخذ مصر بقيادة جوهر الصقلي، وقد كان هذا الجيش متعددًا عرقيًا بدرجةٍ كبيرة، إذ اشتمل على رجالٍ من البربر والصقالبة والروم والسودان، وصرف معزُّ الدين الفاطمي عليه ملايين الدنانير. وصل جوهر الصقلي أول دخوله مصر إلى بلدةٍ تسمَّى «منية الصيادين» تقع قربَ الإسكندرية، فاستقبله وفدٌ من أهلها على رأسه وزيرٌ إخشيديٌّ بارز يُدعَى «جعفر بن الفرات»، فسلَّموا له وقبلوا بأخذه بلادهم دون مقاومة.
إلَّا أنَّ الحاكم الإخشيدي «أبا الفوارس بن الإخشيد» رفض الاستسلام، وبدأ بجمع جيشٍ لالتقاء الفاطميين، فسارعَ جوهر بالذهاب إلى قاضٍ معروف بالإسكندرية يدعى «أبا الطاهر محمد بن الأحمد» واستشاره بما يفعله مع الإخشيديين متذرِّعاً بالجهاد قائلًا: «مَا تَقُوْلُ فِيْمَن أرَادَ العُبُوْرَ إلى مِصْرَ لِيَمْضِيَ إلى الجِهَاد لِقِتَالِ الرُّوْمِ، فَمُنِعَ، أَلَيْسَ لَهُ قِتَالِهِمُ؟»، فوافق القاضي، وأصدر فتوى تحلُّ له قتال الإخشيديين. قاد ابن الإخشيد جيشًا إلى وراء النيل في جهةٍ قريبةٍ من الجيزة، والتقى هناك بجيش جوهر، إلا أنَّ الفاطميين سرعان ما انتصروا انتصارًا كبيرًا، ودخلوا الفسطاط بسهولة، ثم فتحوا ما تبقَّى من مصر دون مقاومةٍ تذكر، وقد فرح الناس بهزيمة ابن الإخشيد بعد ما عانوه بسببه، ونهبوا قصور الإخشيديين بعد أن فرَّ هؤلاء إلى بلاد الشام.

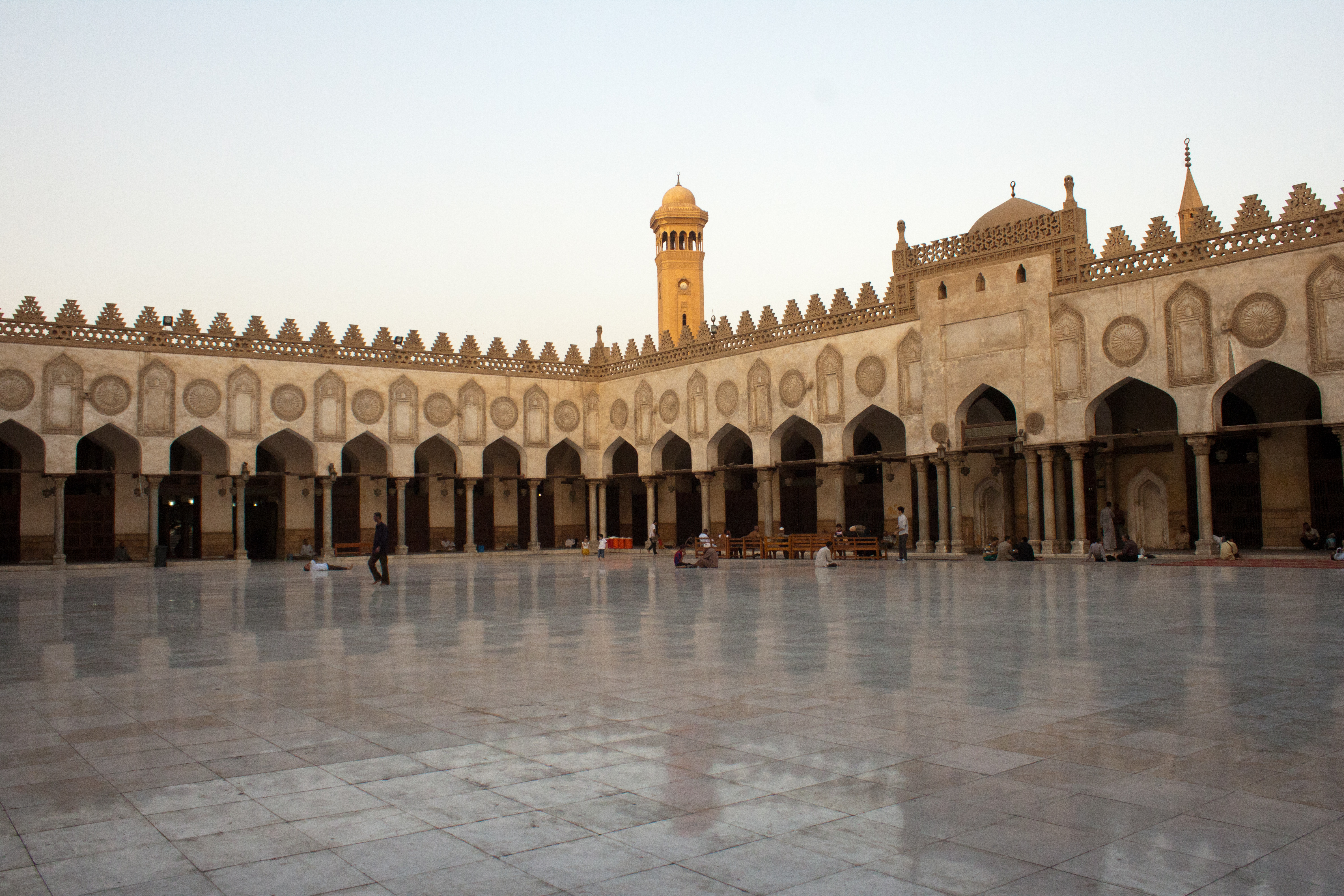
شُرِعَ ببناء الجامع الأزهر سنة 359 هـ، بعد نحو سنةٍ واحدة على ضمّ مصر إلى الدولة الفاطمية.

أمر جوهر الصقليُّ فور ضمِّ مصر ببناء مدينةٍ جديدةٍ ليستقرَّ فيها جنوده، وذلك تجنُّباً لأيّ مشاكل أو توترات قد تنجم عن اختلاط العساكر بأهل البلاد. وقد قسَّم المدينة الجديدة إلى أقسامٍ ليفصل كل مجموعةٍ عرقيَّة عن الأخرى، فكان هناك حيٌّ خاص بالبربر، وواحد للصقالبة، وآخر للروم، وهلُمَّ جرًا. وبعد أن استقرَّت الأمور في مصر، قرَّر معز الدين نقل عاصمة دولته من المهديَّة بإفريقية إلى هذه المدينة الجديدة، وهكذا تأسَّست مدينة «القاهرة المعزِّيَّة» في 17 شعبان سنة 358 هـ(6) ودخل معز الدّين الفاطمي مصر في سنة 362هـ المُوافقة لسنة 972م، لتصبح مقرَّ حكم الفاطميين حتى نهاية دولتهم. قبل أن يرحل المعزّ لدين الله عن إفريقية لينتقل إلى عاصمته الجديدة في مصر، عيَّن بلكين بن زيري واليًا عليها مكانه، وكان ذلك في سنة 362هـ المُوافقة لسنة 972م. وقد استولى أبناؤه من بني زيري على مجمَل شمال أفريقيا فيما بعد، وانقسموا بعد بعض الخلافات الداخلية إلى قسمَين اثنين: «بنو زيري» في إفريقية، و«بنو حماد» في المغرب الأوسط (الجزائر حاليًّا). لكن الزيريِّين استقلوا لاحقًا عن الدولة الفاطميَّة، وحوَّلوا ولاءهم عوضًا عنها إلى الخلافة العبَّاسيَّة في المشرق. بعد أن استقرَّت الأمور في مصر للفاطميِّين، انتقل صراعهم إلى دولة القرامطة في الشَّرق. فقد غزا القرامطة بدعمٍ بويهيٍّ مصر عدَّة مرات، وكادوا يصلون إلى القاهرة، لكنَّ جوهر الصقلي نجح بصدّ هجماتهم. وخلال السنوات الآتية أخذ الفاطميُّون بالتوسُّع تدريجيًّا على حساب القرامطة وباقي الدول الأخرى في المنطقة، فتمكَّنوا من انتزاع بلاد الشام في سنة 363هـ المُوافقة لسنة 973م من الحُسين بن أحمد القرمطي حاكم القرامطة، وضمُّوها حتى مدينة حلب شمالًا بعد القضاء على دولة الحمدانيّين، واستولوا على الحجاز بعد هزيمة أشرافها، فباتت رقعة الدولة الفاطميَّة ممتدّة من المغرب إلى مشارف العراق.

### العصر الذهبي للدولة
بلغت الدولة الفاطميَّة ذُروة عزِّها وكمالها في عهد الخليفة الخامس، أبو منصور نزار العزيز بالله، وإليه يُعزى تمكين السيطرة الفاطميَّة على مصر والشَّام، ونشر السلام والرَّخاء في مُختلف أرجاء الدولة، التي بلغت في عهده أقصى اتساعها. كان العزيز مسؤولًا عن إرساء الدولة الفاطميَّة وتشكيل هويَّتها، إذ يمكن تشبيه دوره بدور أبي جعفر المنصور في الدولة العبَّاسيَّة، وقد بدأ عهده في سنة 365 هـ الموافقة لِسنة 975م. من بين 270 سنة تقريبًا عاشتها الدولة الفاطميَّة من صعودها إلى سقوطها، يُعتبر أنَّ عصر قوتها الحقيقيَّة استمرَّ لنحو 115 سنةً منها، بعدها قرابة 70 سنةً عاشتها في ازدهارٍ حضاري لكن بضعفٍ سياسي، قبل أن تبدأ بالانحطاط والسُّقوط.
شهد عهد العزيز إنجازاتٍ إدارية وتنظيميَّة متنوعة. فقد رُتِّبت الدواوين بدقَّة لتسهيل الإجراءات الإدارية. وأحاط العزيز نفسه بمظاهر الترف وأغدق الأموال على قصوره وممتلكاته. واستحدث منصب الوزراء، فعمل على اختيار رجالٍ كفؤين لشغل هذا المنصب، إلا أنَّه اختارهم من الطائفتين اليهوديَّة والنصرانيَّة، لكي لا يكون لهم نفوذٌ كبير يسمح لهم بالانقلاب عليه (وقد كان أوَّلهم وأحد أشهرهم يعقوب بن كلس). وكذلك عدَّل تركيبة الجيش العرقية، فقد كان الجيش الفاطمي بأكمله تقريباً مؤلَّفا من البربر، فخشي أن يتكاتفوا معًا عليه إذا ما اضطَّربت الأمور، لذا شكَّل جيشًا جديدًا خاصًا به من الجنود التُرك والأكراد والسُّودان، وكلَّف هذا الجيش بإدارة معظم ولايات دولته عوضًا عن الجيش البربري. وقد وقعت نتيجةً لذلك فتنةٌ في الجيش بين المغاربة والأعراق الأخرى. وقد أراد العزيز أن يكون مذهب الدولة الرسميُّ هو المذهب الإسماعيليّ، فعمل على نشره في دولته بكلُّ ما استطاع، وسمح بسبِّ الصحابة. شهد عصره بعض الإنجازات العسكريَّة أيضًا، فقد قاد جوهر الصقلي عدَّة حملاتٍ على الشام والعراق، تمكَّن خلالها من ضمّ مدن شيزر وحمص وحماة، بل وقد نجح ببلوغ الموصل وإجبار جوامعها على الدعاء للخليفة الفاطمي لفترةٍ قصيرة. توفّي العزيز نتيجة مرض في القولون سنة 386هـ الموافقة لسنة 996م.

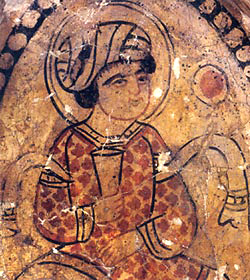
أبو عليّ المنصور الحاكم بأمر الله، أحد أبرز الخُلفاء الفاطميين، ومن أبرز أعلام الإسماعيليَّة عبر التاريخ. حكم خلال العصر الذهبي للدولة الفاطميَّة.

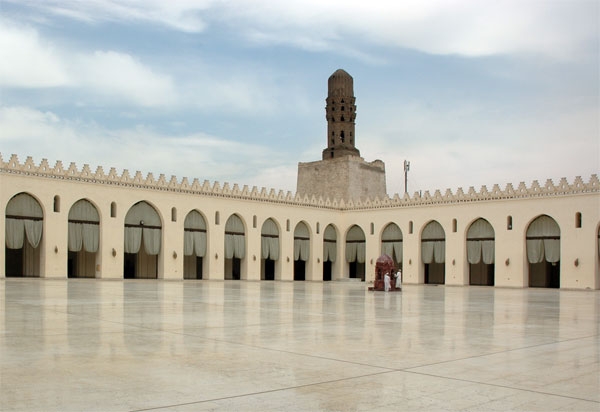
مسجد الحاكم بأمر الله، أحد معالم العصر الذهبي للدولة الفاطميَّة بالقاهرة.

خلف العزيز ابنه الحاكم بأمر الله، فاتَّبع أباه في بداية عهده، ونجح بتثبيت أركان الدولة وتهيئة أمورها، وحسَّن علاقته مع أهل السُنَّة، فجالس علماءهم وبنا لهم دور علم. وقد كان متديِّنًا كثيرًا لحدّ المُغالاة، حتى أنه حظر زراعة العنب خشية استعماله بصناعة الخمر، ومنع النسوة من المشي في الشوارع، واضطَّهد المسيحيّين واليهود. إلا أنَّ شخصيته تقلَّبت فيما بعد، فغيَّر منهجه مع أهل السُنَّة، ولم يعد شديد التديُّن، بل إنَّه أصيب بالغرور حتى شبَّه نفسه بالإله وسمح لأتباعه بوصفه بأوصافٍ إلهية، ممَّا أساء لسمعته وسمعة الإسماعيليَّة في مصر والعالم الإسلامي، وأثار سخط النَّاس عليه، فثاروا عليه وكرهوه، وانتشرت الفوضى بمصر، فوقعت اشتباكاتٌ بين السكان وجيش الحاكم بأمر الله، ودبَّت الفوضى. وأخيراً قرَّر الحاكم الخروج من القاهرة، وكان ذلك في شوَّال سنة 411هـ الموافقة لِسنة 1021م، واختفى اختفاءً غير مفسَّرٍ بعد خروجه منها بفترةٍ قصيرة. وهناك العديد من الروايات والنظريات حول سبب اختفائه، لكن الأرجح أنَّه اغتيل. منذ نهاية عهد الحاكم، أخذت قوَّة الفاطميين السياسيَّة بالانحدار شيئا فشيئًا، وكان معظم الحكام الذين تبعوه صغارًا لم يبلغوا سنَّ الرُّشد بعد، لذا فقد افتقروا إلى السُّلطة، وأصبحت الدولة فعليًّا في أيدي الوزراء الفاطميّين أو أقارب حكامها صغار السِّن.

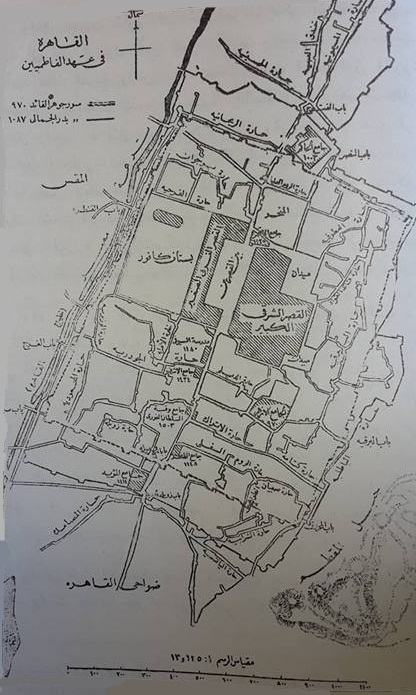
مُخطط مدينة القاهرة خلال العصر الفاطمي.

خلف الحاكم بقيادة الدولة الفاطميَّة ابنه الظاهر لإعزاز دين الله، إلا أنَّه كان حدثًا لم يبلغ سنَّ الرشد، فأصبحت عمَّة له تُدعَى «ست الملك» الحاكمة الفعليَّة للدولة، وتمكَّنت من إدارة شؤون الدولة بصورةٍ جيِّدة، إلا أنَّها توفّيت في منتصف عصره سنة 415هـ. وقد سار عهده بهدوءٍ في البداية، إلى أن بدأت الثورات ضدَّه، فخرج صالح بن مرداس في الشام وانتزع منه حلب، ثمَّ جاء حاكم الرملة «حسان بن المفرج البدوي» فانتزع معظم أنحاء الشام. وقد دام حكم الظاهر لخمسة عشرة سنة، ثم توفِّي صغيرًا.
تولَّى ابنه معد المستنصر بالله الخلافة وهو لا يزال في السَّابعة من العمر، وقد دام حكمه نحو 60 سنة، ليكون أطول الخلفاء الفاطميِّين عهداً على الإطلاق. في بداية عهده، كانت أمُّه وبعض وزرائه هم الحكام الفعليِّين للدولة. كان النصف الأول من خلافة المستنصر مزدهرًا ازدهارًا عظيمًا، فوصلت فيه الدولة الفاطميَّة أوج قوَّتها واتّساعها، وامتدَّت حدودها من المغرب إلى العراق، بل وقد تمكَّن سنة 450هـ الموافقة لسنة 1058م رجلٌ من حلفاء الفاطميّين يدعى «أبا الحارث البساسيري» من الاستيلاء على بغداد والقبض على الخليفة العباسي، فأقام الخطبة فيها للخليفة الفاطمي المستنصر، وكانت تلك أوَّل وآخر مرَّة في التاريخ تقام بها الخطبة ببغداد للفاطميين. إلا أنَّ الأمور بدأت بالاضطَّراب فيما بعد، فأصيبت مصر بمجاعةٍ هائلة استمرَّت سبع سنوات من سنة 457 إلى 464هـ (الموافقتين لسنتي 1065 إلى 1071م)، وهي تُعرَف باسم «الشدَّة العظمى» و«الشدَّة المستنصريَّة». وبدأت العديد من أقاليم الدولة بالتمرُّد على الفاطميّين، فانقطعت الخطبة عن المستنصر في مكة والمدينة سنة 462 هـ الموافقة لسنة 1070م ليُخطَب عوضاً عنه للخليفة العباسي مجدَّدًا، وكانت الحال نفسها في المغرب، فقطع أمير بني زيري المعز بن باديس علاقته بالفاطميِّين وحوَّل ولاءه إلى الخلافة العباسيَّة، أمَّا بغداد التي كانت قد انضمَّت للفاطميين حديثًا، فقد قتل حاكمها البساسيري على يد سُلطان السلاجقة طغرل بك القادم من الشرق، لتنتهي سلطة الفاطميِّين عليها حتى نهايتهم. ولم يتوقَّف السلاجقة عند هذا الحدّ، بل تابعوا التقدُّم غربًا ليصطدموا بالدَّولة الفاطمية مرة أخرى في بلاد الشام، ونجح سلطانهم جلال الدولة ملكشاه بانتزاع معظم بلاد الشام من الفاطميين - بما فيها القدس وفلسطين - سنة 463 هـ (1070م). وتسبَّب عجز المستنصر عن السيطرة على هذه الأحداث بانهيار هيبته تمامًا في الدولة. وعلاوةً على هذه الخسارات الكبيرة، فقد وقعت الفتنة سنة 466 هـ بالجيش بين المغاربة أولاً، والتُرك ثانيًا، والسُّودان ثالثًا، ووقعت معاركة كبيرةٌ بينهم وكثر القتل.
بدأت الدَّولة تخرج تمامًا عن السَّيطرة، وأخذ التُرك يصبحون الحكَّام الفعليِّين للدولة عوضًا عن الخليفة نفسه، فقرَّر المستنصر الاستعانة بحاكم عكا الأرمنيّ بدر الدين الجمالي، وهو أشبه بدكتاتورٍ يُعرَف بشدَّته وقدراته الإدارية والتنظيميَّة العالية. استدعى المستنصر بدر الجمالي ليتسلَّم منصب وزراة الدولة الفاطمية وقيادة جيشها، فوافق هذا الأخير، وجاء إلى مصر، وكان وزيرًا قويًّا ومهيبًا، فأعاد للدَّولة قوَّتها واستقرارها وثبَّت أركانها من جديد. ووصلت الدولة في عهده أوج قوَّتها وازدهارها، فشيِّدت القصور وازدهر العلم والحضارة وعادت الأموال الكثيرة إلى مصر، فارتفع الخراج من مليوني دينارٍ في سنوات المجاعة إلى أكثر من ثلاثة ملايين. من جهةٍ أخرى، فشل بدر الجمالي في بعض النواحي العسكريَّة، إذ لم يستطع حماية بلاد الشام من تقدُّم السلاجقة التُرك شرقًا والصليبيّين الأوروپيَّين شمالاً، فخسر الفاطميُّون كُل الشَّام ما عدا مدينة عسقلان. لم يكن مجيء بدر الجماليِّ جيِّدًا تمامًا للمستنصر، فقد بدأ ينازعه على السُّلطة، وتنامى نفوذه بدرجةٍ كبيرةٍ جدًّا، حتى أصبح أقرب إلى الحاكم الفعلي للدولة الفاطميَّة، واستمرَّت الحال هكذا حتى وفاة المستنصر سنة 487 هـ الموافقة لسنة 1094م، فبدأ بذلك «العصر الفاطمي الثاني»، الذي كان الوزراء فيه هم الحكَّام الفعليِّين للدولة.

### الانحسار

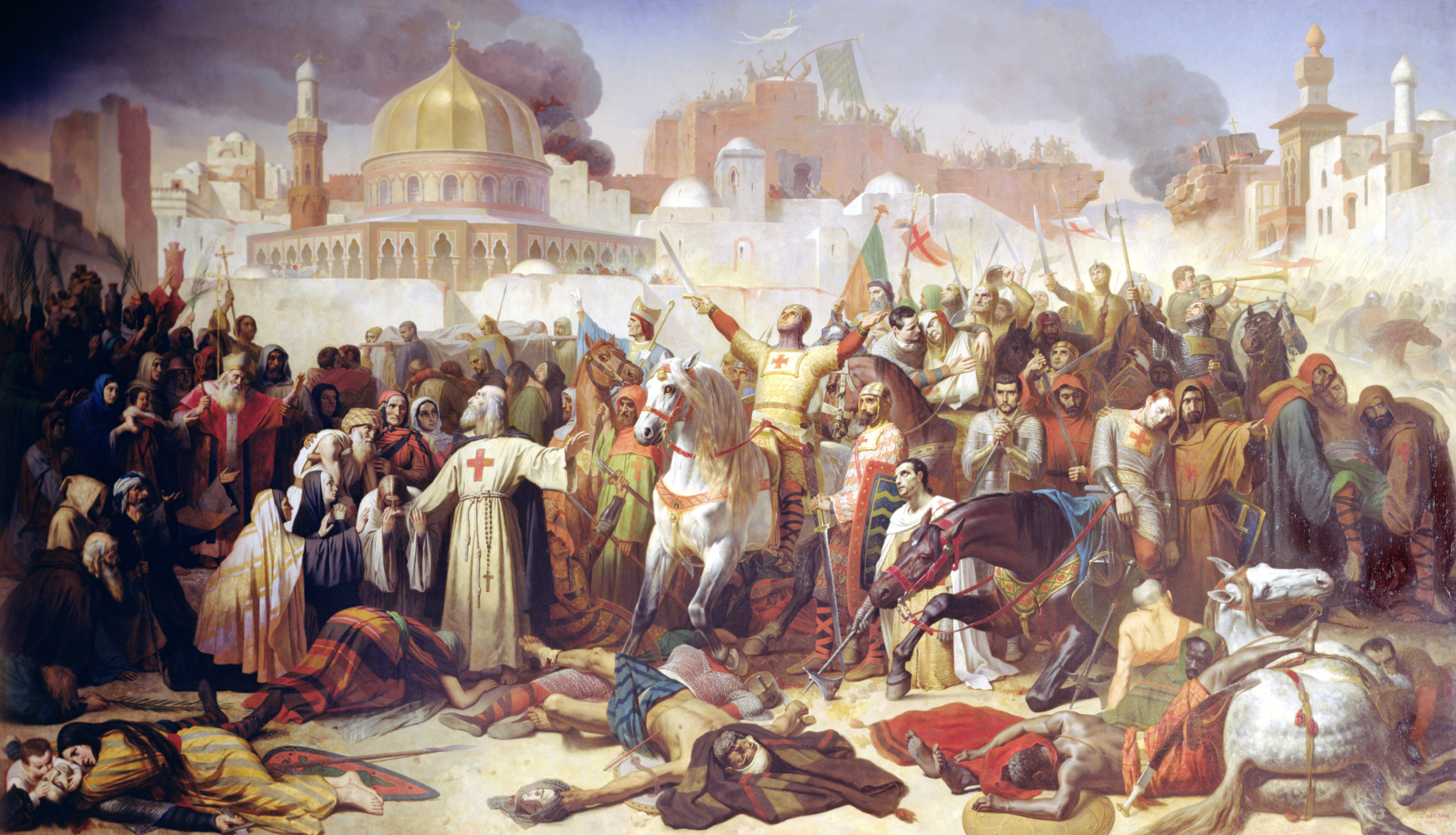
دخول الجيوش الصليبيَّة إلى بيت المقدس سنة 492 هـ\1099م، بعد مقاومةٍ من الحامية الفاطميَّة في المدينة دامت لنحو شهر (في زمن خلافة المستعلي).

حسب النظام المتبَّع في الدولة الفاطمية، كان أكبر أبناء الخليفة هو الذي يُعيَّن وليَّا للعهد، ولذا كان من المفترض أن تؤول الخلافة بعد وفاة المستنصر إلى ابنه الأكبر نزار المصطفى لدين الله. إلا أنَّ المستنصر كان - بعد ضغوطاتٍ وجهودٍ حثيثة من وزيره الملك الأفضل شاهنشاه - قد قرَّر عوضًا عن ذلك نقل ولاية العهد إلى ابنه الأصغر أحمد المستعلي بالله، وأدَّى هذا الخلاف إلى وقوع شقاقٍ في المذهب الإسماعليّ لا زال موجودًا حتى الآن، حيث انقسم الإسماعيليُّون بين مؤيّدي خلافة نزار بناءً على أحقيَّته (النزارية) ومؤيدي خلافة المستعلي بناءً على توصية والده (المستعلية). وكان الملك الأفضل (وهو ابن الوزير الفاطمي الشهير بدر الجمالي وقد ورث عنه منصب الوزارة) قد رفض خلافة نزار بسبب خلافٍ وقع بينهما، وكانت هذه واحدةً من ملامح نفوذ الوزراء الشَّديد بالدولة الفاطمية وسيطرتهم عليها، التي استمرَّت منذ وفاة المستنصر وحتى نهاية الدَّولة. حصل في حين وقوع هذه الأحداث أن الحسن بن الصباح جاء إلى مصر لتحصيل علوم المذهب الإسماعيلي، فشهد الخلاف الذي وقع بين الإسماعيليَّة والنزاريَّة، ودعا بأحقيَّة نزار بالخلافة، فغضب عليه الملك الأفضل وسجنه. وقد تمكَّن حسن الصباح من الفرار لاحقًا، فرحل إلى بلده أصبهان ليدعو بإمامة نزار وأسَّس هناك جماعة الحشَّاشين.

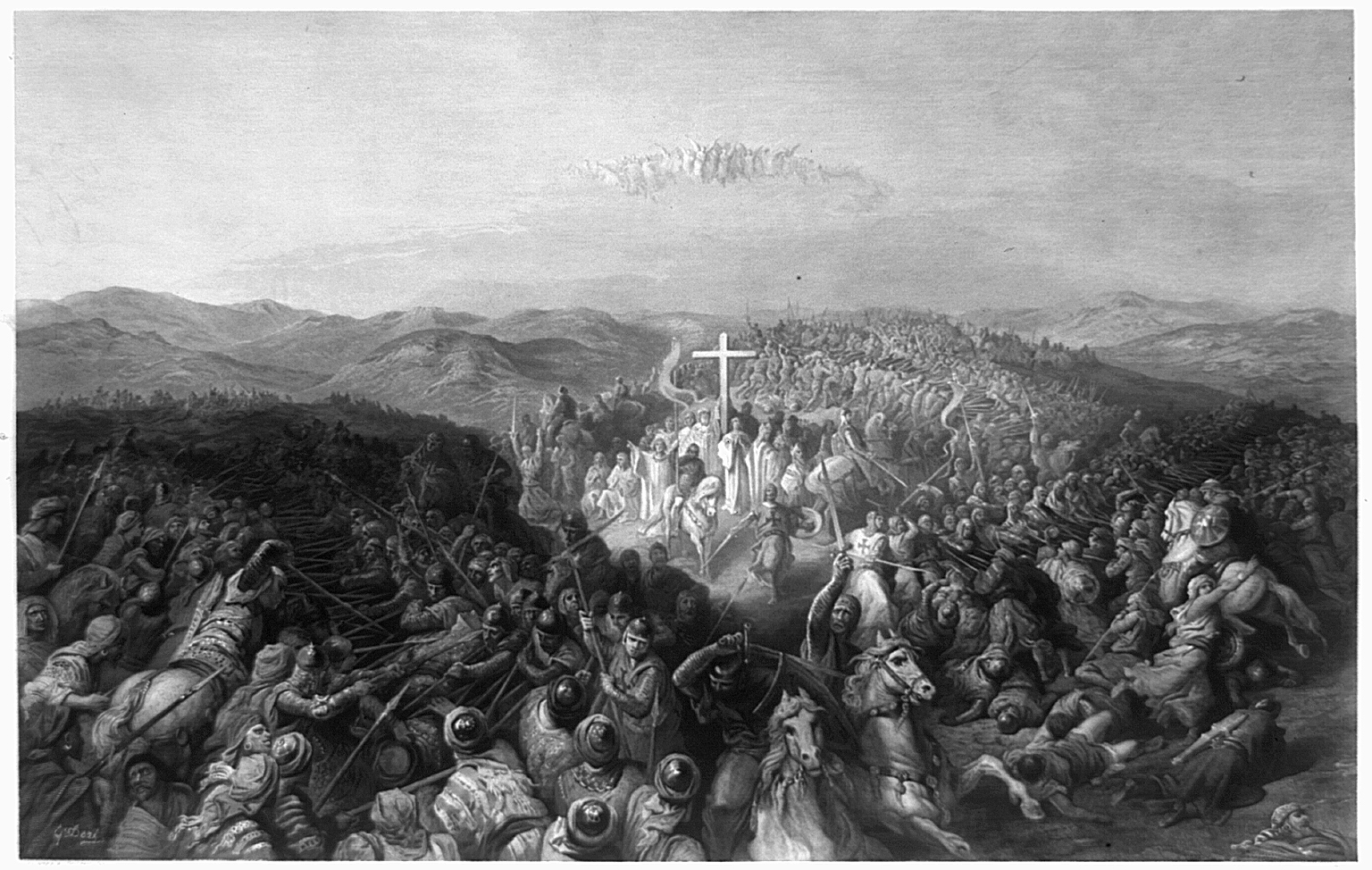
معركة عسقلان، دارت بعد سقوط القدس مباشرةً، في محاولةٍ من الوزير الفاطميّ الملك الأفضل لاستعادة بلاد الشام من الصليبيّين، إلا أنَّ الدولة الفاطمية تلقَّت فيها خسارة فادحة.

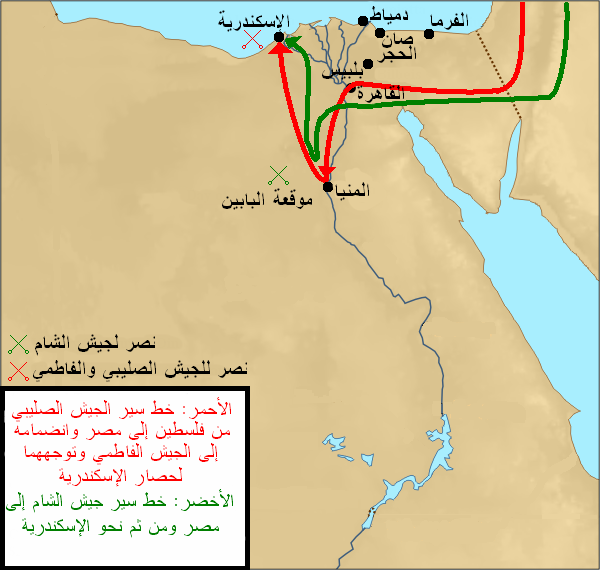
خط سير جيش الشام من دمشق إلى مصر، بقيادة أسد الدين شيركوه ومعه ابن أخيه صلاح الدين، ومعاركهما مع الفاطميين والصليبيين.

حدث في عهد المستعلي أن وصلت الحملة الصليبية الأولى إلى المشرق، وغزا الصليبيُّون سواحل بلاد الشام وأسَّسوا فيها إمارتي الرها وأنطاكية. عندما وصل الصليبيون إلى الشام كان يحكمها السلاجقة، إلا أنَّ السلاجقة أنفسهم كانوا قد انتزعوها من الفاطميين قبل نحو ثلاثين سنة، وعندما رأى الملك الأفضل أنَّهم هزموا أمام الزَّحف الصليبي، طمعَ بأن يعيد هذه الأراضي إلى سلطان الدولة الفاطمية مجدَّدًا، فحشد جيشًا وحاصر القدس وأخذها من السلاجقة، وبسط سيطرته على كامل فلسطين حتى منطقةٍ قريبة من بيروت. إلا أنَّ الجيوش الصليبية سرعان ما وصلت، وكان قوامها نحو 40,000 رجل، فضربت الحصار على القدس لمدَّة شهر، ثم تمكَّنت من دخول المدينة، ووقعت مذبحةٌ عظيمةٌ في جيوش الفاطميّين راح ضحيَّتها عشرات الآلاف، وسقطت القدس بذلك في شهر يوليو سنة 1099م (492 هـ). وقد فقد الفاطميُّون إثر هذه المعركة آخر أملاكهم في بلاد الشام، وأصبحت دولتهم تقتصر تقريبًا على مصر وحدها.
لم تدم خلافة المستعلي طويلاً، فقد توفي خلال سبع سنين، فخلفه ابنه البكر الآمر بأحكام الله ذي الخمس سنوات، بناءً على رغبة وزير الدولة الملك الأفضل. كان الأمر خليفةً قويًّا، فما إن بلغ سنَّ الرشد حتى بدأ بفرض ثقله في الدَّولة، وقد أحسَّ بنفوذ وزيره الشَّديد في دولته، فدبَّر لاغتيال الملك الأفضل، وعيَّن مكانه المأمون البطائحي. إلا أنَّه رغم ذلك لم يحسن السِّيرة، فساءت أوضاع الدولة في عهده. وقد قتل اغتيالاً سنة 524 هـ (1130م).
وفي حين مقتله، كان قد عهد الأمر بالخلافة من بعده لابنه الطيب أبو القاسم والذي لم يكن قد ولد حتى، بل كان لا يزال رضيعًا في رحم أمُّه، ولم يكن للآمر ابنٌ آخر يتولَّى الخلافة، فعُيِّن أخوه الحافظ لدين الله نائبًا للخليفة ليتولَّى شؤون الحكم حتى بلوغ الطيّب سنَّ الرشد. وأخطأ الحافظ باختيار أحمد بن الملك الأفضل وزيرًا له، فما إن تولَّى هذا الوزارة حتى قبض على الحافظ وزجَّ به في السجن، واستبدَّ الوزير بالدولة ولم يعد للخليفة المسجون كلمةٌ فيها. لكنَّ هذه الحال لم تَطُل، فسُرعَان ما اغتال الإسماعيليُّون أحمد بن الأفضل، وحرَّروا الحافظ لدين الله من سجنه، فعاد لتولّي شؤون الخلافة سنة 526 هـ. لكنَّ الحافظ ظلَّ بعد ذلك يعاني من نفوذ الوزراء الشديد في دولته، فكان وزراءه هم الذين يحكمون الدَّولة طوال عصره. ففي سنة 529 هـ أراد «بهرام الأرمنيّ» (أحد ولاة الدولة الفاطميَّة) أن يصبح وزيرًا، فسار بجيشٍ إلى القاهرة وضرب عليها الحصار، حتى اضطرَّ الحافظ للرضوخ وتعيينه وزيرًا، رغم أنَّه لم يكن مسلمًا حتى. وقد جاء من بعده «رضوان بن ولخشي»، إذ سار إلى القاهرة سنة 530 هـ فنجح بإزاحة بهرام، وأجبر الحافظ على تعيينه وزيرًا جديدًا، لكن نشب فيما بعد خلافٌ بينهما، فزجَّ رضوان بالحافظ في السِّجن مجدَّدًا وسيطر على الدولة الفاطمية لسبع سنين، وأخيرًا نجح الحافظ بطرده وقتله سنة 542 هـ. ونصَّب الحافظ فيما بعدُ ابنه الحسن وزيرًا، فأفسد في الدولة وقتَّل العديد من الأمراء، ثمَّ تمرَّد على والده وخاض معه حربًا، لكن الحافظ فاز بالنِّهاية، وظلَّ خليفةً حتى وفاته سنة 544 هـ (1149م). في سنة 558 هـ - خلال عهد الخليفة الثاني عشر الظافر بدين الله - حدث أن طُرِدَ وزير للدَّولة الفاطميَّة يُدعَى شاور بن مُجير السعدي من مصر، فلجأ هذا الوزير إلى نور الدين زنكي حاكم دمشق، وطلب منه عونًا عسكريًّا يمكنِّه من استعادة السيطرة على مصر، شريطة أن يعطيه ثلث خراجها. ووافق نور الدين، فأرسل حملةً بقيادة أسد الدين شيركوه تمكَّنت من السيطرة على الدولة الفاطمية سنة 559 هـ. إلا أنَّ شاور نقض اتفاقه مع نور الدين، ولم يدفع له شيئًا من خراج مصر، فأرسلت حملةٌ جديدةٌ بقيادة شيركوه تمكَّنت من استعادة مصر سنة 562 هـ، وكان ممَّن شاركوا في هذه الحملة صلاح الدين الأيوبي. ولأنَّ نجم صلاح الدين برز أثناء هذه الحملات وحروبٍ أخرى في الشام، فقد ضغط الزنكيون لتعيينه وزيرًا بالدولة الفاطميَّة، وكان لهم ما أرادوه، فأصبح صلاح الدين وزيرًا للخليفة الفاطمي الرَّابع عشر والأخير العاضد لدين الله.

### خاتمة الدولة
بِتولّي صلاحُ الدين منصب الوِزارة في مصر، كآخر وزيرٍ سُنيٍّ في الدولة الفاطميَّة، وصل المدُّ السُنيّ الذي بدأهُ السلاجقة قبل نحو مائة سنة، وأكمله ورثتهم الزنكيّون، إلى مصر. وجرى من الأحداث في مصر، بعد تولية صلاحُ الدين منصب الوزارة، أنَّ البلاد كانت تجتاز مرحلةً خطيرةً في تاريخها. فالدولة الفاطميَّة لا زالت موجودة يُساندها الجيش الفاطميّ وكبار رجال الدولة، والخطر الصليبي لا يزالُ جاثمًا على مقربة من أبواب مصر الشرقيَّة، فكان عليه أن يُثبِّت أقدامه في الحُكم، ليتفرَّغ لِمُجابهة ما قد ينشأ من تطوراتٍ سياسيَّةٍ. ولم يلبث أن أظهر مقدرةً كبيرةً في إدارة شؤون الدولة، وهو عازمٌ على الاستئثار بكافَّة الاختصاصات حتّى التي تخصُ منصب الخِلافة، ونفَّذ عدَّة تدابير كفلت له الهيمنة التامَّة، فاستمال قُلوب سُكَّان مصر بما بذل لهم من الأموال والإصلاحات، فأحبوه، وأخضع مماليك عمّه أسد الدين شيركوه، وسيطر بشكلٍ تامٍّ على الجُند، بعد أن أحسن إليهم، وقوّى مركزه بما كان يمُدُّه به نورُ الدين محمود من المُساعدات العسكريَّة، وقد وصل أخوهُ شمسُ الدين توران شاه بن أيّوب مع إحدى هذه المُساعدات. وقد أدَّت التدابير التي نفَّذها صلاحُ الدين إلى تقوية قبضته على مُقتدرات الدولة، وزادت من تراجع نُفوذ الخليفة العاضد لدين الله، وبالتالي مركز الإمامة، وأثارت استياء كبير الطواشيَّة، مؤتمن الخِلافة، وهو نوبي، وقائدُ الجُند السودان، وقد أدرك أنَّ نهج صلاح الدين في الحُكم سوف يقضي، في حال استمراره، على الدولة الفاطميَّة إن عاجلًا أو آجلًا، فحاول الاتصال بعمّوري الأوَّل، ملك بيت المقدس، لتحريضه على مُهاجمة مصر، آملًا، في حال الاستجابة، أن يخرج صلاحُ الدين إلى لقائه، فيقبض هو على من يبقى من أصحابه في القاهرة، ويثب على منصب الوِزارة. غير أنَّ صلاح الدين علم بِخيوط المؤامرة، فقبض على مؤتمن الخِلافة وترقَّب الفُرصة للتخلُّص منه، غير أنَّ أنباء اهتزاز مركزه في مصر شجَّعت الصليبيين على القيام بمُحاولةٍ أُخرى لمُهاجمة البلاد.

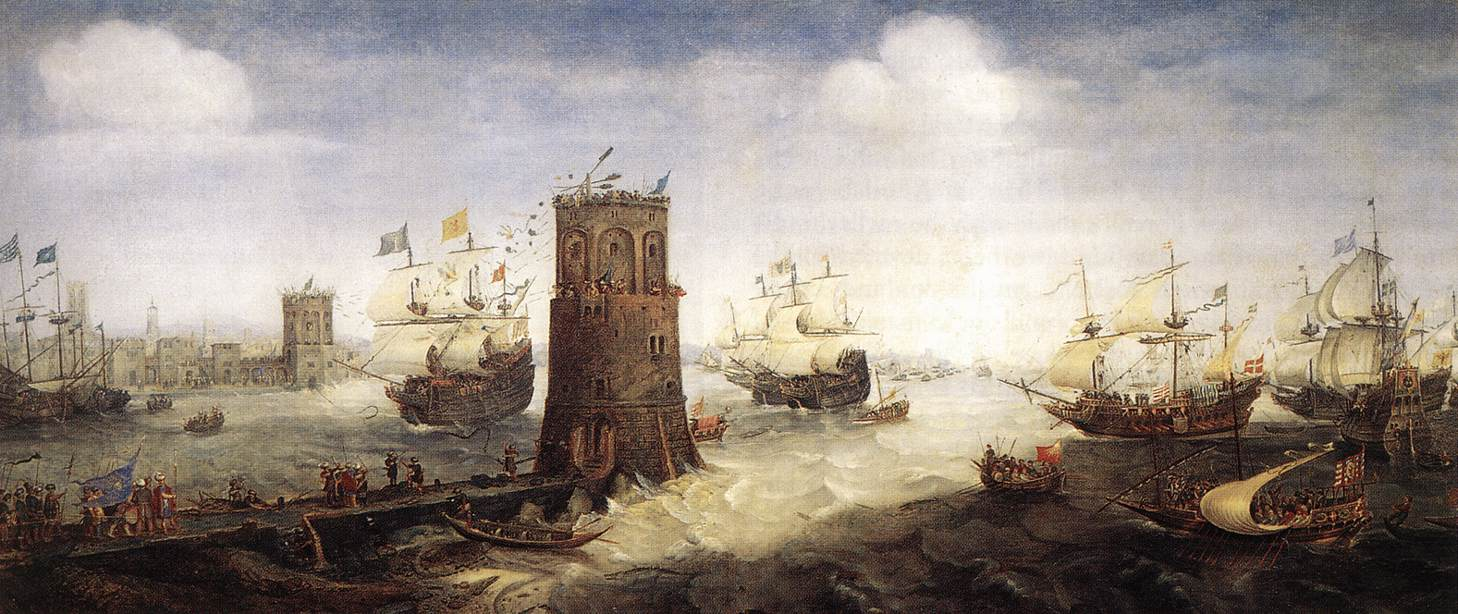
حصار دمياط من قبل الأسطول الصليبي والبيزنطي.

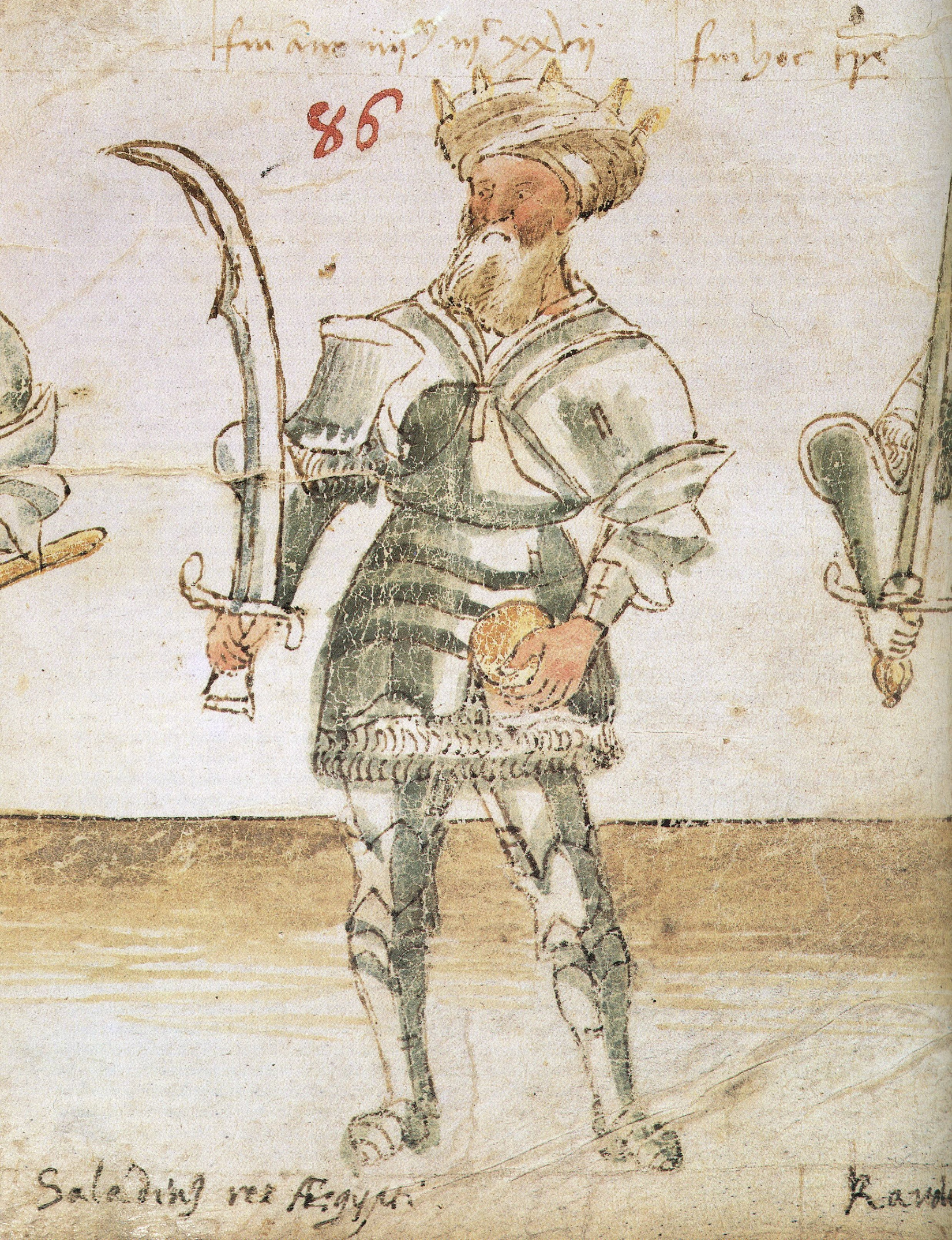
رسم «صلاحُ الدين ملك مصر»، من مخطوطة كتابيَّة تعود للقرن الخامس عشر الميلاديّ.

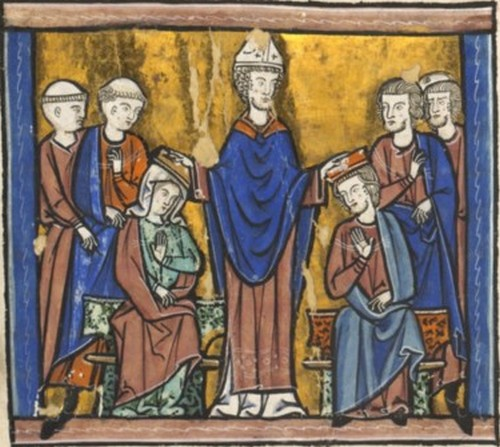
مُنمنمة أوروپيَّة للملك عمّوري الأوَّل، ملكُ بيت المقدس وزعيم الحملة الصليبيَّة - البيزنطيَّة على مصر أواخر العهد الفاطميّ.

أدرك عمّوري الأوَّل خُطورة الوضع بعد أن تمكَّن نور الدين الزنكي من توحيد الشَّام ومصر تحت سُلطانه، وشعر الصليبيّون أنَّهم وقعوا فعلًا بين فكيّ الكمَّاشة، فحاول الملك عمّوري الاستعانة بالغرب الأوروپي، فراسل مُلوك وأباطرة أوروپَّا الغربيَّة يطلب منهم الإسراع بالقيام بحملةٍ صليبيَّةٍ جديدةٍ تُنقذُ الموقف الصليبيّ المُتدهور في المشرق. على أنَّ الأوضاع السياسيَّة في غربيّ أوروپَّا، آنئذٍ، لا سيَّما فيما يتعلَّق منها بالنزاع بين البابويَّة والإمبراطوريَّة الرومانيَّة المُقدَّسة، حالت دون تحقيق السفارة الصليبيَّة أهدافها، فاضطرَّ عمّوري الأوَّل إلى الالتفات نحو الإمبراطوريَّة البيزنطيَّة طالبًا مُساعدة قيصر الروم الإمبراطور عمانوئيل الأوَّل كومنينوس. وكان الإمبراطور سالف الذِكر أشد حماسًا من الصليبيين لغزو مصر، ولم يكن أقل انزعاجًا لاتحاد الشَّام ومصر تحت راية الزنكيين، ما أدّى إلى انقلابٍ خطيرٍ في توازن القوى بالمشرق، فعرض على عمّوري الأوَّل تعاون الأسطول البيزنطي في الحملة التالية، فوافق الملك على هذا الاقتراح، وتمَّ إعداد أسطولٌ عظيم مُدجج بالرجال والسلاح، وأبحر من القُسطنطينيَّة مُتجهًا إلى دُمياط. كان صلاحُ الدين قد تلقَّى تحذيرًا مُبكرًا بالغ الكفاية عن الحملة، فاستعد لمُواجهتها بأن حصَّن الإسكندريَّة والقاهرة وشحن بلبيس بالعساكر اعتقادًا منه أنَّ هذه الحملة سوف تسيرُ على درب الحملات السَّابقة، وبقي في القاهرة خشية قيام مؤامرةٍ فاطميَّة ضدَّه، وحتَّى يكفل الأمن لنفسه، أمر بإلقاء القبض على مؤتمن الخِلافة وإعدامه، ثُمَّ عزل موظفي القصر من السودان المعروفين بولائهم للخليفة الفاطمي العاضد لدين الله، وأحلَّ مكانهم رجالًا من أتباعه. عزَّ على الجُند السودانيين استبعادهم وضياع نُفوذهم، كما غضبوا لمقتل مؤتمن الخِلافة، فثاروا على صلاح الدين، لكنَّه تمكَّن من قمعهم وكسر شوكتهم، فاضطرّوا إلى طلب الأمان منه فأجابهم إلى ذلك. تراوح موقف العاضد لدين الله الذي شهد هذه الأحداث بين الإحجام عن مُساعدة صلاحُ الدين وتأييد خطوته، وفقًا لتطوّر الأحداث. ذلك أنَّهُ ظنَّ في بادئ الأمر أنَّ الجُند السودانيين سوف ينتصرون، ويُنقذونه من قبضة صلاح الدين، فأمر من في القصر أن يقذفوا العساكر الشاميَّة بالنشَّاب والحجارة. ولمَّا هدَّد توران شاه، أخو صلاح الدين بإشعال النار بالقصر، لم يسعه إلَّا أن يُغيِّر موقفه.

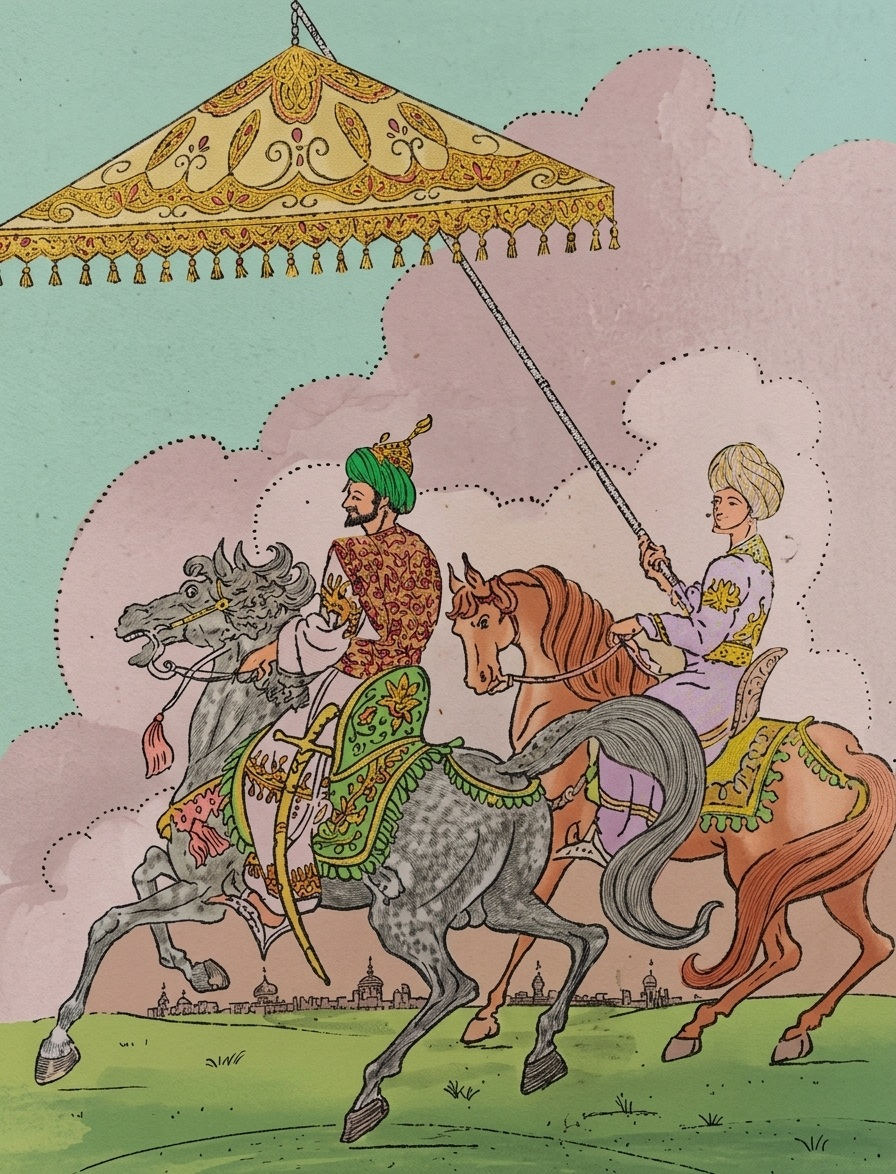
رسمٌ تخيُلي لِآخر الخُلفاء الفاطميين العاضد لِدين الله على صهوة جواده، يتبعه خادمه.

وفي يوم 1 صفر 565هـ المُوافق فيه 25 تشرين الثاني (نوڤمبر) 1169م، وصل الصليبيّون والبيزنطيّون إلى دُمياط، وما أن علم صلاحُ الدين بوصول القوَّات المُتحالفة إلى المدينة سالِفة الذِكر حتّى أرسل إليها الرجال والسلاح والمؤن، كما أرسل عددًا من السُفن الحربيَّة اتخذت طريقها نحو الشمال في فرع دمياط من نهر النيل، وبعث في الوقت نفسه رسالة إلى نورُ الدين محمود الزنكي في دمشق يُخبره بما حدث، ويلتمس منه المُساعدة، فسيَّر إليه نورُ الدين العساكر تباعًا، كما قام بالإغارة على مواقع الصليبيين في الشَّام لتخفيف الضغط عن دُمياط. وعلى الرُغم من الاستعدادات الكثيرة والتحضيرات الكثيفة، فشلت الحملة المُشتركة في تحقيق أي هدفٍ من أهدافها لعدَّة عوامل، فقد دافعت حامية دُمياط عن المدينة بشراسة، وتراجع مخزون المؤن البيزنطي بسبب طول الرحلة من القُسطنطينيَّة، وفشل الأُسطول في دخول فرع دُمياط بقدرٍ يسمح له بمُهاجمة المدينة، فعجز عن تقديم المُساعدة العسكريَّة المطلوبة للقوَّات الصليبيَّة البريَّة، وهبَّت عاصفة شديدة مصحوبة بأمطارٍ غزيرة أغرقت المُعسكر الصليبي وحوَّلتهُ إلى مُستنقع، فاستغلَّ المُسلمون هذا وانقضوا على الأُسطول وأنزلوا به خسائر فادحة، فاضطرَّ الملك الصليبي وقيصر الروم أن يطلبا الصُلح، وانسحبا عائدين إلى بلديهما يوم 28 ربيع الأوَّل 565هـ المُوافق فيه 12 كانون الأوَّل (ديسمبر) 1169م، أي بعد أن مكثا بجيوشهما أمام دُمياط أكثر من خمسين يومًا.
بعد هذا النصر، أرسل نورُ الدين الزنكي إلى صلاحُ الدين يطلب منه أن يقطع الخِطبة للفاطميين فورًا ويُرجعها للخليفة العبَّاسي، فاعتذر له بالخوف من وثوب أهل مصر وامتناعهم عن الاستجابة إلى ذلك لميلهم إلى العَلَويين، إذ أنَّ المؤثرات الشيعيَّة في مصر كانت قويَّةً في ظل الحُكم الفاطميّ الذي استمرَّ قرنين من الزمن. لكنَّ نورُ الدين أصرَّ على تابعه أن يفعل ذلك في سبيل تحقيق الوحدة الإسلاميَّة والاستفادة من إمكانات مصر الاقتصاديَّة والبشريَّة في الجهاد ضدَّ الصليبيين، وأرسل إليه إنذارًا نهائيًّا في شهر ذي الحجَّة سنة 566هـ المُوافق فيه شهر آب (أغسطس) سنة 1171م يأمُرهُ بإسقاط الخِطبة للخليفة الفاطميّ العاضد، وإقامتها للخليفة العبَّاسيّ أبو مُحمَّد الحسن بن يُوسُف المُستضيء بأمر الله، وألزمهُ إلزامًا لا فُسحة له في مُخالفته. ورأى صلاحُ الدين أن يستجيب لطلب سيِّده في دمشق نظرًا لأنَّ الغالبيَّة العُظمى من سُكَّان مصر لم تتشيَّع، ولأنَّ الدولة الفاطميَّة أصبح من الواضح أنها تلفظ أنفاسها الأخيرة، ولم يعد لديها القدرة على التحرُّك بعد القضاء على الجُند السودان. وجاءت الخُطوة الحاسمة يوم 7 مُحرَّم سنة 567هـ المُوافق فيه 10 أيلول (سپتمبر) سنة 1171م، عندما قطع صلاحُ الدين الخِطبة بمصر للخليفة الفاطمي وأقامها للخليفة العبَّاسي، وأعاد السَّواد شعارُ العبَّاسيين. وقد تمَّ هذا التحوّل بهُدوء تام، وبذلك عادت مصر إلى كنف الدولة العبَّاسيَّة، وأُعيدت الوحدة المذهبيَّة في الشرق الأدنى. وكان العاضد لدين الله أثناء ذلك مريضًا يحتضر، فلم يشأ صلاحُ الدين إزعاجه ومُضاعفه همّه، فأمر رجاله بألَّا ينهوا إليه بالأنباء. ولم تكد تمضي أيَّام على قطع الخِطبة للفاطميين حتّى توفي الخليفة العاضد لدين الله، فكانت تلك نهاية الدولة الفاطميَّة فعليًّا، فزالت من الحياة السياسيَّة بعد أن دامت 262 سنة.

## نظام الحُكم

### الخِلافة والإمامة

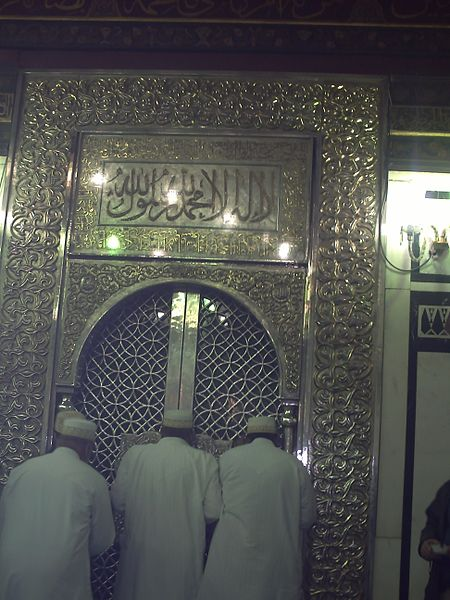
باب مُخلَّفات الرسول في مسجد الإمام الحُسين بالقاهرة، حيثُ دُفن عدد من الخُلفاء الفاطميين.

كانت الخلافةُ الفاطميَّة خلافةً مذهبيَّةً شيعيَّةً شعارها الإمامة الدينيَّة، وكان لهذه الصفة المذهبَّية أثرها في صوغ كثير من النظم والرسوم التي اختصت بها. كان نظامُ الحُكم في ظل الخلافة الفاطميَّة، كما كان في سائر الدول الإسلاميَّة الأُخرى، خلال العصور الوسطى مُنذُ انقضاء الخلافة الراشدة، نظامًا مُطلقًا يستأثرُ فيه الخليفة بجميع السُلطات الرُوحيَّة والزمنيَّة، وقد سارت الخِلافة الفاطميَّة على هذا النحو منذ قيامها بالمغرب، ثمَّ بعد ذلك مُنذ قيامها بمصر، فكان الخليفة الفاطميّ، هو الدولة، وهو صاحب السُلطات المُطلق. وكانت نظريَّة الحُكم الفاطميَّة تقُومُ على المبدأ القائل: «إنَّ طاعة الإمام جامعة للمُلوك والرَّعايا، والرَّعايا تجمع الأعطاء والطَّاعة، وإنَّ الوزير يجمع السياسة والجباية، والجباية جامعة للوُزراء والعُمَّال، وأن الملك يجمع الطاعة والسياسة، والعاملُ يجمع الجباية والأعطاء، وإنَّ الأعطاء جامعٌ للعُمَّال والرعايا، وإنَّ السياسة مُشتركة». يتضح من ذلك أنَّ الأمام هو رئيس الدولة الأعلى، وقد يكون هو الإمام الروحيّ والملكُ الزمني معًا، وقد يكون تحت رياسته ملوكٌ آخرون، يُدينون له بالطاعة الدينيَّة والدُنيويَّة، وهو الحاكم المُطلق، ومن تحته تتدرجُ السُلطات من أعلى إلى أسفل. انطلاقًا من هذا، فإنَّ الخليفة الفاطميّ كان يحكُمُ حُكمًا مُطلقًا، مثل الخُلفاء الأُمويين والعبَّاسيين قبله، لكنَّهُ تميَّز عنهم بالهالة الدينيَّة المُعظَّمة التي فاقت تلك الهالة التي أحاطها العبَّاسيون بالخليفة، فالأخيرة ظهرت لظروفٍ سياسيَّة، بينما قداسة الخليفة عند الفاطميين أصلٌ من أُصول الإيمان، فالخليفةُ الفاطميُّ هو في الوقت نفسه إمام المذهب الإسماعيلي، وهو معصومٌ عن الخطأ وِفق المُعتقد الشيعي، وهو قائمُ الزمان، وقيامه يرجع إلى مشيئة الله.
واتخذ الفاطميّون ألقابًا تعكسُ مكانتهم وأحقيَّتهم في حُكم المُسلمين كلقب «إمام» و«صاحب الزمان» و«السُلطان الشريف»، بالإضافة إلى لقب «أمير المؤمنين» الذي كان مُرادفًا للقب الخليفة منذ عهد عُمر بن الخطَّاب، كما أنَّهم حرصوا على إضافة نعوتهم الخاصة إلى لفظ الجلالة كما فعل العبَّاسيّون قبلهم، فكان الخليفة الفاطميّ يتلقب بألقاب مثل: «المُعز لدين الله»، و«العزيز بالله»... وما إلى ذلك. وقال ابن خلكان: «سَمِعْتُ جَمَاعَةً مِنَ المِصْرِيِّينَ يَقُوْلُوْنَ إنَّ هَؤلَاءِ القَوْمَ فِي أَوَائِلِ دَوْلَتِهِم قَالُوا لِبَعْضِ العُلَمَاءِ: "اُكْتُبْ لَنَا وَرَقَةً تَذْكُرُ فِيْهَا ألْقَابًا تَصْلُحُ لِلخُلَفَاءَ"، حَتَّى إذَا تَوَلَّى وَاحِدٌ لَقَّبُوهُ بِبَعْضِ تِلْكَ الأَلْقَابِ، فَكَتَبَ لَهُمُ ألْقَابًا كَثِيْرَةً». وسار الخُلفاء الفاطميّون على نظام الحُكم الوراثي بتفويضٍ من الله، كما كان حالُ الخُلفاء العبَّاسيين، وكان قصرُ الخِلافة الفاطميّ يقعُ في منطقة خان الخليلي بشارع بين القصرين المُعاصر. دُفن عددٌ من أئمَّة الإسماعيليَّة والخُلفاء الفاطميين في مسجد الإمام الحُسين بالقاهرة، وتحديدًا من الإمام التاسع التقي مُحمَّد إلى الإمام العُشرون والخليفة العاشر منصور الآمر بأحكام الله، وذلك في موضع يُقال له «باب مُخلفات الرسول» حيثُ يُعتقد أنَّ بعضًا من شعر رأس الرسول مُحمَّد قد حُفظ، وحيثُ قيل أنَّ رأس الإمام الحُسين بن عليّ قد نُقل.

### الولاية
بعد سُقوط دولة الأغالبة، عمِل الخليفة عُبيد الله المهدي على تنظيم دولته الجديدة بما يؤهلها لمهامٍ أكبر من مُجرَّد السيطرة على المغرب، أي للتوسُّع شرقًا مُستقبلًا. فأعدَّ لها تنظيماتٍ على المُستوى المُتقدِّم كدولةٍ ناشئةٍ مُتطوِّرة، فأعاد تقسيم البلاد الخاضعة له بشكلٍ يُناسبُ الظُروف الواقعة، وعيَّن الحُكَّام لأقاليمها ووُلاةً لإدارة أجزائها الواسعة، ويذكُرُ المقريزي بعضًا من ذلك، فأشار إلى أنَّ المهدي استعمل العُمَّال على الأقاليم، فعيَّن على جزيرة صقلية الحسن بن أحمد بن أبي خِنزير، فوصل إلى «مارز» يوم 10 ذي القعدة 297هـ المُوافق فيه 20 تمّوز (يوليو) 910م، فولّى أخاهُ على جرجنت. وقد توسَّع ابن خِنزير سنة 298هـ، فسار في عسكره إلى «دفش»، فغنم وسبى وأحرق، ولم يُحسن العمل، فعيَّن المهدي بدلًا منه عليّ بن عُمر البلوى. وقد وزَّع المهدي أعيان الكتاميين والرجال المُقربين منه على ولايات الدولة حتَّى غدت مُتماسكة الأجزاء قويَّة البُنيان. وقسَّم الفاطميّون الدولة إلى عدَّة ولايات أعمال هي: ولاية عسقلان، وهي أجلُّ الولايات، وولاية قوص، وولاية الشرقيَّة، وولاية الغربيَّة، وولاية الإسكندريَّة، وولاية إفريقية، وولاية صقلية، وولاية الحرمين، وولاية اليمن. وقد فقدت الدولة ولاية عسقلان لصالح الصليبيين، لكنَّها حافظت على ولايات قوص والشرقيَّة والغربيَّة والإسكندريَّة حتّى أواخر أيَّامها، أمَّا الولايات المغربيَّة فقد سقطت من أيديهم قبل ذلك، إذ ما لبثت أن قامت دولة المُرابطين في المغرب سنة 1040م، وتخلَّى حُكَّامها عن المذهب الشيعي. ولبِثت صقلية كذلك تابعةً من الناحية الشرعيَّة للخِلافة حتَّى انتهت بالسُقوط في يد النورمان في سنة 462هـ المُوافقة لِسنة 1072م. وكانت أعمال الحرمين واليمن أيضًا تابعة للخِلافة الفاطميَّة من الوجهة المذهبيَّة، يُدعى فيها للخليفة الفاطميّ، ولكنَّها كانت مُستقلَّة بشؤونها.

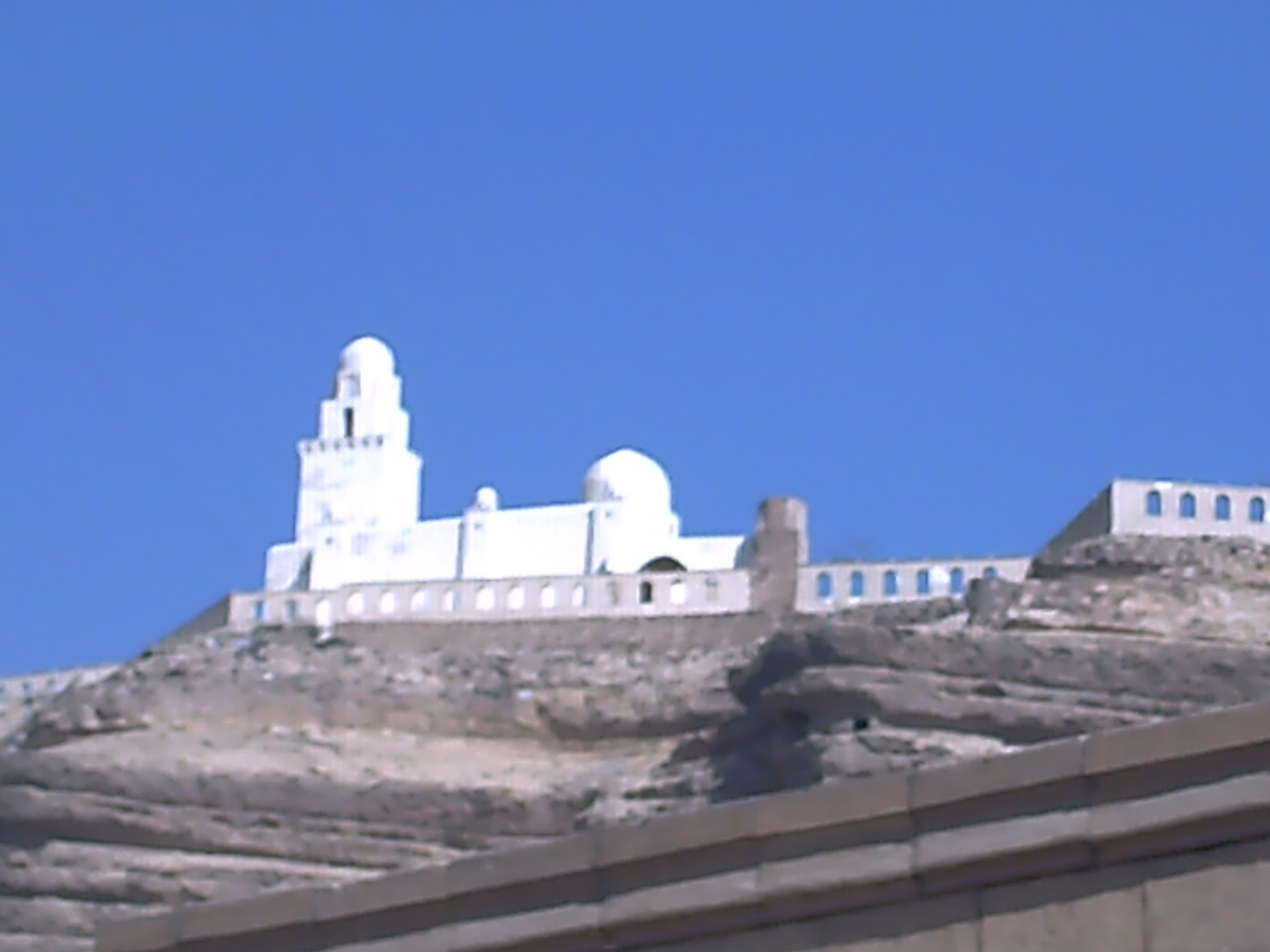
مسجد زاوية الجيوشى أو الجامع الجيوشي على متن جبل المُقطَّم بالقاهرة. بناه الوزير بدرُ الدين الجماليّ عندما تولّى شؤون الوزارة بمصر.

### الوزارة
كانت الوزارة في العهد الفاطميّ الأوَّل وزارة تنفيذ لأنَّ السُلطات كُلَّها كانت بيد الخليفة. ولم يكن الوُزراء إلَّا مُعاونين للخليفة يُنفذون سياسته وأوامره. أمَّا في العهد الفاطميّ المُتأخر، فقد زاد نُفوذُ الوُزراء وأصبحت لهم كلمةٌ في تسيير الأمور واتخاذ القرارات. ولعلَّ أهم ما يُمَيز منصب الوزارة في العصر الفاطميّ هو أن الكثير من وزراء الفاطميين كانوا من النصارى واليهود، مثل: عيسى بن نسطورس، ويعقوب بن كلس، وعسلوج بن الحسن. وخِلال النصف الثاني من العصر الفاطميّ تغلَّب الوُزراء وسيطروا على شؤون الدولة كُلَّها، وسلبوا الخُلفاء كُلَّ سُلطانٍ ونُفوذِ، حتَّى أطلق البعض على هذا العصر اسم «عصر الوزراء العظام». وبلغ من نُفوذ الوزراء في ذلك العصر أن غلب سُلطانهم على سُلطان الخُلفاء بشكلٍ عام، وزاد نُفوذ الوُزراء حتَّى أنَّهم كانوا يُعينون بعض الخُلفاء ويعزلونهم، بل ويتآمرون عليهم، كما اتخذوا ألقابًا كلقب «الملك» وألقاباً أُخرى تفيد مزيدًا من التفضيل مثل «الأكمل» و«الأفضل» و«الأشرف»، وأصبحت الوزارة أهم وظائف الدولة وأكبرها، حيثُ تضاءلت إلى جانبها وظيفة الخليفة. وأوَّل هؤلاء الوُزراء كان بدرُ الدين الجمالي، الذي جمع بين إمارة الجيش والوزارة، وكان الأمر الناهي في الدولة ما عدا في الشؤون الدينيَّة.

### القضاء
أدى تأسيس الدولة الفاطميَّة إلى ظهور خلافةٍ جديدة في العالم الإسلامي، تتبع المذهب الشيعيّ عوضًا عن المذهب السنُّي الذي كانت تتبعه الدولة العباسية، وبالتالي فقد ظهر منصب قاضي قضاةٍ جديدٍ بين المسلمين يوازي قاضي بغداد، إلا أنَّه يتبع المذهب الإسماعيلي ويستند إليه في أحكامه عوضًا عن الحنفيّ. وكان يستقرُّ قاضي القضاة عادةً في الجامع الأزهر الذي بناه الفاطميُّون بعد فتحهم لمصر مباشرة. كان أول قاضي قضاةٍ فاطمي هو النعمان بن محمَّد الذي عيَّنه الخليفة المعز لدين الله، وقد كان أول من يؤسِّس نظامًا قضائيًّا بالدولة الفاطمية. عندما كانت لدى المواطنين مظالم على أمرٍ ما، فإنَّهم كانوا يتجهون إلى حاجب الخليفة، فينظر الحاجب في المظالم، فإذا كانت صغيرةً فإنَّه يحولها إلى قضاة أو ولاة الدولة، أما إن كانت غير ذلك فإنَّه يجمعها ويعرضها على الخليفة. أما الأحكام الشرعيَّة فإنها تؤول إلى قاضي القضاة ليحكم فيها، والذي كان يمثِّل أعلى سلطةٍ قضائيَّة في الدولة. كما كان يوجد منصبٌ يلي قاضي القضاة مباشرة في أهميَّته وقوته، هو داعي الدُّعاة. اندثر المذهب الإسماعيليُّ في مصر مع زوال الدولة الفاطمية، وزال معه منصب قاضي القضاة بمصر وسائر المؤسَّسة القضائية الفاطمية.

## النظام العسكري
كان الدَّاعي أبو عبد الله الشيعي أوَّل من نظَّم الإسماعيليَّة تنظيمًا عسكريًّا دقيقًا ضمن قيادةٍ مُوحَّدةٍ، إذ كان الإسماعيليّون من كتامة وغيرهم مُتناثرين مُتباعدين مكانيًّا، يقومُ على إدارتهم مجموعةٌ من المُتنفذين، ممَّا جعلهم غير قادرين على التحرُّك الفعَّال ضدَّ القوى المحليَّة، فأخرج أبو عبد الله الشيعي هذا التشتُت ليُشكِّلَ وحدةً عسكريَّةً ذات قيادة مُوحدة، وانطلق بهم من فج الأخيار قوَّة مُوحَّدة فعَّالة. أقام أبو عبد الله الشيعي مراكز تدريبٍ عسكريَّةٍ بعد التنظيم الذي أحدثهُ في فرز قياداتٍ تدريبيَّةٍ وتسليحٍ قويٍّ، مُستمدًّا ذلك من أموال الزكاة وتلك المفروضة على المُنتمين للدعوة، وهكذا بدت القوَّة العسكريَّة المُعدَّة ذات فاعليَّة أرعبت الحُكَّام المُجاورين.
شكلت كتامة العنصر الأساسي في الجيش الفاطمي في مرحلة قيام الدولة، ثم انضمت إليه عناصر من عرب إفريقية وزويلة والمصامدة والبرقية، وهي العناصر التي دخل بها جوهر الصقلي مصر بالإضافة إلى بعض الروم والصقالبة. وفي عهد العزيز بالله، أدخل العزيز الترك والديلم في جيشه، وأكثر من الاعتماد عليهم. وزاد عليهم الحاكم بأمر الله طائفة من العبيد وبالأخص السود، ثم تضاعف عدد هؤلاء العبيد حتى بلغ عددهم 50,000 في عهد المستنصر بالله. ومع تولّي بدر الدين الجمالي الوزارة، أدخل الأرمن في خدمة الجيش الفاطمي. وقد بلغ قوام الجيش الفاطمي في آخر أيام الدولة 40,000 فارس، و36,000 رجل وعشر سفن محملة بعشرة آلاف مقاتل. وقد انقسم الجيش الفاطمي إلى ثلاث طبقات. الأمراء وهم قادة الألوف والمئات والعشرات، فخواص الخليفة وحرسه الخاص، ثم الجنود.
أما الأسطول، فبدأ الفاطميون الاهتمام به منذ بداية دولتهم، فأسسوا دار للصناعة في المهدية للسيطرة على غرب حوض المتوسط. وبعد أن انتقلوا إلى مصر، ابتنوا دارين أخريين في القاهرة، وثالثة في دمياط ورابعة في الإسكندرية، كانوا يصنعون فيهم المراكب الحربية من مختلف الأحجام تولت تلك السفن حماية الثغور الفاطمية في البحرين المتوسط والأحمر، وكانت تتمركز في قواعد رئيسية في الإسكندرية ودمياط وعيذاب. وكان يتولى إدارة الجيش والأسطول ديوان عُرف بديوان الجيش يتولى حصر الجند من حيث الأحياء والأموات والمرض، بالإضافة إلى تنظيم الرواتب وتوزيعها.

## العلاقات مع دُول الجوار

### مع الدولة الحمدانيَّة

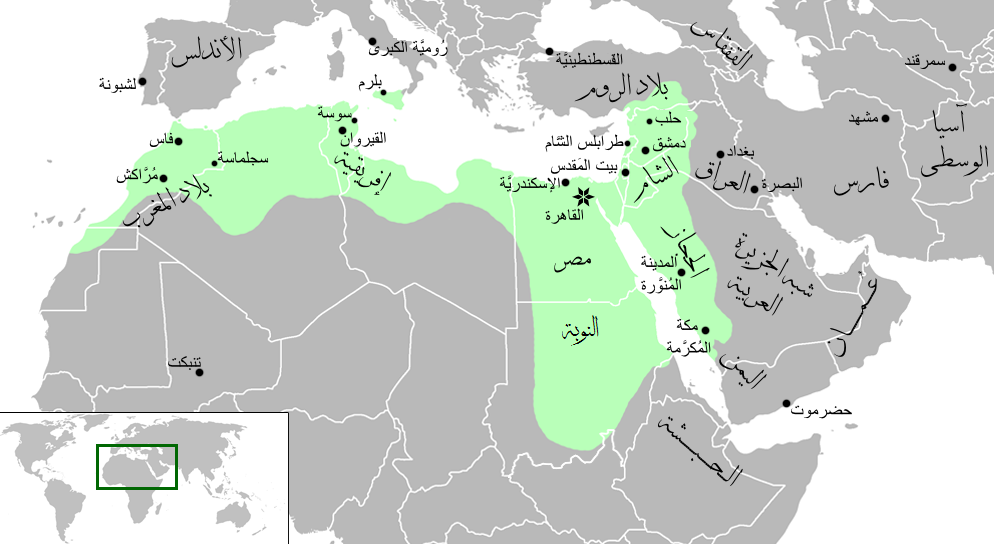
خريطة تُظهرُ تمدد الدولة الفاطميَّة ناحية بلاد الحمدانيين بشمال الشَّام لِبضعة سنوات.

كان الحمدانيّون، وهُم سُلالة عربيَّة شيعيَّة اثنا عشريَّة، يحكُمون الجزيرة الفُراتيَّة وشمال الشَّام بحُلول زمن الفتح الفاطمي لِمصر، واتخذوا من حلب عاصمةً لهم. ولمَّا سقطت الدولة الإخشيديَّة بمصر وبسط الفاطميّون حُكمهم على القسم الجنوبي من الشَّام بما فيه فلسطين ودمشق ولُبنان، توجَّس الحمدانيّون خوفًا من التمدد الفاطميّ شمالًا، رُغم أنَّ أُمراء بني حمدان كانوا يُقيمون الخِطبة للخليفة الفاطميّ في حِمص وحلب، ويرفعون الأذان «بحيَّ على خير العمل مُحمَّد وعليّ خيرُ البشر»، إلَّا أنَّهم عارضوا الوُجود الفاطميّ في بلادهم، لذلك كثيرًا ما ساعدوا القرامطة في حربهم ضدَّ الفاطميين، كما ساعدوا أفتكين التُركي، أحد موالي مُعزّ الدولة أحمد بن بويه، الذي حالف الخُلفاء العبَّاسيين لاحقًا، في حربه ضدَّ الفاطميين، لمَّا تغلَّب عليهم وبسط نُفوذه على الشَّام سنة 364هـ المُوافقة لِسنة 975م. ولمَّا حاول الفاطميّون مدَّ حُكمهم إلى شمال الشَّام، وقف أميرُ حلب «سعدُ الدولة أبو المعالي شريف الحمداني» في وجههم، فلم يخسر سوى حِمص التي انضمَّ واليها الحمداني إلى الفاطميين. ولمَّا توفي سعد الدولة، خلفه ابنه أبو الفضائل سعيد الدولة، فرأى الفاطميّون أنَّ الوقت قد حان لضمِّ بقيَّة الدولة الحمدانيَّة إلى دولتهم، فأرسلوا جيشًا كبيرًا لتحقيق هدفهم. فلم يكن من سعيد الدولة إلَّا أن استنجد بالبيزنطيين الذين كانوا يُعاملونه على أساس مُعاهدة صُلح عُقدت بينهما. وقد لبّى قيصر الروم الإمبراطور يوحنَّا الأوَّل زمسكيس، الشهير «بابن الشمشقيق» طلبه وأرسل إليه نجدة كبيرة، مُغتنمًا الفُرصة أيضًا ليُحقق سياسة سلفه الإمبراطور نقفور الثاني فوقاس القاضية باسترجاع الأراضي المُقدَّسة من أيدي المُسلمين. وقد بقيت حلب عصيَّةً على الفاطميين حتّى توفي سعيد الدولة يوم 15 صَفَر 392هـ المُوافق فيه 3 كانون الثاني (يناير) 1002م، فخلفهُ مولاه لؤلؤ الخادم السيفي، ولمَّا توفي هذا الأخير في آخر ذي الحجَّة سنة 399هـ المُوافق فيه 27 تمّوز (يوليو) 1009م، اعترف ابنه وخليفته منصور بسُلطان الخليفة الفاطميّ، فأقام الدَّعوة له في حلب. وفي وقتٍ لاحق، عيَّن الحاكم بأمر الله عزيز الدولة فاتك أميرًا على حلب، ولقَّبهُ بأمير الأُمراء، ليكون بذلك أوَّل حاكمٍ فاطميٍّ على المدينة. لكنَّ الأخير سُرعان ما أخذ يسيرُ بإمارته نحو الاستقلال، وما لبث أن خرج عن طاعة الحاكم بأمر الله سنة 409هـ المُوافقة لِسنة 1018م، واستقلَّ بحُكم حلب وضرب النُقود باسمه ودعا لنفسهِ على المنابر. ولم يتمكَّن الحاكم بأمر الله من التفرُّغ لحلب بفعل ثورة الأهالي عليه في مصر والشَّام، غير أنَّه أمر بإعداد الجُيوش إلى المدينة، لكن حصل اختفائه بعد ذلك بوقتٍ قصير، فلم تُسيَّر العساكر الفاطميَّة إلى الشَّام. وبعد مقتل عزيز الدولة فاتك، استعاد الفاطميّون مدينة حلب وأخضعوها لحُكمهم طيلة ثماني سنوات، إلى أن سقطت بيد المرداسيين يوم السبت في 13 ذي القعدة 415هـ المُوافق فيه 18 كانون الثاني (يناير) 1025م. وبقيت حلب طيلة فترةٍ من الزمن تتأرجح بين الحُكم الفاطمي وحُكم أُمراء محليين إلى أن سقطت بيد السلاجقة في نهاية المطاف.

### مع الدولة الأُمويَّة الأندلسيَّة

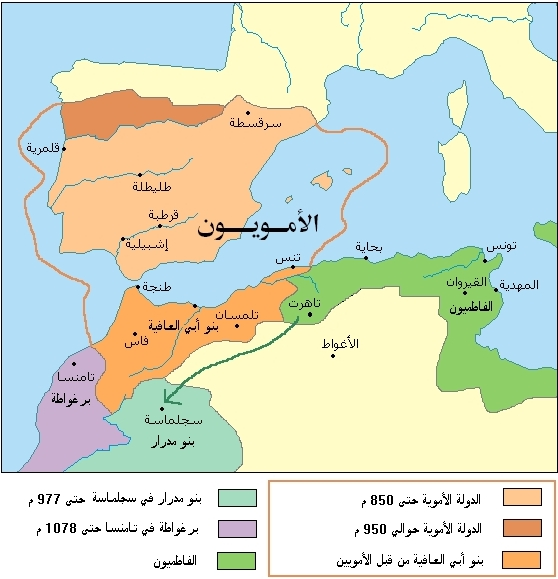
خريطة الدولة الأُمويَّة بالأندلس والدُويلات التي عاصرتها بعد أن دبَّ الضعف في الخلافة العبَّاسية ببغداد.

في إطار سياسة الفاطميين التوسعية، حرص الفاطميُّون على إرسال بعض عيونهم للتمهيد لدعوتهم ونشر المذهب الإسماعيلي في الأندلس كأبي جعفر أحمد بن محمد بن هٰرون البغدادي الذي دخل الأندلس واعظًا وداعيًا، والذي زعم المؤرخ ابن الفرضي أنه دخل الأندلس متجسسًا. غير أن ترسّخ المذهب المالكي بين أهل الأندلس، ومحاربة الدولة للمذهب الشيعي حال دون انتشار هذا المذهب. استفاد الفاطميون أيضًا من مشاهدات الرحالة ابن حوقل الذي وصف وضع الأندلس السياسي والاقتصادي والعسكري خلال رحلته، في تحديد الوضع الداخلي للأندلس في تلك الفترة. كما لجأ الفاطميون إلى أساليب أخرى لزعزعة الداخل الأندلسي، عن طريق مُساندة الثائرين على سلطة الأمويين في الأندلس ودعمهم ماديًا كعمر بن حفصون الذي نجح الأمير عبد الرحمٰن بن محمد في ضبط عدد من السفن المحملة بالمؤن التي أمدّ الفاطميُّون بها ابن حفصون، وأحرقها.
جاءت ردة الفعل الأموية لهذه المحاولات الفاطمية للتدخل في الشأن الداخلي الأندلسي، بأن أعلن الأمير عبد الرحمٰن بن محمد الخلافة الأموية في الأندلس سنة 316هـ، ليُثبت أن دولته ليست أقل من الخلافة العبَّاسيَّة أو الخلافة الفاطميَّة، ومساندة دول قبائل بني يفرن ومغراوة الزناتيَّة في المغرب الأقصى ماديًّا وعسكريًّا لمُجابهة قبائل صنهاجة وكتامة البرنسيتين المواليين للفاطميين، ولتقف كحاجز أمام التوسع الفاطمي غربًا، بالإضافة إلى الاستيلاء على مرفأ مليلة سنة 314هـ، وسبتة سنة 319هـ، ثم طنجة وهي الموانيء المُقابلة لأرض الأندلس، لتكون خط دفاع أوّليٍّ أمام أيِّ مُحاولة عبورٍ للفاطميين. ومن ناحيةٍ أُخرى، تحالف عبد الرحمٰن مع بعض أُمراء البربر ومنهم موسى بن أبي العافية أمير مكناسة، وأمدّهم بالمال والسلاح، في معاركهم أمام هجمات الفاطميين. كما كان لدخول الأدارسة حُلفاء الفاطميين في طاعة الخليفة عبد الرحمٰن الناصر لدين الله سنة 332هـ، ضربة قاصمة لأطماع الفاطميين في الاستيلاء على تلك المنطقة.
لم تتوقف محاولات الفاطميين عند هذا الحدّ ففي سنة 344هـ، هاجمت بعض سُفن الفاطميين شواطئ ألمرية، وردّ الأسطول الأندلسي على ذلك بالإغارة على شواطئ إفريقية. وفي سنة 347هـ، هاجم الأسطول الأندلسي مجددًا شواطئ إفريقية، فردّ الفاطميّون الهُجوم بتسيير جيشٍ ضخمٍ بقيادة جوهر الصقلي مدعومًا من قبائل صنهاجة، زحف به جوهر إلى المغرب، فبلغ بجيشه المحيط، إلا أن هذا الجيش عاد أدراجه دون الاحتفاظ بما اكتسبه من أراضٍ. وفي سنة 373هـ، أمر الخليفة الفاطمي أبو منصور نزار العزيز بالله نائبه بلقين بن زيري بدعم الحسن بن كنون زعيم الأدارسة لاستعادة ما فقده من أراضٍ على أيدي الأمويين وحلفائهم من زناتة، فسيّر له الحاجب المنصور جيشًا كثيفًا، انهار أمامه جيش ابن كنون سنة 375هـ، الذي استسلم لهذا الجيش، إلا أنَّ المنصور أمر قائد جيشه بقتل ابن كنون، وطرد الأدارسة من المغرب. وفي سنة 387هـ، دعّم الحاجب المنصور حملة زيري بن عطية المغراوي للتوسّع شرقًا في أراضي قبائل صنهاجة الموالية للفاطميين باسم الخليفة هشام المؤيد بالله. إلَّا أنَّه مع انتقال عاصمة الفاطميين إلى مصر في أواخر القرن الرابع الهجري، خفَّت حدة الاهتمام الفاطمي في التوسع غربًا على حساب دولة الأمويين في الأندلس وحلفائهم.

### مع الدولة العبَّاسيَّة

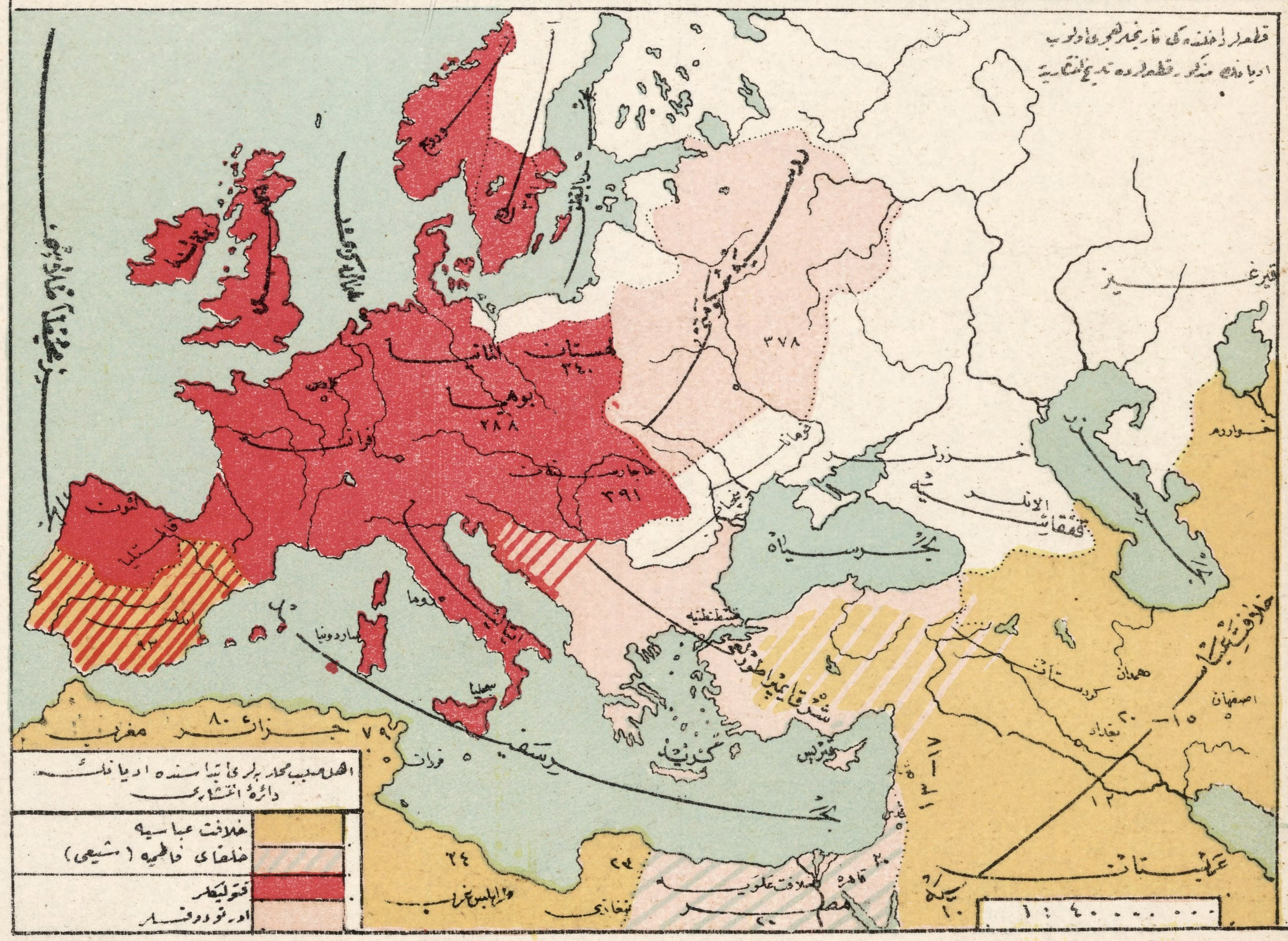
خريطة الدولة العباسية والدولة الفاطمية باللغة التركية العثمانية.

شهدت العلاقة بين الدولتين الفاطمية والعبَّاسيَّة تباينًا واضحًا. اعتمدت قوة وضعف تلك العلاقة بين البلدين على مدى قوة تأثير البويهيين وسيطرتهم على الخلافة العبَّاسيَّة. ففي بداية عصر الدولة الفاطميَّة، كان البويهيون في أوج قوتهم وتحكّمهم في دولة الخلافة العبَّاسيَّة. وكان انتماء البويهيين للمذهب الشيعي الزيدي سببًا في التقارب بين الفاطميين والبويهيين، حيث سمح البويهيون لدُعاة الفاطميين بنشر عقائد الإسماعيليَّة في أماكن نفوذهم، بل واتجه تفكير معز الدولة البويهي لاستبدال الخلافة العبَّاسيَّة بالفاطميَّة، غير أنه تراجع عن تلك الفكرة خشية غدر الفاطميين به متى تمكنوا من الأمر.
غير أنه ومع ضعف دولة بني بويه، وتمكّن الخُلفاء العباسيَّون من التدخل في السياسة مُجددًا، ساءت العلاقات بين الفاطميين والعبَّاسيين. ففي سنة 382هـ، أوقف الخليفة العبَّاسي القادر بالله النواح والبكاء في بغداد في يوم عاشوراء ومن تعليق المسوح. وفي سنة 398هـ، قمع القادر بالله تمردًا مسلحًا للشيعة في بغداد دعوا فيه لخلافة الحاكم بأمر الله الفاطمي. وفي سنة 401هـ، خلع حاكم الموصل طاعة الخليفة العباسي، ودعا للفاطميين، فأرسل القادر بالله جيشًا نجح في إعادة الموصل إلى طاعة العبَّاسيين. كما أصدر القادر بالله سنة 402هـ مرسومًا يطعن في نسب الفاطميين، ويحمل توقيع كبار الفقهاء ونقيبي الطالبيين الأشراف الشريف الرضي والشريف المرتضى. ظل ذلك العداء مستدامًا حتى نهاية دولة بني بويه بدخول طُغرل بك السُلجوقي بغداد سنة 447هـ.

### مع الدولة القِرمِطيَّة

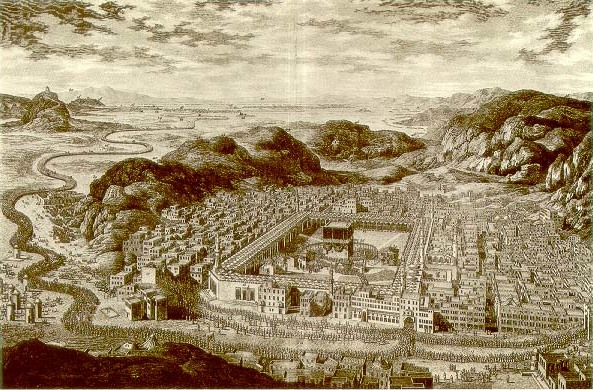
رسمٌ قديمٌ لمكَّة. هاجمها القرامطة وفتكوا بالحُجَّاج الوافدين إليها وانتزعوا من الكعبة الحجر الأسود، مما أثار غضب الفاطميين عليهم.

القرامطة طائفةٌ سياسيَّةٌ - دينيَّةٌ عُرفت بذلك نسبةً إلى أحد دُعاتها: حمدان بن الأشعث المُلقَّب «بقِرمِط»(7). كانت العلاقة بين القرامطة والفاطميين علاقةً وثيقةً بادئ الأمر، لكنَّها انقلبت وأصبحت دمويَّةً لاحقًا، وقد نشبت بين الطرفين عدَّة مواجهات مُسلَّحة لأسبابٍ مذهبيَّةٍ وسياسيَّة، نظرًا لأنَّ القرامطة انشقوا عن الحركة الإسماعيليَّة الأُم واعتقدوا بعودة الإمام مُحمَّد بن إسماعيل بصورة المهدي المُنتظر، وظنّوا بأنَّ الإمام عُبيد الله المهدي خدعهم، فأوقفوا الدعوة له، وعارضوه في مسألة العِصمة، إذ لم تكن عِصمة الأئمَّة معروفة لأحد عند القرامطة. وكان القرامطة يُبيحون سفك دماء خُصومهم، فأثاروا الرُعب والإرهاب في البصرة والأحواز خلال ثورة الزَّنج، وفي سنة 286هـ المُوافقة لِسنة 899م تمكَّن القرامطة برئاسة أبو سعيد الحسن بن بهرام الجنَّابي من تأسيس دولةً مُستقلَّةً في البحرين. وأخد أبو سعيد يعمل بشكلٍ شبه مُستقل عن الإمام عُبيد الله المهدي مُستوحيًا مصلحتهُ الخاصَّة، وكان ذلك يتعارض مع سياسة الفاطميين وزعامتهم. والرَّاجح أنَّ أبا سعيد لم يكن راضيًا عن زعامة عُبيد الله المهدي للحركة الإسماعيليَّة وإن كان قد اعترف بسُلطته بوصفه الرئيس الأعلى للطائفة. وشعر عُبيد الله بهذا الفُتور من جانب أبي سعيد، فشكَّ في إخلاصه له، وعمل على التخلُّص منه، كما حاول في الوقت نفسه إلغاء مبدأ الوراثة في الحُكم بين القرامطة كما أرادها زُعماؤهم، تجنُبًا لاستبداد هؤلاء بالأُمور دون الفاطميين. وفي سنة 301هـ المُوافقة لِسنة 914م، اغتيل أبو سعيد في الأحساء، ووُجِّهت أصابع الاتهام إلى الفاطميين نظرًا لأنَّ القاتل كان خادمًا صقلبيًّا، والغلمان الصقالبة كانوا غير مُنتشرين في المشرق، بل في المغرب والأندلس، على أنَّهُ يُحتمل أيضًا أن يكون المُحرِّض هو الخليفة العبَّاسي. وأشار بعضُ المُؤرخين أنَّ القرامطة حافظوا، رُغم كُلِّ شيءٍ على علاقةٍ شبه طبيعيَّة مع الفاطميين نظرًا لأنَّ الهدف الأسمى لكُلٍّ منهما يبقى الإطاحة بالعبَّاسيين، وقد توافقت مصالحهما من هذه الناحية، فقيل أنَّ اتفاقًا سريًّا عُقد بين زعيم القرامطة أبو طاهر سُليمان والإمام عُبيد الله المهدي، بأن يُهاجم الأوَّل البصرة ليصرف نظر العبَّاسيين عن الحملات الفاطميَّة على مصر، ويُثير إرباكُهم ويشغُلهم عمَّا يجري في المغرب. لكنَّ أبا طاهر بالغ في حملاته العسكريَّة، وأثبت أنَّهُ كان يعمل لمصلحته الخاصَّة من دون التنسيق مع الفاطميين عندما أغار في شهر ذي الحجَّة سنة 317هـ المُوافق فيه شهر كانون الثاني (يناير) سنة 930م، على مكَّة، فعبث بالحجَّاج وقتلهم في المسجد الحرام، ونهب أموالهم، واقتلع الحجر الأسود من الكعبة وحملهُ إلى هجر بالأحساء. فأثار ذلك العمل الخليفة الفاطميّ الذي كتب إلى زعيم القرامطة مُستنكرًا ومُحذرًا، وأمرهُ بردِّ الحجر الأسود فورًا وإعادة كسوة الكعبة ورد الأموال التي أخذها من الحُجَّاج، فلم تلقى رسالتهُ آذانًا صاغية. وفي سنة 332هـ المُوافقة لِسنة 944م، شهدت الحركة القُرمطيَّة انقسامًا حادًّا، فنادى قسمٌ من القرامطة بإمامة الخليفة الفاطميّ، بينما نادى قسمٌ آخرٌ بالتقارب مع العبَّاسيين، وبالتحديد مع بني بويه المُسيطرين على مُقتدرات الخلافة العبَّاسيَّة. فانتصرت النزعة المُناهضة للفاطميين وسادت، ودخل القرامطة في نزاعٍ سافرٍ معهم، رُغم أنَّهم أعادوا الحجر الأسود إلى مكَّة سنة 339هـ المُوافقة لِسنة 951م. وفي أيَّام العزيز بالله تفاقم خطر القرامطة بالشَّام، وكان قد استعصى أمرهما على أبيه المُعز لدين الله من قبل، ولم يكد العزيز يوطد سُلطته في مصر حتى وجّه عنايته لاسترداد الشَّام وفلسطين بعد سيطرة القرامطة عليهما، فوجّه جوهرًا الصقليّ إلى القرامطة، لكنّه هزُم ولم يستطع استرداد الشَّام وفلسطين، ثم أشار جوهر على العزيز بحرب القرامطة بنفسه، فالتقى بجيوشهما في الرملة فهزمهم وذلك في مُحرَّم سنة 368هـ، وأراح الدولة من شُرورهم.

### مع الدولة السَّلجوقيَّة
بعد أن أسقط السلاجقة السنيون دولة بني بويه الشيعية، سادت حالة من الاستياء في مصر الفاطمية، واتجهت سياسة الفاطميين لدعم ثورة أبي الحارث أرسلان البساسيري ماديًا، فتمكن من هزيمة جيش العباسيين في سنجار عام 449 هـ، ثم دخل بغداد عام 450 هـ مستغلاً خروج طغرل بك إلى الموصل لإنهاء تمرد أخيه إبراهيم ينال. حينئذ، أجبر البساسيري الخليفة العباسي القائم بأمر الله على كتابة عهد يقر بأحقية الفاطميين في الخلافة دون العباسيين، وخُطب للخليفة الفاطمي المستنصر بالله في بغداد. لم يطل الأمر كثيرًا، فبمجرد عودة طغرل بك من قتال أخيه، حتى هزم البساسيري وقتله وأعاد للخليفة العباسي مكانته.
وفي عام 463 هـ، قرر السلطان ألب أرسلان غزو حلب، فرأى أميرها الشيعي محمود بن مرداس الموالي للفاطميين خلع طاعة الفاطميين، وأقام الخطبة للخليفة العباسي القائم بأمر الله والسلطان ألب أرسلان. غير أن ألب أرسلان أصر على أن يكون الأذان على مذهب أهل السنة، فامتنع ابن مرداس عن ذلك، فضرب ألب أرسلان الحصار على حلب، إلى أن يأس ابن مرداس وسلّم لألب أرسلان، ليخسر بذلك الفاطميون ظهيرًا شيعيًا حال بينهم وبين السلاجقة. وفي العام نفسه، استطاع أتسز بن أوق الخوارزمي ضم الرملة وبيت المقدس من أيدي الفاطميين، بينما صمدت دمشق أمام حصار السلاجقة.
وفي عام 468 هـ، استطاع أتسز الخوارزمي دخول دمشق، وعيّن السلطان ملكشاه أخاه تتش حاكمًا عليها لتتأسس دولة سلاجقة الشام، وتدخل المواجهة المباشرة مع الفاطميين. وفي عام 491 هـ، نجح الأفضل شاهنشاه في استعادة بيت المقدس إلى مُلك الفاطميين، غير أن لم يدم طويلاً، ففي العام التالي سقطت المدينة في أيدي الصليبيين لتنتقل المواجهة المباشرة مع الفاطميين هذه المرة إلى عدوهم الجديد الصليبيين.

### مع الإمبراطوريَّة البيزنطيَّة

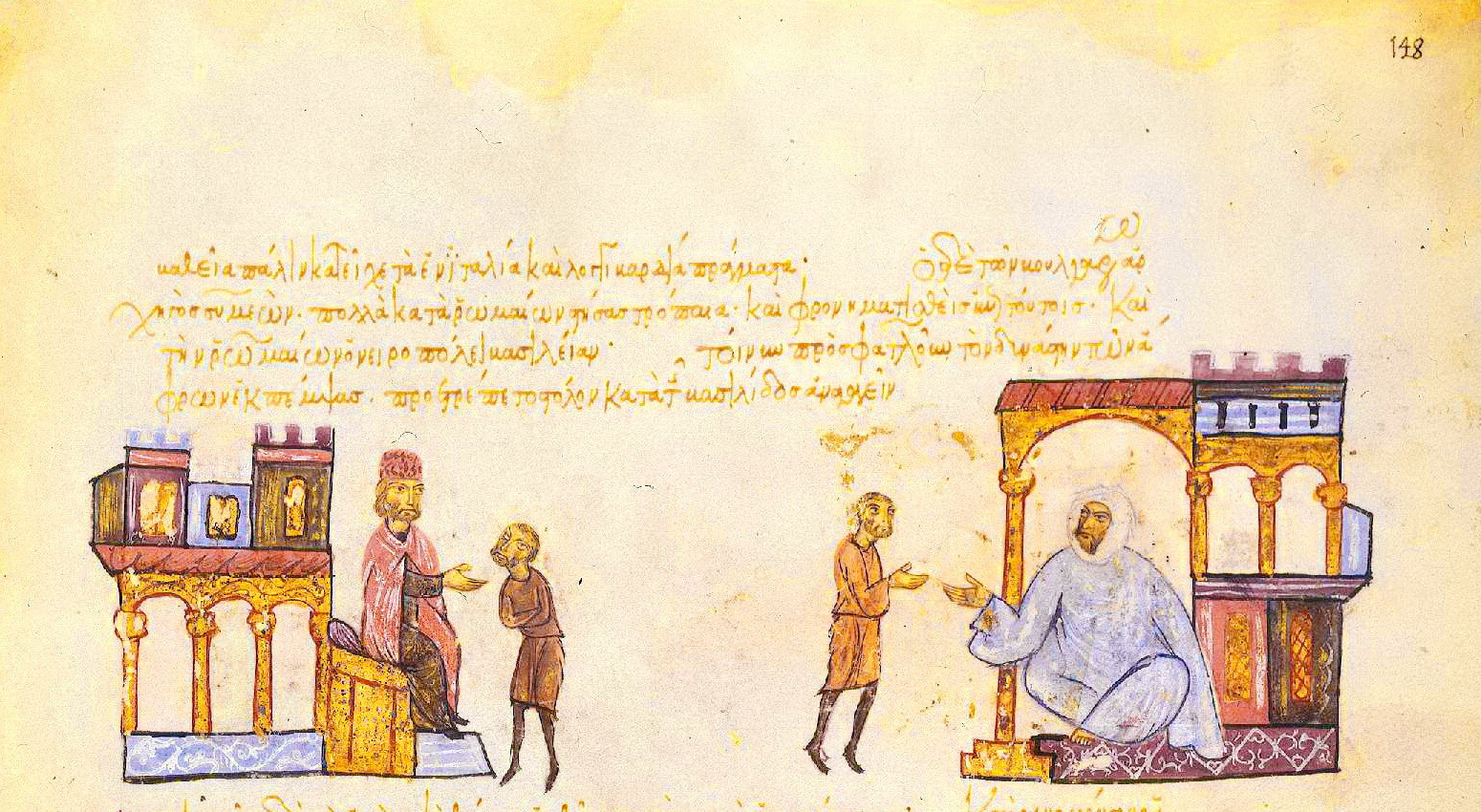
البعثة الدبلوماسيَّة البلغاريَّة من الإمبراطور شمعون الأوَّل (يسارًا)، إلى الخليفة الفاطميّ عُبيد الله المهدي (يمينًا)، والتي كانت تهدف إلى توحيد الجُهود في مواجهة الروم البيزنطيين.

دخلت العلاقات البيزنطيَّة - الفاطميَّة مرحلة التأزُّم مُنذ أن فتح الفاطميّون جزيرة صقلية، وتمكنوا من دحر الروم وبسط سيطرتهم على البحر المُتوسِّط، فانزوى الروم في موقفٍ دفاعيٍّ ضد الفاطميين. وحاول الخليفة عُبيد الله المهدي أن يدعم موقفه في مُواجهة البيزنطيين عبر عقد تحالفٍ مع البلغار، خُصوم بيزنطة، فزارت بعثة دبلوماسيَّة بِلاط الخليفة في مدينة المهديَّة، ولكن سفينتهم، وبرفقتها السُفراء الفاطميّون، وقعت في أسر الروم أثناء رجوعها إلى بلادها، فأُجهض مشروع التحالف. وفي منتصف القرن الرابع الهجري، تزامنت توسعات البيزنطيين على حساب الحمدانيين جنوبًا مع توسعات الفاطميين في الشام شمالاً والتي بلغت دمشق. وفي سنة 384هـ، حاصرت قوات العزيز بالله الفاطميّ عاصمة الحمدانيين حلب لمُدَّة 13 شهرًا، فلجأ أميرها أبو الفضائل بن سعد الدولة الحمداني للاستنجاد بالإمبراطور باسيل الثاني البيزنطي فأمده بجيش، إلا أنه هُزم أمام جيش الفاطميين، فأثار ذلك باسيل، فتوجه بنفسه للشام لقتال الفاطميين. كان جيش الفاطميين قد انسحب قبل ذلك إلى دمشق لنقص المؤن، فاكتسح البيزنطيون الأراضي حتى بلغوا طرابلس ثم قفلوا عائدين إلى القُسطنطينيَّة. غضب العزيز وخرج بجيشه يريد قتال البيزنطيين، إلا أنه توفي في الطريق سنة 386هـ. وفي عهد الحاكم بأمر الله، دارت معركتان بين الفاطميين والبيزنطيين، الأولى بحرية في صور سنة 388هـ، والثانية برية بالقرب من أنطاكية، انتهتا بانتصار الفاطميين، مما دفع البيزنطيين إلى طلب الصلح، وعقدت هدنة لعشر سنين بين الدولتين.
وفي عهد الظاهر لإعزاز دين الله الفاطمي، دبت الفوضى في الشَّام، فأغار البيزنطيون على الشَّام، فلجأ الظاهر إلى إبرام هدنة مع الإمبراطور قسطنطين الثامن يعيد الظاهر بموجبها بناء كنيسة القيامة التي هدمها الحاكم بأمر الله الفاطمي، ويُجدد قسطنطين الثامن بناء جامع القسطنطينية الذي كان مُسلمة بن عبدُ الملك قد بناه سنة 96هـ المُوافقة لِسنة 714م بعد حصاره للقُسطنطينيَّة، وأن تقام الخِطبة في الجامع للخليفة الفاطمي. وفي سنة 446هـ أثناء الشدة المستنصرية، أرسل المُستنصر الفاطمي إلى ثيودورا الثالثة إمبراطورة بيزنطة يدعوها إلى إسعاف مصر بالغلال، فاشترطت أن يكون مُقابل ذلك أن يدعمها المُستنصر بالجند في حالة تعرضت لثورة داخلية، وهو ما رفضه المُستنصر، ولم يتم الاتفاق. غضب المُستنصر وجرّد جيشًا أغار على أعمال أنطاكية، فبعثت بيزنطة بثمانين سفينة هزمت الفاطميين، وأُسر قائد جيشهم، فطلب المُستنصر الهدنة. ومع بدأ الحروب الصليبية، انقطعت الصلات المباشرة بين الدولتين، بعد أن تباعدت مناطق نفوذ الدولتين بعد تكوّن الإمارات الصليبية.

### مع مملكة بيت المقدس
وصلت جيوش الحملة الصليبية الأولى إلى مدينة القدس عام 492 هـ (1099م) في وقتٍ كانت المدينة فيه تحتَ سلطان الدولة الفاطميَّة، وقد خاضت جيوش الفاطميين معركةً قويَّة للدّفاع عن المدينة، إلا أنَّ المعركة انتهت بهزيمة ساحقة ومذبحة راح ضحيَّتها عشرات الآلاف من المقاتلين وسكان المدينة المسلمين على حدّ سواء. وفقد الفاطميون بعد سقوط بيت المقدس آخر أملاكهم في بلاد الشام، ممَّا جعل سلطانهم ينحصر في مصر وحدها تقريبًا لمعظم ما تبقَّى من عصرهم. بعد سقوط القدس بشهور، خاض الفاطميُّون معركةً أخرى للدّفاع عن مدينة عسقلان، وقاد الجيش الفاطمي وزير الدولة الفاطمي الملك الأفضل بنفسه، إلا أنَّه خسر المعركة خسارةً ساحقة. عادت عسقلان فيما بعد إلى سلطان الفاطميِّين لمدة قصيرة، دامت حتى عام 548 هـ (1153م)، عندما تمكَّن الصليبيون من انتزاعها مرَّة أخرى. رغم أنَّ فلسطين ظلَّت تحت سيطرة مملكة بيت المقدس خلال معظم ما تبقَّى من العصر الفاطمي، إلا أنَّ الخلفاء الفاطميِّين كانوا يحاولون باستمرارٍ استرداد بعض المدن منها، واستمرُّوا بتسيير الحملات العسكريَّة إلى فلسطين مرارًا وتكرارًا، مع أنَّ الصليبيين كانوا ينجحون بصدِّها. مع مرور الوقت، أخذت الدولة الفاطميَّة تضعف وتنهار من الداخل، أما على الجانب الآخر من الأملاك الصليبيَّة في الشام، فقد انبثقت دولة الزنكيين التي نجحت بتوحيد المنطقة تحت سلطةٍ قويَّة ومتماسكة، وبدأت بإضعاف النفوذ الصليبيّ في المشرق باستمرار. توجَّهت أنظار الصليبيين نتيجة هذه التغيرات إلى مصر، لأنَّها أصبحت الحلقة الأضعف بالمشرق، وكانت من نتائج ذلك سقوط عسقلان سنة 1153م، إلا أنَّ أمد الدولة الفاطمية لم يطل بعد ذلك، فتابع صلاح الدين الأيوبي الحرب مع مملكة بيت المقدس حتى زوالها.

## المُجتمع والثقافة

### الحياة الاجتماعيَّة

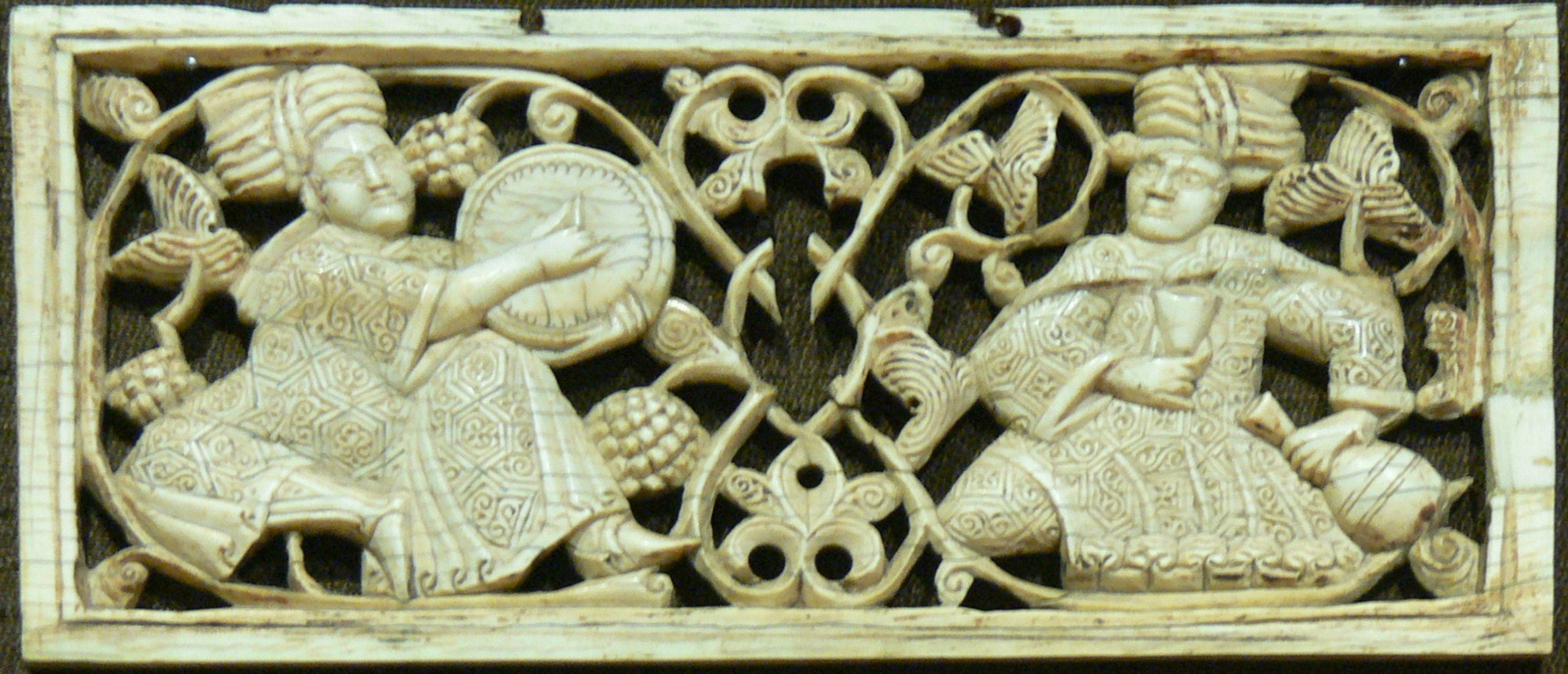
منحوتة من العصر الفاطميّ تعكسُ الرخاء الذي عاش فيه الحُكَّام والطبقة العُليا من الشعب: رجلٌ يحتسي الشراب وآخرٌ ينقرُ على الدف.

قسّم المقريزي المجتمع الفاطمي اجتماعيًا إلى طبقة الأغنياء وتضم رجال الدولة وكبار التجار، وطبقة متوسطة وتضم متوسطي الحال من التجار وأصحاب المحال والمزارعين، وطبقة الفقراء وتشمل الفقهاء وطلاب العلم والأجراء والحرفيين وذوي الحاجات من المساكين. أما عرقيًا فقد كان المجتمع المصري قبل وصول الفاطميين يتكون من الأقباط واليهود وأهل السُنَّة، ثم دخل البربر والروم والصقالبة مع دخول المُعز لدين الله إلى مصر، ثم التُرك والديلم في عهد العزيز بالله، فالسود والأرمن في عهد المُستنصر بالله.

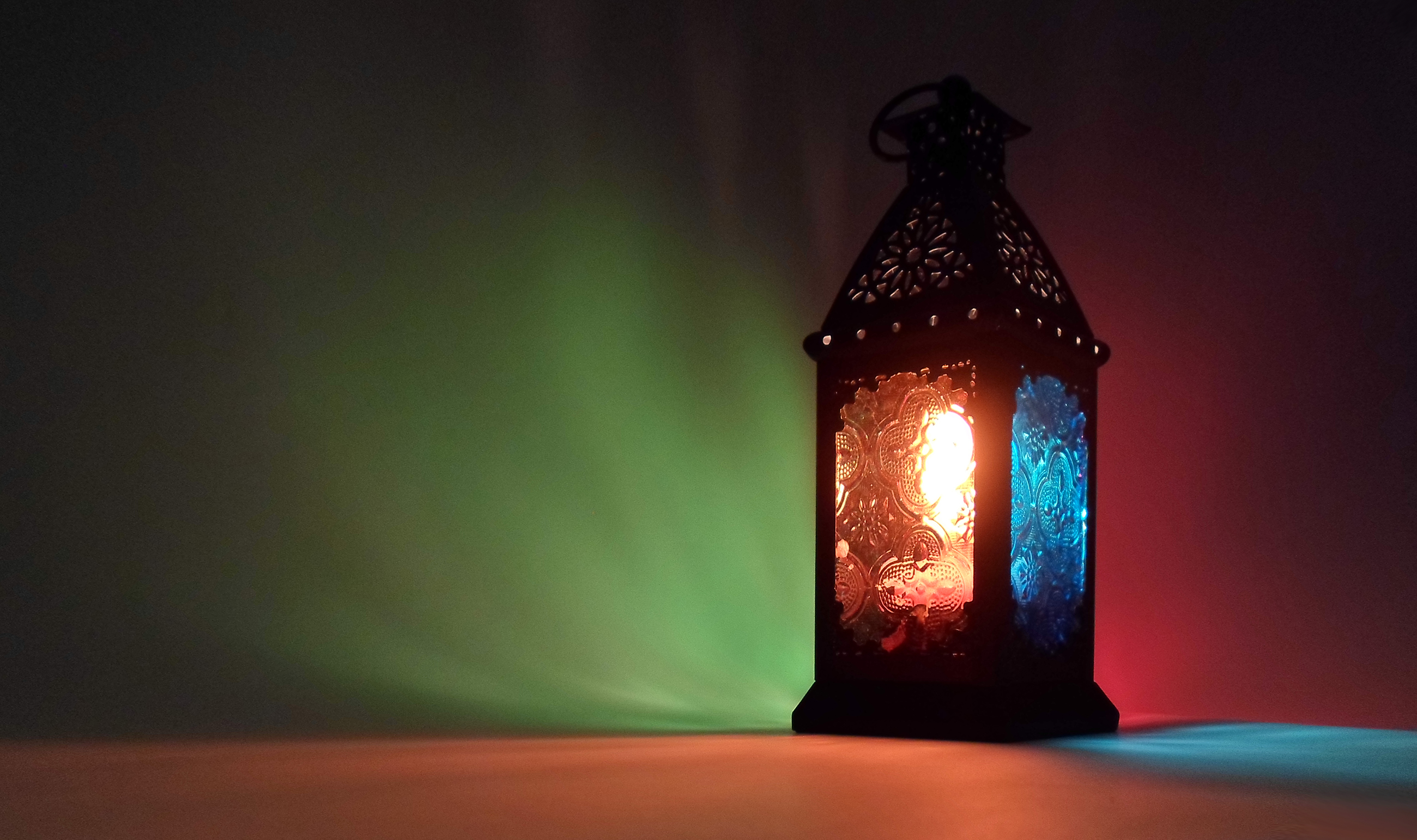
فانوس رمضان. أحد أبرز المعالم الثقافيَّة الفاطميَّة التي ما تزال حيَّة في مصر والعديد من أنحاء العالم الإسلامي.

شهد العصر الفاطمي عددًا من مظاهر العظمة والأبهة في أوساط الخلفاء والوزراء وكبار رجال الدولة كأماكن الاستجمام التي كانوا ينتقلون إليها وقت الفيضان ومواكب الاحتفالات التي كان لها مواعيد محددة من كل عام. وقد استحدث الفاطميون عددًا من الأعياد كرأس السنة الهجرية ومولد النبي والاحتفال بقافلة الحج، إضافة إلى المناسبات الشيعية كعاشوراء ومولد الحُسين ومولد السيدة فاطمة ومولد الإمام علي ومولد الحسن ومولد الإمام الحاضر وعيد غدير خم، كما كانوا يحتفلون بالاحتفالات المصريَّة كرأس السنة القبطية، وأعيادٌ أُخرى كعيد النيروز. وسنَّ الفاطميّون عدَّة سُنن أصبحت جُزءًا لا يتجزّأ من الثقافة الإسلاميَّة عمومًا والمصريَّة خصوصًا، وما زال المُسلمون المصريّون تحديدًا وغيرهم من المُسلمين في الدُول والأقاليم المُجاورة يُحيون هذه السُنن، ولعلَّ أبرزها هو فانوس رمضان، فقد أعطى الفاطميّون هذا الشهر اهتمامًا خاصًّا، فإلى جانب المغزى الديني الكبير، حصل أن وقعت خلاله عدَّة أحداث بارزة في التاريخ الفاطمي، كفتح مصر قُبيل حلوله بأيَّام، ووضع حجر الأساس للجامع الأزهر (14 رمضان 359هـ) وإقامة الصلاة فيه لأوَّل مرَّة (7 رمضان 361هـ)، ووُصول الخليفة المُعز لدين الله للفسطاط مساء يوم 7 رمضان سنة 362هـ، حيثُ تجمَّع الناس وهم يحملون الفوانيس لكي يُنيروا له الطريق. ونقل العامَّة عن الخاصَّة وأهل الحُكم الاهتمام برمضان، ولمَّا كان السهر يحلو خلال ذلك الشهر، كان لابد من الفوانيس.
وكانت الفوانيس سالِفة الذِكر أيضًا تُنير المساجد في الليالي، وتُغلَّف بالزُجاج المُلوَّن لتُعطي تأثيرًا بهيجًا للناظر، وكان الاهتمام بتزين المساجد يصل أقصى درجاته خلال شهر رمضان. كما كانت الفوانيس والقناديل تُضيئ الشوارع الرئيسيَّة المسقوفة، وإلى جانبها البيوت المؤلَّفة من عدَّة طبقات. وكان يُفرض على أصحاب الحوانيت أسعار مُحددة للبيع، فإذا غشَّ أحد الباعة عوقب على الشكل الآتي: يُطاف به على جمل أو على حمارٍ أو بغلٍ في الأسواق ويُجبر على أن يُنادي هو بذنبه، وعُرفت هذه العُقوبة لاحقًا باسم «الجُرصة». وكان الأمنُ سائدًا في أكثر الأحيان، إلى حدِّ أنَّ الحوانيت كانت تُترك مفتوحة ليلًا.

### الحياة الفكريَّة والعلميَّة

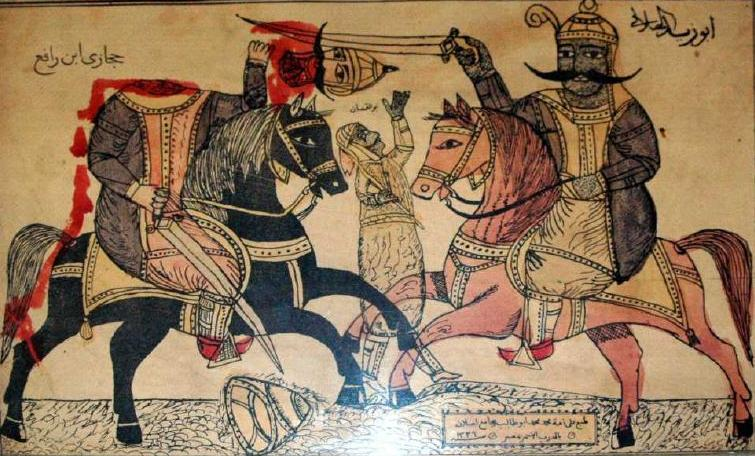
رسمٌ لأبي زيد الهلالي، أحد القادة العسكريين الفاطميين، والذي أوحت سيرته بكتابة ملحمة تغريبة بني هلال التي ذُكر فيها أنَّ أبا زيد قُتل على يد غريمه ذيب بن غانم.

شهدت الحياة الفكرية في العصر الفاطمي تنوعًا في الإسهامات، فشملت عددًا من الرسائل الأدبية النثرية كرسالة الغفران التي كتبها أبو العلاء المعري في إطار خيالي خصب ردًا على رسالةٍ لابن القارح تخيّل فيها المعري رحلة للرجلين في الجنة والجحيم، إضافة إلى الرسالة المصرية لأمية بن أبي الصلت الداني الذي تناولت مصر والمصريين، ذكر فيها محنته في سجن الأفضل شاهنشاه. واهتموا بلون آخر من الكتابة، وهو كتابة السير الذاتية. من أمثلة هذه السير، سير كافور الإخشيدي والعزيز بالله الفاطمي لأحمد بن عبد الله الفرغاني، وسير أحمد بن طولون وابنه خمارويه ومحمد بن طغج الإخشيدي وسيبويه وكافور الإخشيدي وجوهر الصقلي والمعز لدين الله الفاطمي والعزيز بالله لابن زولاق وسيرة المعز لدين الله للقاضي النعمان والاعتبار لأسامة بن منقذ وهو سيرة ذاتية لكاتبه. وقد برز من أدباء وكُتّاب ذاك العصر الوزير المغربي أبو القاسم الحسين بن علي الذي اختصر كتاب «إصلاح المنطق» لابن السكيت وأسماه «المنخّل»، وكتاب «أدب الخواص» الذي احتوى على قديم الشعر وأخبار القدماء وأنسابهم وبعض المواضيع في علوم اللغة، وأبي سعد محمد بن أحمد العميدي الذي ألّف عدد من الكتب في البلاغة والعروض والقوافي وابن الصيرفي الذي صنّف بعض الكتب مثل «منائح القرائح» الذي كتبه مدحًا في الخلفاء الفاطميين و«الإشارة إلى من نال الوزارة» الذي ذكر فيه من تولى الوزارة في مصر إلى عصره والرُقيّق القيرواني الذي صنّف كتابًا في تاريخ إفريقية والمغرب منذ الفتح الإسلامي وحتى القرن الخامس الهجري. وقد أرخ للدولة الفاطمية الكثيرون كالمسبحي الذي كان له تاريخ يدون به الأحداث والمشاهدات اليومية، إضافة إلى وصف لمصر وأبنيتها وعجائبها وأطعمتها ونيلها وأشعار الشعراء وأخبار المغنين ومجالس القضاة والحكام والأدباء. إضافة إلى غيره من المؤرخين كابن زولاق وأبو عبد الله محمد بن سلامة القضاعي. أما اللغويين، فبرز منهم علي بن أحمد المهلبي وابن بابشاذ وأبو عبد الله محمد بن جعفر القيرواني وابن القطاع الصقلي وأبي بكر الإدفوي.

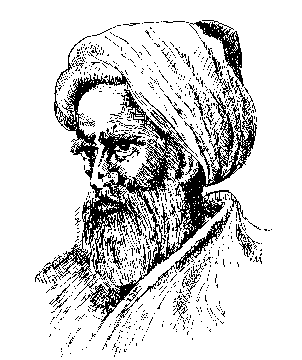
العلَّأمة أبو عليّ الحسن بن الحسن بن الهيثم البصريّ، أبرز عُلماء العصر الفاطميّ ومُبتكر علم المناظر.

لعب الشعر أيضًا دورًا هامًا في الحياة الفكرية عند الفاطميين، حيث كان الشعر أحد أدوات دعوتهم السياسية، فخصصوا لهم ديوانًا يتولى أمورهم، واستخدموهم في مدح مذهبهم الديني وعقائدهم وأصولهم وحقهم السياسي في الخلافة، كما اتخذهم الخلفاء والوزراء أداه للمباهاة بالسلطان. وقد تنوعت موضوعات الشعر عند الفاطميين بين مديح للخلفاء والقادة، والتركيز على الأمور السياسية كإبراز أفضلية الفاطميين على العباسيين وأحقيتهم بالخلافة، والدينية كالحديث عن وصاية علي وفضل يوم الغدير. ومن أشهر شعرائهم الرسّيون وهم من الأشراف العلويين وينتسبون إلى الشريف الرسيّ الذي دخل مصر في عهد كافور الإخشيدي، وابن وكيع التنيسي والشريف العقيلي وابن أبي الجوع وابن مكنسة. وقد شجعت عطايا الفاطميين للشعراء الكثيرين على الوفود على بلاطهم طمعًا في عطاياهم كابن هانيء الأندلسي وابن الرقعمق الأنطاكي والرقيق القيرواني وعبد المحسن الصوري وصريع الدلاء البغدادي وأبي الفتيان بن حيوس وأمية بن أبي الصلت وابن القطاع الصقلي وعمارة اليمني. ولم يقتصر قرض الشعر على الطامعين في الهبات، بل برز من الفاطميين ووزرائهم من يحسن قرض الشعر كتميم بن المعز والوزير طلائع بن رزيك.

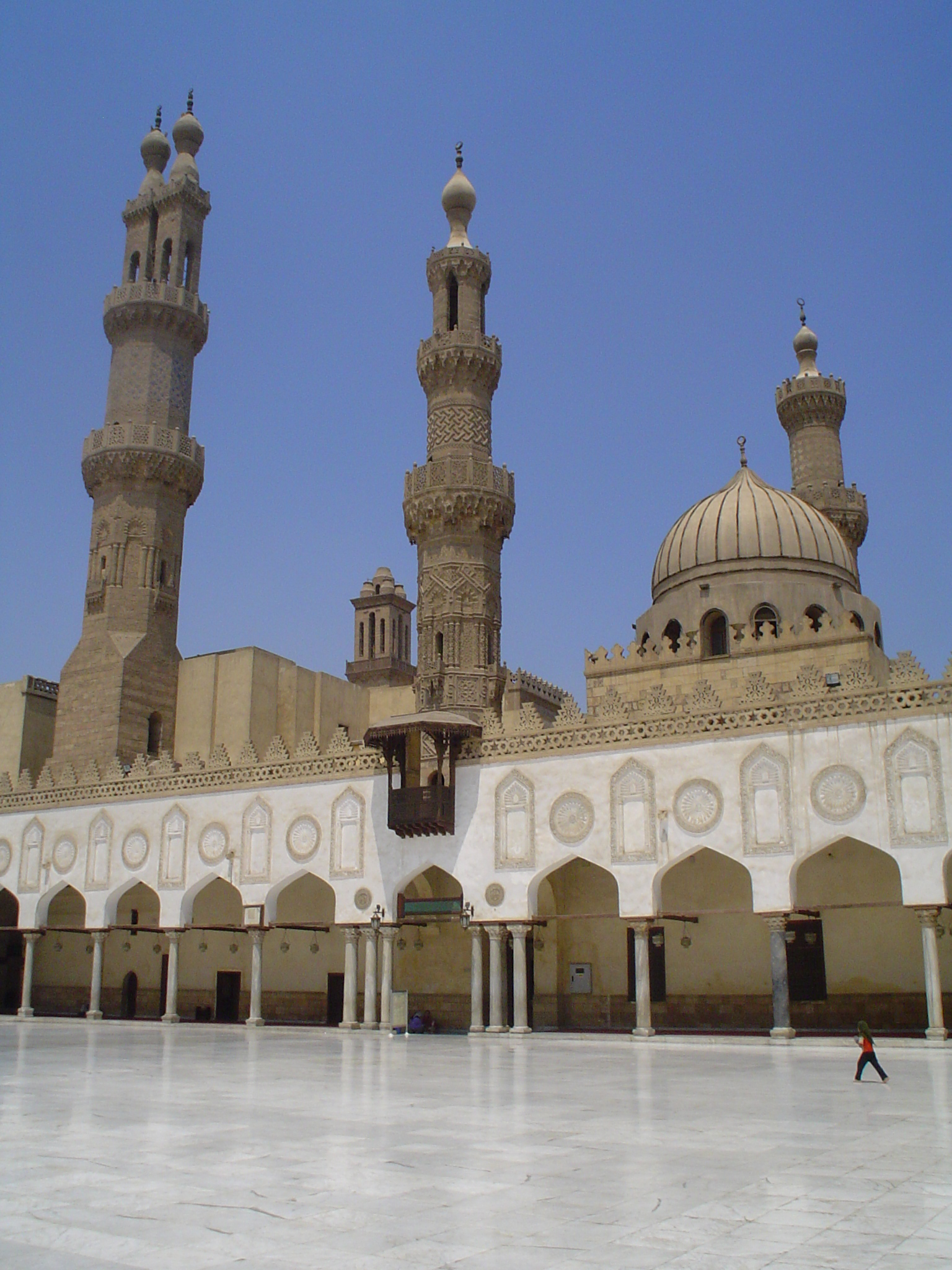
الجامع الأزهر، أبرز مراكز نشر الدعوة الدينيَّة والعلوم المُختلفة خلال العصر الفاطميّ.

وفي إطار سعي الفاطميين لنشر المذهب الإسماعيلي، أنشأ الحاكم بأمر الله دار الحكمة في 10 جمادى الآخرة 395 هـ، وأجلس فيه الفقهاء والقرّاء والمنجمين وعلماء اللغة والنحو والأطباء، وخصص للدار قائمين عليها وخدم وفرّاشين، كما نُقلت لها الكتب من خزائن القصور. ظلت الدار مفتوحة للعوام حتى أغلقها الأفضل شاهنشاه في ذي الحجة 516 هـ، خوفًا من فتنة دينية، إلى أن أمر الخليفة الأمر بأحكام الله وزيره المأمون البطائحي بإعادة فتحها بعد وفاة الأفضل. لم يكن ذلك هو الاهتمام الفكري الوحيد من جانب الحكام الفاطميين، فقد استهواهم جمع الكتب، فكانت لهم خزانة كتب في القصر الشرقي الكبير احتلت أربعين غرفة منه، واحتوت على مليون وستمائة ألف مجلد منها 2,400 نسخة مزخرفة وملونة من القرآن ومنها بضع وثلاثين نسخة من كتاب العين للخليل بن أحمد منها نسخة بخط الفراهيدي، وعشرين نسخة من تاريخ الطبري منها نسخة بخطه، ومائة نسخة من كتاب الجمهرة لابن دريد. وقد احتوت المكتبة على الآف الكتب في الفقه على سائر المذاهب والنحو واللغة والحديث والتواريخ وسير الملوك والتنجيم والروحانيات والكيمياء. رغم ذلك، لم تسلم محتويات المكتبة من السلب والنهب، فتعرضت لنهب جنود الدولة نفسها في فترات الفوضى وضعف هيبة الخلفاء، فيحملون منها ما أمكنهم ويبيعونه في السوق، بل واستخدموا جلودها أحيانًا لصنع خفافًا لأحذيتهم.
لعب الأزهر والمساجد في العصر الفاطمي دورًا هامًا في الحركة العلمية الدينية، حيث اتخذها الفاطميون قواعد لنشر المذهب الشيعي الإسماعيلي، فأجلسوا فيه دعاة مذهبهم لشرح قواعد الفقه الإسماعيلي للحاضرين. لم يقتصر دور الأزهر الفاطمي على نشر المذهب الإسماعيلي، بل ضم حلقات علمية للمذاهب الأخرى، فكانت به خمس عشرة حلقة للمالكية ومثلها للشافعية وثلاث حلقات لأصحاب أبي حنيفة. لم يقتصر نشر العلوم على المساجد فقط، بل وكانت قصور بعض الوزراء كيعقوب بن كلس الذي كان محبًا للعلم، فكان يجمع العلماء يكتبون القرآن والحديث والأدب والطب، ويُشكّلون المصاحف ويُنقّطونها. بل وألّف ابن كلس بنفسه كتبًا في القراءات والأديان وآداب الرسول والطب.
وفي مجال العلوم، فبرز عددًا من الأسماء كابن رضوان الذي برز اسمه في الطب والفلك، وابن يونس الذي برع في الرياضيات والفلك، ووضع زيجًا فلكيًا أسماه الزيج الحاكمي وابن الهيثم رائد علم البصريات وابن النفيس مكتشف الدورة الدموية الصغرى، وعلي بن عيسى الكحال صاحب كتاب تذكرة الكحالين وابن المقشر وماسويه المارديني وابن بطلان وهم من الأطباء البارزين.

### الحياة الاقتصاديَّة

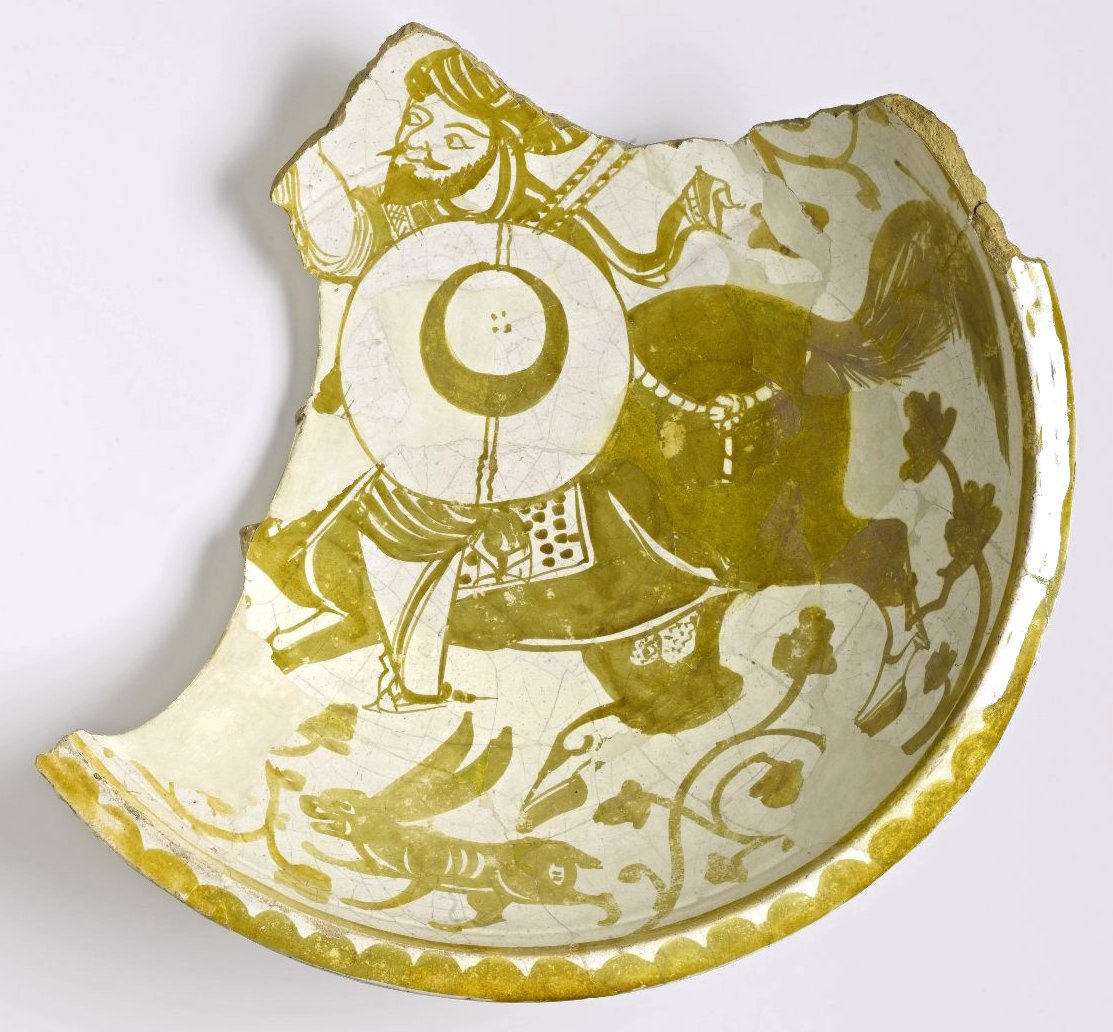
قطعةٌ مكسورة من وعاءٍ يعود إلى العصر الفاطميّ، صُوِّر عليه فارسٌ على صهوة جواده، وُجِدَت التحفَة في مَدينَة الفسطاط المصرية، وهي مَحْفُوظَة الآن في مَتْحَف بروكلين.

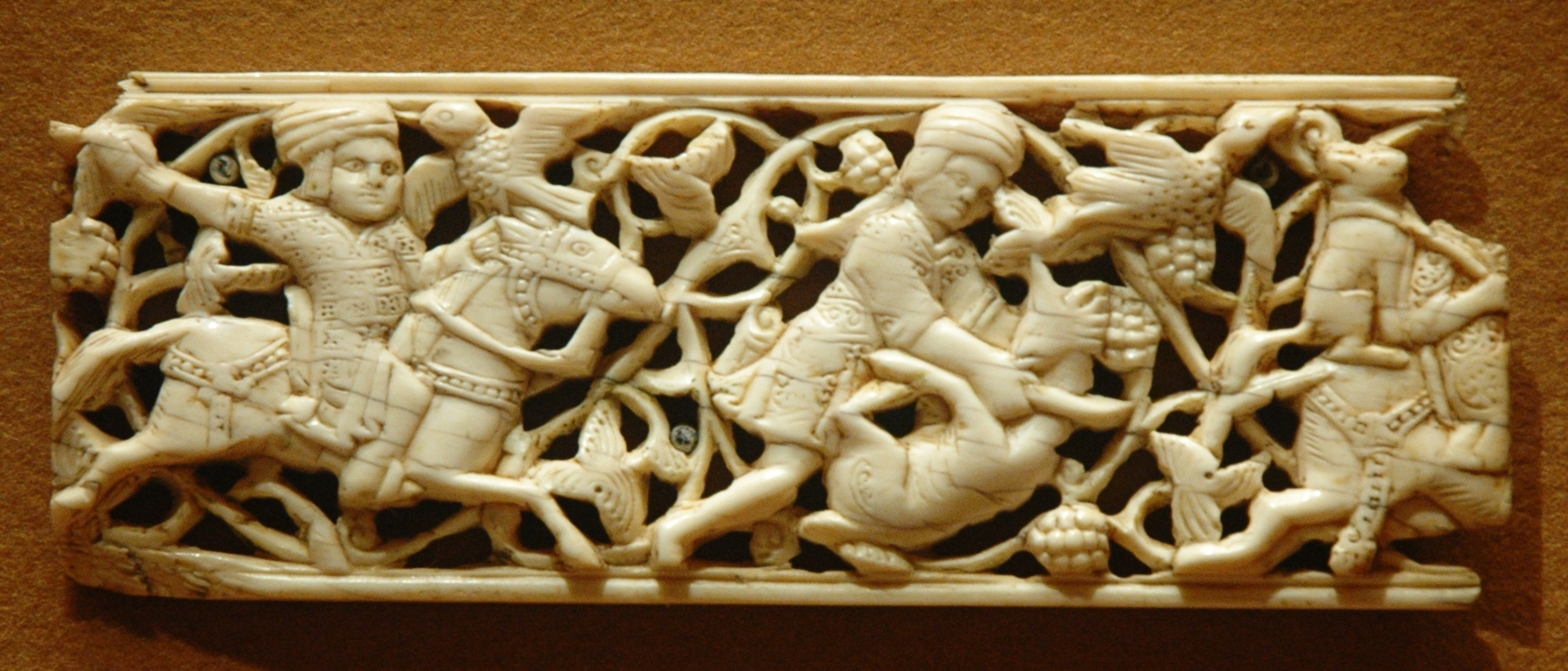
منحوتةٌ عاجيَّةٌ فاطميَّةٌ لرجالٍ يصطادون الطُيور.

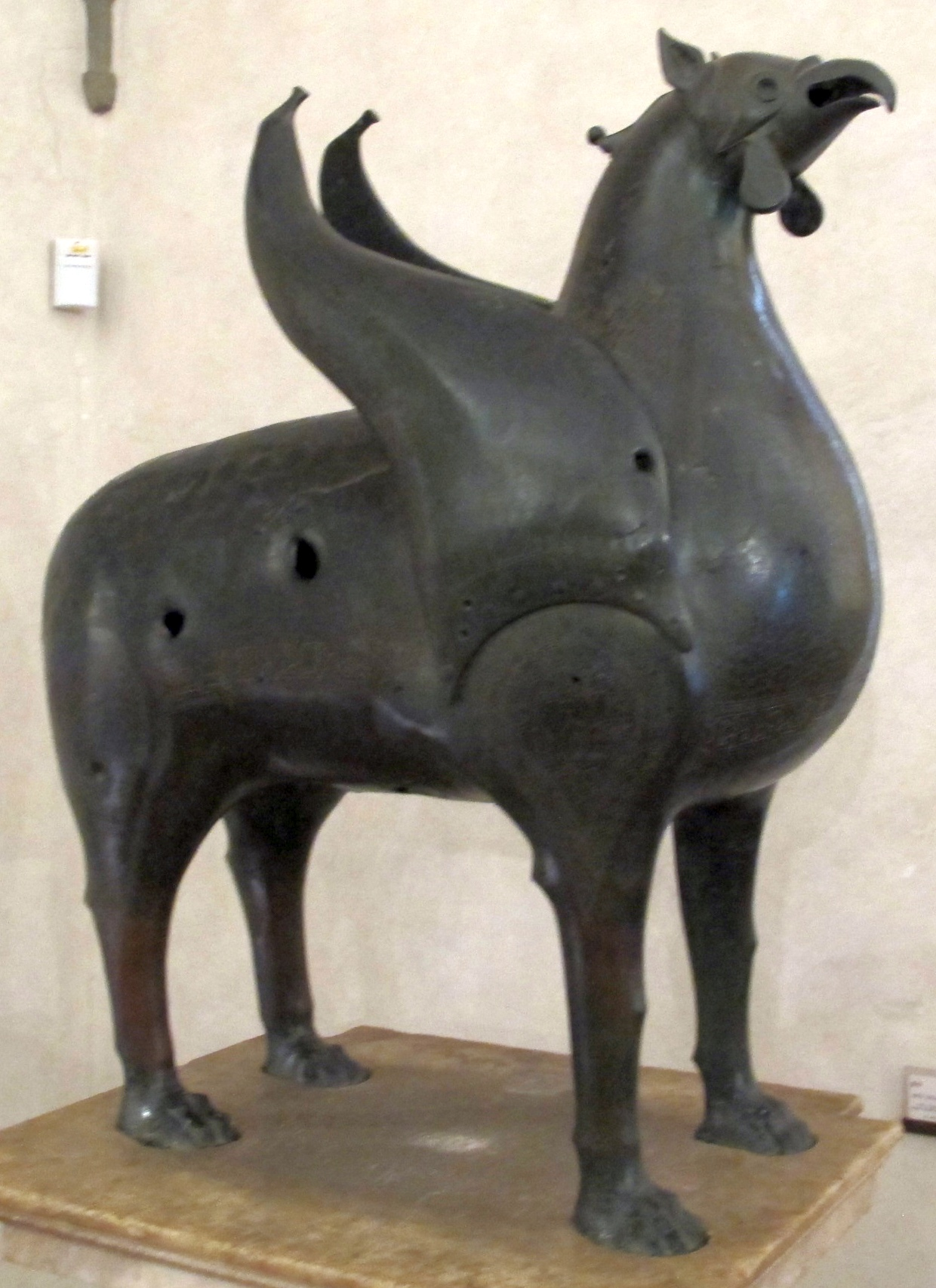
«الفتخاء الإسلاميَّة». إحدى أبرز المنحوتات الفاطميَّة المُقتبسة عن الفارسيَّة الساسانيَّة، وهي لكائنُ الفتخاء (الشيردال) الخُرافي.

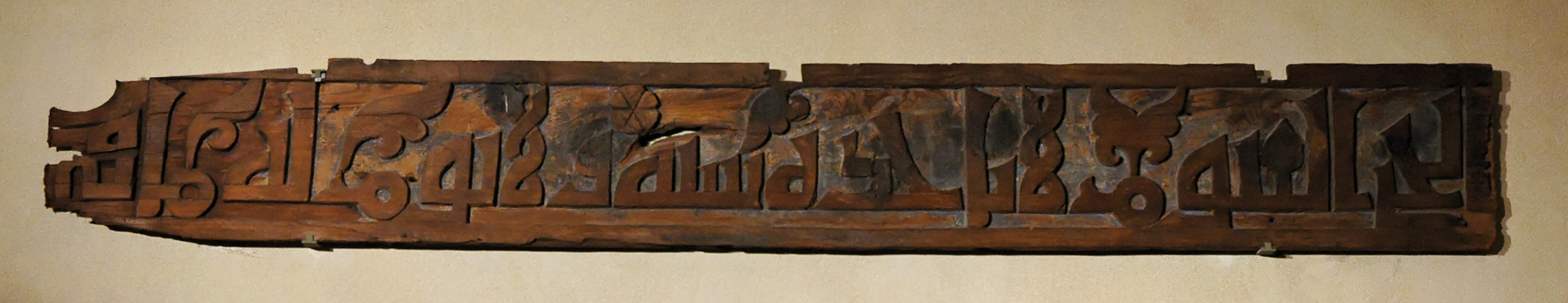
منحوتةٌ خشبيَّةٌ فاطميَّةٌ لآية الكُرسي.

كان الإمام عُبيد الله المهدي أوَّل من نظَّم ماليَّة الدولة تنظيمًا دقيقًا، فقد وضع جميع الأموال المجموعة في الأمصار تحت تصرُّفه جاعلًا لها بيت مالٍ مُوحَّدٍ، فلمَّا وصل الإمام إلى بلاد كتامة وحلَّ في إيكجان، أمر بإحضار الأموال التي كانت عند الدُعاة وأُمراء القبائل والمشايخ، فأحضروها إليه فقبضها، وبعد ذلك نظَّم الجباية والضرائب والمُكوس، ثُمَّ شدَّ المال أحمالًا سيَّرها معه حيثُ استُخدمت لصالح الدولة. وقد أقام ديوانًا للماليَّة يُشرفُ على تسيير أُمورها، فانتعشت الدولة وبدأ فيها الرفاه.
اعتنى الفاطميّون بالزراعة لأنَّها مورد مصر والشَّام الأوَّل. ومن أهم ما أنتجتهُ ضِفَّتا النيل الخصبتان: القمح، والذُرة، والقُطن، وقصب السُكَّر. واشتهرت سواحلُ الشَّام بالحمضيَّات على أنواعها، كما اشتهرت سُفوحُ جبالها بالتُفَّاح، وكثُرت في سُهولها الداخليَّة أنواع العنب. كما عُرفت ألبانُ الشَّام وعسلها بالجودة. وأهمُّ الصناعات الفاطميَّة كانت صناعة البناء، وصناعة الحفر على العاج والخشب، وصناعة التماثيل من البرونز والنُحاس. والمنسوجات صناعةٌ فاطميَّةٌ مشهورة، وقد كثُرت فيها صُور الحيوانات كالغزلان والأرانب والسِّباع، كما كانت تُزخرف بالخط العربي. ويُلاحظ أنَّ الفاطميين في هذا المجال خالفوا دُول الخِلافة السَّابقة عليهم، فقد استباحوا تصوير الكائنات والأشخاص على مُنتجاتهم وحرفيَّاتهم على عكس أهل السُنَّة، الذين كثيرًا ما تجنَّبوا ذلك خوفًا ممَّا جاءت به الأحاديث النبويَّة من مُعاقبة المصورين يوم القيامة، ولكن نظرًا لاختلاف تأويل بعض الأحاديث بين أهل السُنَّة والشيعة، ومُعارضة الفاطميين لعددٍ من التعاليم الفقهيَّة السُنيَّة، فقد زاولوا مهنة التصوير، وتأثَّرت مصنوعاتهم تأثُرًا كبيرًا بالمصنوعات الفارسيَّة الساسانيَّة القديمة. من أبرز الصناعات الفاطميَّة التي شاعت في الشَّام أيضًا: صناعة الثياب المُقصَّبة وصناعة الطنافس. وتفوَّقت مدينة صور بصناعة الخرز والزُجاج واستخراج السُكَّر، كما اشتهرت طرابلس بصناعة الورق للكتابة. وكانت مرافئ السَّاحل اللُبناني سوقًا رائجة لكُل المُنتجات الزراعيَّة والصناعيَّة، كما كانت مركزًا لتصديرها إلى مُدن حوضُ البحر المُتوسِّط. ومن الصناعات الرائجة الأُخرى خلال العهد الفاطمي: صناعة الخزف وتجليد الكُتب والرسم على الأطباق المعدنيَّة. وقد نشطت هذه الصناعات بفعل رواج الحركة التجاريَّة، فقد كان التُجَّار يتنقلون بين مصر والشَّام شرقًا إلى العراق وفارس وخُراسان والهند والصين، وبين مصر والمُدن الأوروپيَّة، وخاصَّةً جنوة والبُندقيَّة في إيطاليا. أُصيب الازدهار الاقتصادي الفاطمي بنكسةٍ عظيمة زمن المُستنصر بالله، فأُصيبت البلاد بقحطٍ مُروعٍ أتى على الأخضر واليابس فعمَّت المسغبة البلاد وتضوَّر الناسُ جوعًا وقد أطلق المؤرخون على هـذا القحط اسم الشدَّة العُظمى لفظاعته وهوله، و«الشدَّة المُستنصريَّة» كونها وقعت في عهد المُستنصر. وآل الأمر إلى أن باع المُستنصر كُلَّ ما في قصره من ذخائر وثياب وأثاث وسلاح وغيره وصار يجلس على حصيرٍ، وتعطَّلت دواوينه وذهـب وقاره وكانت نساء القصور تخرجن ناشرات شعورهن تصحن «الجوع ! الجوع!» تردن المسير إلى العراق فتسقطن عند الُمصلى وتمتن جوعًا. واضطرَّ المستنصر إلى بيع حلية قبور آبائه حتَّى، واستمرَّ الوضع هكذا حتَّى انتهى القحط وتساقطت الأمطار وعاد النيلُ للجريان.

### الحياة الدينيَّة
كان دينُ الدولة الفاطميَّة الرسمي هو الإسلام، ومذهبُها هو المذهب الشيعي الإسماعيلي، وهو مذهبُ الخُلفاء وكِبار رجالات الدولة، واعتنقهُ قسمٌ من الشعب المُوالي للسُلطة، كالكتاميين البربر وبعضٌ من الصقالبة والروم وغيرهم من الأجانب الذين دخلوا مصر جنودًا في الجيش الفاطمي. وكانت مذاهب أهلُ السُنَّة والجماعة: الحنفيَّة، والمالكيَّة، والشَّافعيَّة، والحنبليَّة، هي الأكثر انتشارًا على المُستوى الشعبي، ومردُّ ذلك أنَّ الفاطميّون في بداية عهدهم اتبعوا وصيَّة الدَّاعي أبو عبد الله الشيعي القائلة: «إنَّ دَوْلَتُنَا دَوْلَةُ حُجَّةٍ وَبَيَانٍ، وَلَيْسَتْ دَوْلَةَ قَهْرٍ واستِطَالَةٍ، فَاتْرُكُوا النَّاسَ عَلَى مَذَاْهِبِهِم، وَلَا تُلْزِمُوْهُم بِاتِّبَاعِ الدَّعْوَةِ الهَادِيَةِ المَهْدِيَّة»، فلم يفرضوا التشيُّع بالقوَّة، بل عمدوا إلى الدعوة ونشر الدُعاة في طول البلاد وعرضها لحث الناس على اعتناق المذهب الإسماعيلي. وكان الدُعاة الفاطميّون نوعين: الدُعاة الشعبيّون ولهم أعمال تتعلَّق بالإعداد الشعبي لإثارة النَّاس ضدَّ الحُكم، والدُعاة الدينيّون المُختصون بنشر فكرة الدعوة الإسماعيليَّة في صُفوف الشعب. وقد نشط الدُعاة نشاطًا عظيمًا في بداية عهد الدولة وخِلال عصرها الذهبي، فاستجابت لهم بعضُ قبائل كنانة في الفسطاط وجنوبها، وأخذت تُنادي بالخليفة الفاطمي المُعز لدين الله إمامًا وارتبطوا به عقائديًّا. وقد أمدَّ الخُلفاء الفاطميّون هذه الدعوات بكُلِّ ما تحتاجه من تمويلٍ ماديٍّ ومعنويٍّ خلال عصر الدولة الذهبي، واشتهر المُعز لدين الله بعنايته الشديدة لجهاز الدعوة المذكور، حتَّى أُشير بأنَّ الدُعاة وصلوا الأراضي الصينيَّة الخاضعة لأُسرة سونگ في أيَّامه. وكان الخُلفاء يخلعون على الدُعاة النعم والأموال تقديرًا لخدمتهم المذهب الإسماعيلي وإخلاصهم للإمام، فها هو ذا أحد أشهر الدُعاة والمُلقَّب بفيلسوف الدعوة أحمد حميدُ الدين الكرماني يتحدثُ عن النعم الكثيرة التي أولاه إيَّاها الحاكم بأمر الله فيقول: «وَقَضَاءٌ بِحَقِّ النِّعْمَةِ فِيْمَا أوْلَانِيَهُ وَلِيُّ اللهِ فِي أرضِهِ، صَلَوَاتُ اللهِ عَلَيْهِ وَبَرَكَاتِهِ التِي أَصْبَحْتُ بِهَا فِي نِعْمَةٍ تَامَّةٍ وَرَوْضَةٍ مُدَهَامَةٍ، مَاؤُهَا مَعِيْنٌ وَهَوَاؤُهَا عَلَى المُرَادِ مُعِيْنٌ، وَكَأَنَّهَا حُوْرُ العِيْنِ، ثُمَّ شُكرًا عَلَى المَوْهِبَ، وَطَالِبًا لِلأَجْرِ وَالمَثْوَبَة». ودرجاتُ الدُعاة عند الإسماعيليَّة سبع، هي:
1. «الباب»، وهي أعلى درجاتُ الدُعاة، ولمَّا يصل إليها إلَّا أفرادٌ قلائلٌ، وأُحيط من يشغل هذه الدرجة بسريَّةٍ تامَّةٍ حتى في عصر الظهور.
2. «الحُجَّة» أو «داعي الدُعاة»، ويكونُ بجانب الإمام وله الإشراف على كُلِّ شيءٍ يتصلُ بالدعوة.
3. «داعي البلاغ»، وله رتبة الاحتجاج
4. «الدَّاعي المُطلق»، وله رُتبة تعريف التأويل بالباطن
5. «الدَّاعي المحدود»، ولهُ التعريف بالعبادات الظاهرة
6. «الدَّاعي المأذون»، وله أخذ العهد والميثاق
7. «الدَّاعي المُكالب» أو «المُكاسر»، وهو الذي يستميل الناس إلى المذهب الإسماعيلي.

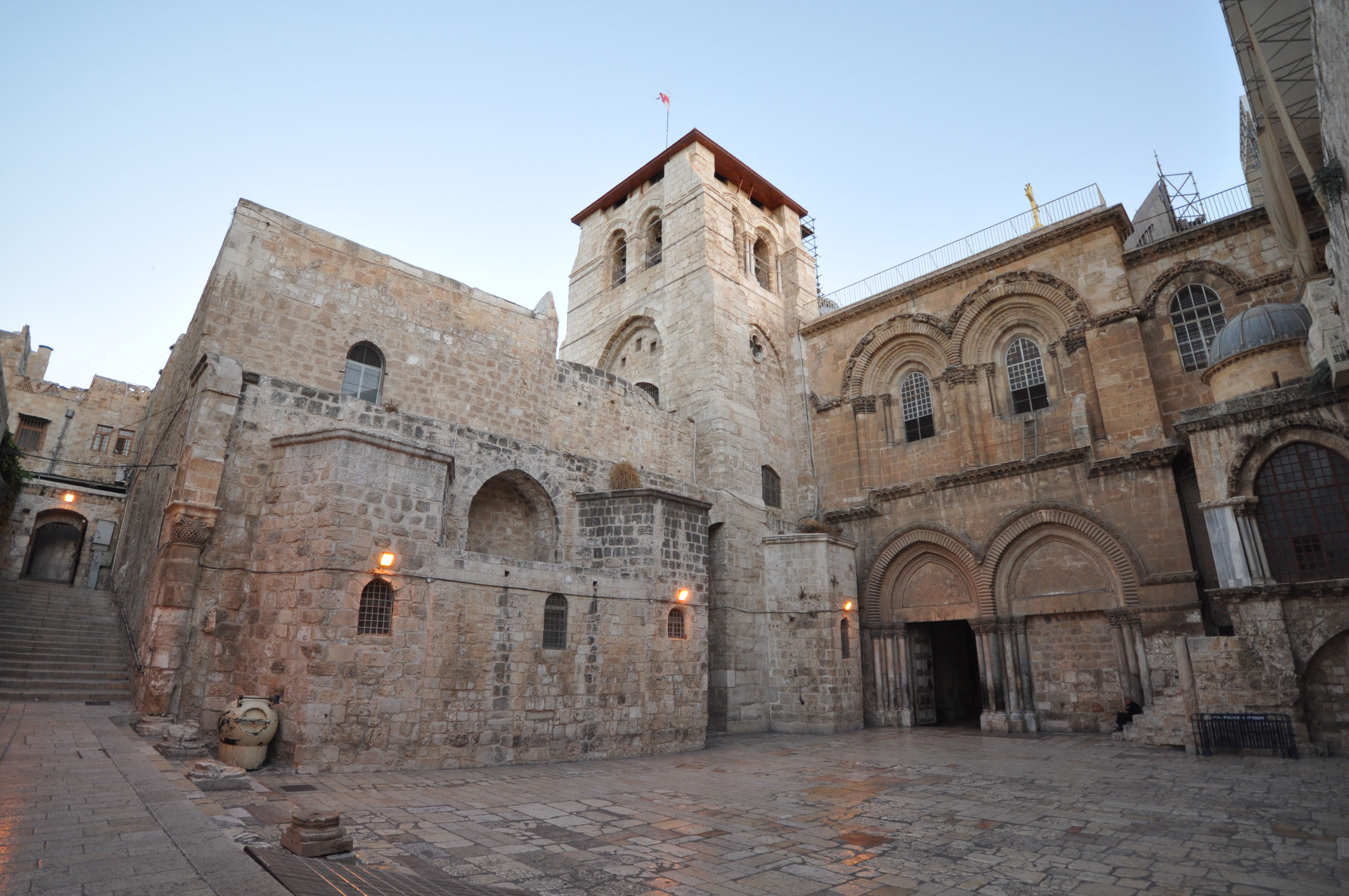
كنيسة القيامة في بيت المقدس. أُحرقت خِلال العهد الفاطميّ وأُعيد بنائها لاحقًا.

أمَّا بالنسبة للمُسلمين من غير الشيعة، ولِغير المُسلمين، فلا يُمكن الحديث عن ملامح عامَّة لأوضاعهم، وذلك لتبايُن أُسلوب التعاطي معهم من خليفةٍ إلى آخر، فبعضُ الخُلفاء كان مُتسامحًا لأبعد الحُدود مع أهل السُنَّة ومع النصارى واليهود، فأطلق لهم الحُريَّة الدينيَّة والمذهبيَّة، واستوزر منهم ورفع شأنهم، وبعضهم الآخر اضطهدهم اضطهادًا شديدًا. فعلى سبيل المِثال، اشتهر الخليفة المنصور ومن بعده المُعز لدين الله بتسامُحه الكبير مع أقباط مصر، وباستمالتهم إليه ومُولاتهم له بعد أن اتصل بقيادتهم الدينيَّة وأعلمهم بأنَّهُ سيمنحهم الحُريَّة الدينيَّة بعد أن نالهم الضيم جرَّاء المُمارسات القمعيَّة التي انتهجها الأخشيديين ضدَّهم أواخر عهد دولتهم. ولمَّا فتح الفاطميّون مصر، سلك جوهر الصقليّ سُلوكًا دبلوماسيًّا هادئًا مع المصريين، فأعلن في خِطبة الجُمعة الأمان لأهل السُنَّة وللمسيحيين واليهود، واستقبل مُمثِّلُ الأقباط الذي كان يرفع صوته ويقول: «إنَّنَا نَنْتَظِرُ وُجُودَكُم فِي مِصْرَ بِلَهْفَةِ المُضْطَهِدِ حَتَّى نَنْعَمَ بِالحُرْيَّةِ حَتَّى فِي حَيَاتِنَا اليَوْمِيَّةِ وَأَمْوَالَنَا وَمُمَارَسَةِ دِيَانَتِنَا». وكان المُعز لدين الله، ابن العزيز، أكثر تسامحًا مع أهل الكتاب من غير المُسلمين، فقد جعل عيسى بن نسطورس وزيرًا له، وتزوَّج من امرأةٍ مسيحيَّةٍ ملكانيَّة، وهي أُمُّ ولده الحاكم وشقيقة اثنين من البطاركة: أحدهما بطريرك كنيسة الإسكندريَّة، والآخر بطريرك كنيسة بيت المقدس، وكان يحتفلُ مع النصارى ويُشاركهم أعيادهم. ومن شدَّة تسامح الخُلفاء الفاطميين الأوائل مع أهل الكِتاب، قيل بأنَّهم كانوا يُشجعون إقامة الكنائس والبيع والأديار، بل ربما تولوا إقامتها بأنفسهم أحيانًا. تغيَّر وضعُ اليهود والنصارى مع تولّي الحاكم بأمر الله شؤون الخِلافة، فقسا عليهم في المُعاملة، ويُحتمل أن يكون ذلك بسبب ضغط المُسلمين بعامَّةً الذين ساءهم أن يتقرَّب الخُلفاء من غير المُسلمين ويُعينوهم في المناصب العُليا، فأصدر الحاكم أمرًا ألزم أهل الذمَّة بلبس الغيار، وبوضع زنانير مُلوَّنة مُعظمها أسود، حول أوساطهم، ولبس العمائم السود على رؤوسهم، وتلفيعات سوداء، وذلك لتمييزهم على المُسلمين. وفي وقتٍ لاحق منعهم من الاحتفال بأعيادهم، وأمر بهدم بعض كنائس القاهرة، كما صدر سجل بهدم كنيسة القيامة في بيت المقدس.

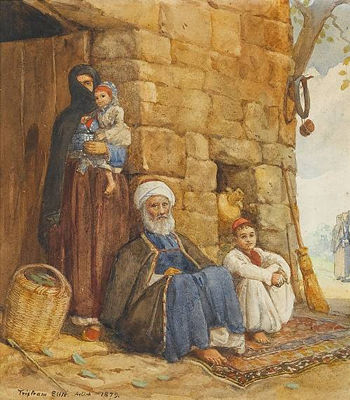
رسم لعائلةٍ دُرزيَّة من جبل لُبنان. تُعد الدُرزيَّة أبرز الطوائف التي برزت خِلال العهد الفاطميّ.

كان أهل السُنَّة يُشكلون غالبيَّة الشعب الفاطميّ، وكانت أوضاعهم مُتقلِّبة كأوضاع أهل الكِتاب، وفق سياسة الخليفة الفاطمي، وما تُمليه عليه طبيعة الأُمور. فمن مظاهر تسامُح الخُلفاء الفاطميين تعيين بعض عُلماء أهل السُنَّة في مناصب الوزارة والقضاء، فعلى سبيل المِثال، أنشأ الحاكم بأمر الله مدرسةً لتعليم الفقه المالكيّ، وأهداها دار كُتبٍ، وعيَّن أبا بكرٍ الأنطاكيّ ناظرًا لها، وخلع عليه وعلى مُدرِّسيها وأجلسهم في مجلسه. كما أقدم على تعيين ابن أبي العوَّام قاضيًا للقُضاة، وعندما قال أعوانه له: «إنَّهُ ليس على مذهبك ولا على مذهب من سلف من آبائك»، قال: «هو ثقةُ مأمونٍ مصريٍّ عارفٍ بالقضاء وبأهل البلد، وما في المصريين من يُصلحُ لهذا الأمر غيره». ومن مظاهر التعصُّب ضدَّ أهلُ السُنَّة شُيوع سبّ الصحابة وكتابة ذلك على جُدران المساجد والحوانيت والمقابر والدور، وتلوينها بالأصباغ والذهب، ومنع صلاتيّ التراويح والضُحى في جميع مساجد مصر زمن الخليفة سالِف الذِكر، تحت طائلة ضرب وتشهير من يؤديها. وكان الوُلاة والأُمراء يُطبقون سياسة الخليفة في ولاياتهم القاضية بالتساهل أو التشدد مع أهل السُنَّة، فقد قبض نائب دمشق «تموصلت الأسود البربريّ» على رجلٍ مغربيٍّ في المدينة وضربه لارتكابه ذنبًا لم يذكره المؤرخون، لكن يُرجَّح أنه مذهبيّ، بدليل أنَّهُ طيف به في شوارع المدينة، ونودي عليه: «هذا جزاءُ من يُحب أبا بكرٍ وعُمر».
ظهرت خِلال العصر الفاطمي عدَّة طوائف وجماعات دينيَّة انشقت عن الإسماعيليَّة، ومن هذه الطائفة الدُرزيَّة، وتفصيل ذلك أنَّ الحاكم بأمر الله أرسل إلى الشَّام داعيةً اسمه «مُحمَّد بن إسماعيل الدَرَزي» لينشر الدعوة بين أبنائها، فنزل الدَرَزي في وادي التيم من البقاع، حيثُ كثُر أتباعه، ولكنَّ الدَرَزي شذَّ عن الدعوة التي أوفده الحاكم لنشر مبادئها، ودعا لنفسه، فنبذه أتباعه وقتلوه وتبرَّأوا من الانتساب إليه. وكثُر الدُعاة وكثُر الموحدون الدروز في وادي التيم، ومنه انتشروا في صفد وجبل لُبنان وحوران والكرمل. وكان من أبرز الدُعاة حمزة بن عليّ الزوزني، الذي يعود الفضل إليه في توطيد الدعوة وصيانتها ووضع أُسس المذهب وفلسفته.

### العمارة والآثار

مسجد السيدة زينب بالقاهرة، منسوبٌ إلى زينب بنت عليّ بن أبي طالب.

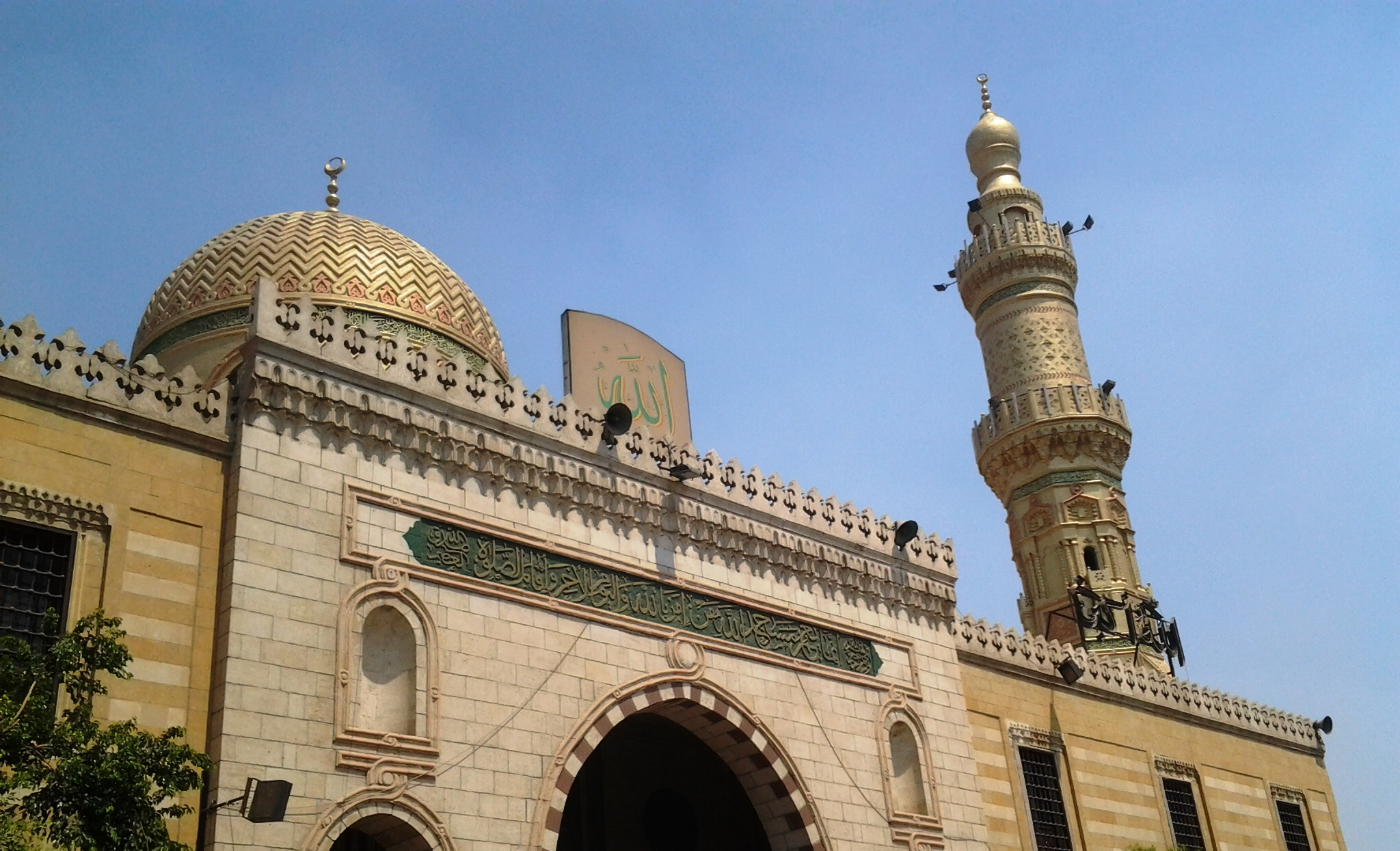
جامع السيدة نفيسة بالقاهرة. منسوبٌ إلى نفيسة بنت الحسن بن زيد بن الحسن بن عليّ بن أبي طالب.

ترك الفاطميُّون آثارًا معماريَّة كبيرة في المناطق التي حكموها، خصوصًا في عاصمتيهم بمصر وتونس. ظهرت العديد من الأنماط والأفكار المعماريَّة للمرَّة الأولى أثناء العصر الفاطمي، منها على سبيل المثال بناء واجهات المساجد بالحجر المنحوت والمزخرف عوضًا عن الطوب، كما هي الحال في مسجد الحاكم بأمر الله. وقد كانت تُبنَى القباب صغيرةً وبسيطة، وأصبحت تُشيَّد بشكلٍ مضلَّع في الفترة المتأخرة من العصر الفاطمي. أسَّس الفاطميون مدينة القاهرة على ضفاف نهر النيل سنة 358 هـ (969م)، وذلك بعد فتحهم لمصر مباشرةً، ليجعلوها العاصمة الجديدة لدولتهم. وقد أمر جوهر الصقلي بعد تأسيس المدينة ببناء أربعة أبوابٍ للقاهرة، هي باب النصر والفتوح وباب زويلة والقوس، وكذلك أمر بالشُّروع ببناء الجامع الأزهر عام 359 هـ. وتوسَّعت القاهرة مع الزَّمن، لتتحد بثلاث مدنٍ كانت قد بُنِيت سابقًا في المنطقة ذاتها، هي: الفسطاط من عصر الفتح الإسلامي، والعسكر من العصر العباسي، والقطائع من العصر الطولوني، وإنَّ اتحاد هذه المدن كلُّها مع القاهرة الفاطمية هو الذي أدَّى إلى ظهور القاهرة الحديثة. وازدهرت العمارة ازدهارًا كبيرًا في القاهرة، ومن أبرز الآثار المعماريَّة الباقية للفاطميين فيها الجامع الأزهر وجامع الحاكم بأمر الله.
تجمعُ العمارة الفاطميَّة، وفقًا للپروفسور إيرا لاپيديوس الأستاذ في جامعة كاليفورنيا، بركلي، بين عناصر شرقيَّة وغربيَّة، من أوائل عُصور الخِلافة الإسلاميَّة وحتّى العصر العبَّاسي، الأمر الذي يجعل من الصعب على أيِّ باحثٍ تصنيفها ضمن فئةٍ مُحددة. ومن أبرز المؤثرات في العمارة الفاطميَّة: العمارة العبَّاسيَّة في سامرَّاء، والعمارة القِبطيَّة في مصر، والعِمارة الروميَّة في الشَّام وبيزنطة. وكانت أغلبُ المباني الفاطميَّة تُشيَّدُ بواسطة الطوب في بادئ الأمر، ثُمَّ تحوَّل المُهندسون إلى استعمال الحجر النافر. وعني الفاطميّون بإنشاء وتشييد المشاهد والمزارات المُقدَّسة لآل البيت، فزيّنوا عاصمتهم القاهرة بعددٍ منها، استُعمل بعضُها لدفن الخُلفاء أنفسهم، وما زال عددٌ من هذه المزارات قائمٌ في مصر حتّى الزمن الحالي فيما زال بعضُها الآخر.

## الإرث الفاطمي
يدَّعي المُنتسبين إلى البُهرات: الداوديَّة، والسُليمانيَّة، والعلويَّة، أنَّ دُعاتهم مُتحدرون من الإمام الإسماعيلي الحادي والعشرين الطيب أبو القاسم بن المنصور، ابن الآمر بأحكام الله، وقسمٌ كبيرٌ منهم اليوم يتمركز في ولاية گُجرات بالهند مُنذ أن أرسلت ملكة اليمن أروى بنت أحمد بن مُحمَّد بن جعفر بن موسى الصليحي الإسماعيليَّة دُعاتها إلى غرب الهند لنشر الدعوة الإسماعيليَّة خلال النصف الثاني من القرن الحادي عشر الميلاديّ. وفي الزمن الحالي، فإنَّ إمام الإسماعيليَّة يُلقَّب آغا خان، ووفقًا للباحث والأكاديمي الإيراني فرهاد دفتري، فإنَّ هذا اللقب كان لقبًا تشريفيًّا خلعه الشاه فتح علي بن مُحمَّد خان القاجاري على حسن علي بن خليلُ الله شاه، إمامُ النزاريَّة السَّادس والأربعون، وتلقَّب به خُلفائه مُنذ ذلك الحين، وآخرهم شاه كريم بن عليّ سلمان الحُسيني، إمامُ الإسماعيليَّة الحالي.
أمَّا من الناحية المذهبيَّة، فقد أعاد الشاه إسماعيل بن حيدر الصفوي إحياء عددٍ من السُنن المذهبيَّة الشيعيَّة التي سنَّها الفاطميّون، عندما فتح مدينة تبريز سنة 907هـ المُوافقة لِسنة 1501م، وفرض المذهب الشيعي الاثنا عشري مذهبًا رسميًّا موحدًا للبلاد، فضرب النُقود باسمه وكتب عليها: «لا إله إلَّا الله مُحمَّد رسولُ الله عليٌّ وليُّ الله»، ثُمَّ أمر الخُطباء والمؤذنين بإضافة تشهُّد الشيعة في الآذان كما كان الأمر يجري في الدولة الفاطميَّة، أي «أشهدُ أنَّ عليًّا وليُّ الله» و«حيَّ على خيرِ العمل»، وقد سارت على أثره باقي السُلالات الشاهانيَّة الإيرانيَّة، واستمرَّ الأمر خلال عهد الجمهوريَّة الإسلاميَّة، كما سار عليه شيعة العالم في مساجدهم.

## آراء وأقوال بالدولة الفاطميَّة
تضاربت الآراء في الدولة الفاطميَّة لقلَّة الوثائق والمراجع العلميَّة الحياديَّة، فالأبحاث المُتوافرة اعتمدت إمَّا آراء أعداء الفاطميين والذين شككوا في نسبهم وطعنوا في تصرُّفاتهم، أو آراء المُغالين في التشيع لهم. ومُعظم المُؤرخين نقل المعلومات دون مُناقشة، وقليلٌ منهم من درس التاريخ الفاطميّ دراسةً أكاديميَّةً من بدايته إلى نهايته. لذا فإنَّ الآراء والأقوال المُتعلقة بهم وبدولتهم كثيرًا ما تكون إمَّا مُذمَّة أو كثيرة المدح، وبعضها القليل يقفُ موقفًا وسطيًّا، فيذكر ما للفاطميين من فضل على الحضارة الإسلاميَّة، وما كان لها من عُيوب. وقد بدأت الدراسات التاريخيَّة العربيَّة تُنصف الدولة الفاطميَّة بعض الانصاف بعد التدقيق في تاريخ هذه السُلالة، فعلى سبيل المِثال يقول الدكتور عبد المنعم ماجد، وهو أستاذ التاريخ الإسلامي بكُليَّة الآداب في جامعة عين شمس، أنَّ تاريخ الخلافة الفاطميَّة في مصر كان غامضًا للغاية، إذ كانت مُعظم مصادره التاريخيَّة لا تستقي من منابعها، أو أنها غير موجودة، أو مُزيَّفة أو مُضطربة، أو جافة، أو مُختصرة، فضلًا عن أنَّ مُعظمها مصادر أدبيَّة لا تُعطي فكرة صحيحة عنهم، غير أنَّ الوثائق أو المخطوطات المكتوبة بأقلامٍ مُعاصرة، مكَّنت الباحثين من تكوين فكرة عن التاريخ الصحيح لهذه الدولة.
يتَّجهُ الرأي العام الشيعي القديم والمُعاصر إلى التمجيد بالدولة الفاطميَّة، رُغم أنَّ غالب الشيعة يتبعون المذهب الجعفري الاثنا عشري، عكس الدولة الفاطميَّة التي اتبعت المذهب الإسماعيلي، ففي العهد الفاطميّ بدأ الشيعة يتحرّكون في بلاد الشَّام وينشطون ثقافيًّا وسياسيًّا. وعاشوا فترة حُريَّة واستقرار، نشطت فيها حركة التشيُّع في بلاد الشام. وعن هذه الفترة يقول الإمام جلالُ الدين السيوطي: «غَلَا الرَّفْضُ وَفَارَ فِي بِمِصْرَ وَالمَشْرِقِ وَالمَغْرِبِ». وقال بعضُ علماء الشيعة بأسبابٍ عديدة تدفع إلى تأييد الدولة الفاطميَّة والخُلفاء الفاطميين والإشادة بهم وبدولتهم، ومنها ما قاله العلَّأمة الشيخ علي الكوراني العامليّ، من أنَّ الفاطميين أحيوا سُننًا نبويَّةً كثيرة، ففقرة «حَيَّ على خير العمل» بحسبه كانت في الواقع جُزءًا من الآذان زمن الرسول مُحمَّد وأبي بكرٍ الصدِّيق وخلال قسم من خِلافة عُمر بن الخطَّاب، ثُمَّ أبطلها الأخير بحُجَّة أنَّ الناس قد يتصورون أنَّ الصَّلاة خيرٌ من الجهاد ويتركون فتح البلاد، رُغم اعتراض آل البيت وبعض الصَّحابة والتابعين. وقد زَعَمَ ذلك بعض المُؤرخين الشيعة قديمًا، مثل الفضل بن شاذان الذي ادعى أنّ الإمام أبو يُوسُف ومُحمَّد بن الحسن والإمام أبو حنيفة النُعمان، قَدْ قالوا: «كَانَ الآذَانُ عَلَى عَهْدِ رَسُوْلُ اللهِ  وَعَلَى عَهْدِ أَبِي بَكْرٍ وَصَدْرًا مِن خِلَافَةِ عُمَر  يُنَادَى فِيْهِ: "حَيَّ عَلَى خَيْرِ العَمَل"». هذا بالإضافة إلى تمسّك الفاطميين بالعقيدة الشيعيَّة القائلة بإمامة آل البيت من نسل عليّ بن أبي طالب وفاطمة الزهراء للأُمَّة الإسلاميَّة، ورفعهم الشهادة بذلك في الآذان: «أشهدُ أنَّ عليًّا وَليُّ الله» بعد أن فسَّر فُقهاء الشيعة بأنَّ الآية الخامسة والخمسين من سورة المائدة: ﴿إِنَّمَا وَلِيُّكُمُ اللَّهُ وَرَسُولُهُ وَالَّذِينَ آمَنُوا الَّذِينَ يُقِيمُونَ الصَّلاةَ وَيُؤْتُونَ الزَّكَاةَ وَهُمْ رَاكِعُونَ﴾ نزلت بحق عليّ بن أبي طالب.

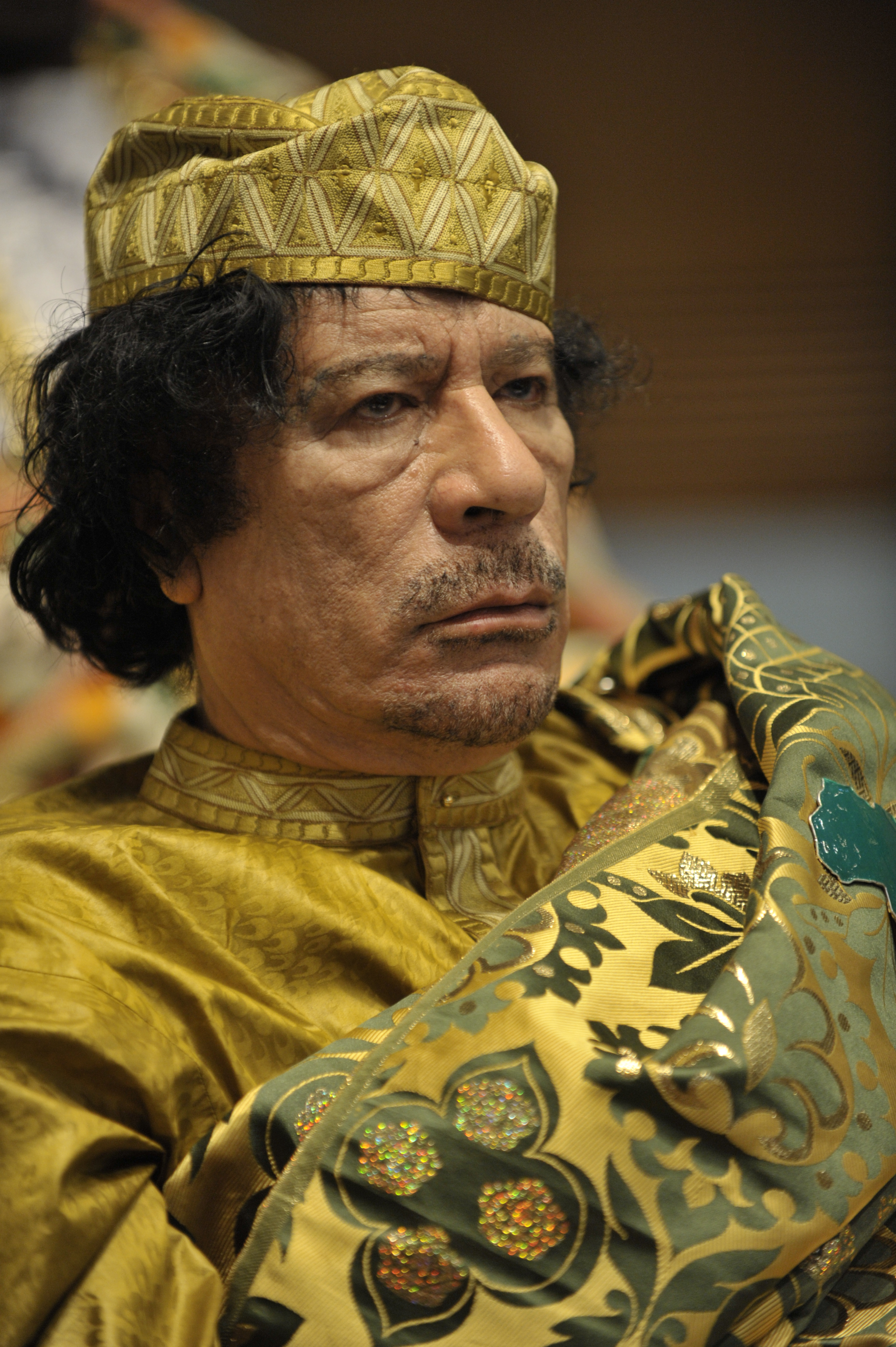
مُعمَّر القذَّافي، زعيمُ ليبيا مُنذُ سنة 1969 حتّى سنة 2011م. أعلن في إحدى تصريحاته أنَّه ينوي إحياء الخِلافة الفاطميَّة مُجددًا.

بالمُقابل، انقسم عُلماء أهل السُنَّة إلى ثلاثة أقسام: قسمٌ يرى بأنَّ الدولة الفاطميَّة يسري عليها ما يسري على أغلب حقب الحُكم في التاريخ العربي والإسلامي عمومًا. أي لها من الانجازات الكثير، ولها من الخطايا الكثير أيضًا، وأنَّه من الخطأ الكبير أن تكون العصبيَّة والمذهبيَّة هي التي تُملي هذه المواقف الصادمة والجائرة بحق حقبة تاريخيَّة بأكملها والغض عن كُل الإيجابيَّات التي قدمتها الدولة الفاطميَّة، وعدم رؤية إلَّا ما هو سلبي أو التضخيم لبعضها، إلى حد التنكر لهذه الدولة وكأنَّها الحقبة الفاصلة بين تاريخين إسلاميين ولا شأن لها بالإسلام. وقسمٌ آخر يؤيَّد خِلافة الفاطميين ويؤكِّد نسبهم العَلوي ويُدافع عنهم، ومن أبرز عُلماء أهل السُنَّة القائلين بذلك: قديمًا المقريزي وابن خلدون، ومن المُعاصرين: عبَّاس محمود العقَّاد، الذي وصف اتهام الفاطميين في نسبهم بالدعوى المُنتظرة، وأنَّ البواعث إليها كانت مُتعددة مؤكدًا أنَّ ذلك مرجعه إلى أنَّ الفاطميين كان يطلبون الخِلافة ويعتمدون في طلبها على النسب وكانوا يُهددون بمساعيهم في طلب الخِلافة خصومًا كثيرين يملكون الدول في المشرق والمغرب ولا يُريدون النزول عمَّا ملكوه، أو لا يُريدون بعبارةٍ أُخرى أن يسلموا للفاطميين صحَّة النسب الذي يعتمدون عليه. أمَّا القسم الثالث والأخير من عُلماء أهل السُنَّة، فلا يعترفون بشرعيَّة الخِلافة الفاطميَّة، ويعتبرونها قد أضرَّت الإسلام والمُسلمين، فقد اعتبر ابن كثير أنَّ الخُلفاء الفاطميين كانوا من أجبر زُعماء المُسلمين وأظلمهم، وأنجسِ الملوكِ سيرةً، وأخبثهم سريرة، وأنَّه من كثرة خبثهم ونفاقهم ظهرت في دولتهم البدعُ والمُنكراتُ وكثر أهلُ الفسادِ، وقلَّ عندهم الصالحون من العُلماءِ والعبادِ، و«كثر بأرضِ الشامِ النصرانيةُ والدرزيةُ والحشيشيةُ» نتيجة سوء تدبيرهم وإدارتهم، وكان من نتيجة ذلك أن أخذ الإفرنج بيت المقدس. وأورد هؤلاء بطش الفاطميين ببعض عُلماء أهل السُنَّة، ومنهم الإمام أبو بكر مُحمَّد بن أحمد بن سهل الرملي، الشهير بابن النابلسي، الذي قيل بأنَّهُ تهجَّم على المُعز لدين الله وقال له وجهًا لوجه أنَّهُ يجب على المُسلمين قتال الفاطميين كونهم غيّروا دين الأُمَّة وادعوا ما ليس لهم وقتلوا الصالحين، فأمر المُعز أن يُضرب النابلسي ضربًا مُبرحًا، ثُم أن يُسلخ جلده حيًّا. كما يروي أصحاب هذا الاتجاه أنَّ عُبيد الله المهدي لمَّا دخل القيروان أمر بتعليق رؤوس الأكباش والحُمر على الحوانيت عليها قراطيس معلقة فيها أسماء الصحابـة، الأمر الذي أدّى إلى انتفاض وثورة عُلماء المالكيَّة.

وفي الزمن المُعاصر، أصدت اللجنة الدائمة للبحوث العلمية والإفتاء بالمملكة العربيَّة السُعوديَّة فتوى جاء فيها أنَّهُ بعد الاطلاع على أقوال العُلماء والمؤرخين تبيَّن أنَّ الدولة الفاطميَّة كان لها من الضرر والإضرار بالمُسلمين ما يكفي في دفع كُل ما يرفع لواءها ويدعو بدعواتها، وأنَّها دولةٌ ضالَّة لا يجوز الدعوة إليها، لأنَّ هذه الدعوة غش وخيانة للإسلام وأهله. وجاءت هذه الفتوى ردًا على كلامٍ صرَّح به الزعيم الليبي آنذاك، مُعمَّر القذَّافي، قائلًا أنه ينوي إقامة الخِلافة الفاطميَّة الثانية، حيث ورد عن لسانه:
| الدولة الفاطمية | إنَّ الدَّوْلَةَ الفَاطِمِيَّةَ الجَدِيْدَة هِيَ تَارِيْخُنَا، هِيَ مُلْكُنَا، هِيَ إِرْثُنَا. نَحْنُ صَنَعْنَا الدَّوْلَةَ الفَاطِمِيَّةَ الأُوْلَى وَسَنَصْنَعُ الدَّوْلَةَ الفَاطِمِيَّةَ الثَّانِيَةَ، هَذِهِ دَوْلَتُنَا وَلَيْسَ مِن حَقِّ أحَدٍ أَن يَحْتَجَّ عَلَيْنَا وَمَن يَحْتَجُّ عَلَيْنَا هُوَ يَنْبَح، هِيَ دَوْلَتُنَا أُقِيْمَت فَوْقَ هَذِهِ الأَرْض، أَقَامَهَا أَجْدَادُنَا، وَلَوْلَا الفَاطِمِيُّونَ مَا كَانَتِ القَاهِرَة، فَالقَاهِرَةُ فَاطِمِيَّةٌ مَائَة فِي المَائَة، وَالأَزْهَرُ هُوَ مَسْجِدُ فَاطِمَةَ الزَّهْرَاء وَهُوَ قَلْعَةٌ مِن قِلَاعِ الفَاطِمِيَّةِ، رَاجِعُوْا كُلَّ ثَقَافَتِكُم وَأَعْيَادِكُم وَمَوَاسِمِكُم فِيْ شَمَالِ أَفْرِيْقِيَا، كُلَّهَا شِيْعِيَّة، وَأوَّلُ دَوْلّةٍ شِيْعِيَّةٍ فِي التَّارِيْخِ فِي أَفْرِيْقِيَا هِيَ الدَّوْلَةَ الفَاطِمِيَّةَ، وَلَن نَعْتَرِفَ بَعْدَ اليَوْمِ بِإِمَامَةِ أيِّ حَاكِمٍ يُرِيْدُ أن يَعْمَلَ دَوْلَةً دِيْنِيَّةٍ مَا لَم يَكُن مِن آلِ البَيْتِ الذِيْنَ لَهُم الحقُّ الإِلَهِيُّ فِي الحُكْمِ. | الدولة الفاطمية |

### حواشٍ
- 1: مبدأ ستر الإمام هو نهج انتهجه أئمَّة الإسماعيليَّة ليتخفّوا عن عيون أعدائهم، وبالمقام الأوَّل العبَّاسيين، ومفاد هذا المبدأ أنَّ الإمام يستتر حتّى عن أتباعه ومؤيديه، فلا يعرفه منهم سوى المُقربون وخواص الخواص من شيعته. وقد قام الإسماعيليّون بتغطية هذه الفترة الغامضة وإخفائها بشكلٍ مُحكم، الأمر الذي أثار الشُكوك حول أُصولهم الفعليَّة وإن كانوا علويِّين أم لا، فاستند رافضوا هذه الفكرة إلى هذه المرحلة لدحض الرأي القائل بنسبهم الشريف. يقول الدكتور مُحمَّد كامل حسين عن هذه الفترة: «إنَّها فترةٌ غامضةٌ أشدَّ الغُموضِ، حتَّى أنَّ بعض مؤرخي وكُتَّاب الإسماعيليَّة تحدثوا عن هذه الفترة رمزًا دون تصريحٍ مما يجعلُ موضوع الحديث عن دور الستر شاقًّا وعسيرًا على كُلِّ باحثٍ في تاريخ الإسماعيليَّة».[253]
- 2: أبو الخطَّاب مُحمَّد بن أبي زينب الأسدي الأجدع، هو من موالي بني أسد. كان مُقرَّبًا من الإمامين مُحمَّد الباقر وجعفر الصَّادق، وظلَّ أحد أتباعهما المُخلصين حتَّى تبرَّأ منه الإمام جعفر الصَّادق بفعل آرائه المُتطرِّفة والغالية،[254] وورد لعنه على لسان عددٍ من الرُواة، فعلى سبيل المِثال قال ابن الغضائري: «مُحَمَّد بن أبي زينب أبو الخطّاب الأجذع الزرّاد، مولى بني أسد: لعنه اللّه ، أمرُهُ شهيرٌ، وأرى تركُ ما يقولُ أصحابُنا حدَّثنا أبو الخطَّابِ في حال استقامتهِ».[255]
- 3: ذكر عُبيد الله المهدي نسبه في الرِّسالة التي أرسلها إلى اليمن، فقال: «وَالوَلِيُّ عَلِيُّ بن الحُسَيْن بن عَلِيّ بن أحْمَد بن عَبْدُ الله، بن عَبْدُ الله ثَانِيَةً، بن جَعْفَر بن مُحَمَّد بن عَلِيّ بن الحُسَيْن بن عَلِيٍّ بن أَبِي طَالِب...» واسمهُ الظَّاهر عبدُ الله بن مُحمَّد لأنَّهُ ابن مُحمَّد بن بن أحمد في الباطن، وعليه يكون مُحمَّد أبا المهدي الباطن ليس مثل المهدي بن إسماعيل.[256]
- 4: أبو عبدُ الله الحُسين بن أحمد الدَّاعي الشيعي، هو صاحب المرحلة الثانية للدعوة الإسماعيليَّة في المغرب، وانتقلت على يديه من الإعداد النظري إلى الدور العملي الماديّ لبناء دولة آل البيت. كان رجُلًا صوفيًّا جارًا لأبي عليّ الدَّاعي في الكوفة. وصفه القاضي النُعمان بقوله: «وَكَانَ ذَا عِلْمٍ وَعَقْلٍ وَدِيْنٍ وَوَرَعٍ، وَأمَانَةٍ وَنَزَاهَةٍ، أضَافَ أكْثَرَ عِلْمِ البَاطِنِ، وَنَظَرٌ فِي عِلْمِ الظَّاهِرِ لَمً يُبَالَغ فِيْهِ».[34] وعُرف بالمُعلِّم لأنَّهُ كان يُعلِّمُ مذهب الإماميَّة الباطنيَّة، وسُمِّي بالمُحتسب لأنَّهُ عمل مُحتسبًا في سوق الغزل بالبصرة، وعُرف أيضًا بالصوفيّ لأنَّه كان يلبسُ الثياب الخشنة كسائر المُتصوِّفين. كان على شيءٍ من الذكاء والمهارة، استغلَّهما في الوصول إلى ما يُريد.[257]
- 5: من التطوُّرات السياسيَّة التي دفعت عُبيد الله المهدي إلى مُغادرة سلميَّة: انقسام الحركة الإسماعيليَّة وانشقاقها على نفسها بفعل بعض التغييرات التنظيميَّة ممَّا أدّى إلى مُهاجمة القرامطة مركز الدعوة في سلميَّة. وكشف العبَّاسيين لشخصيَّة المهدي ومُلاحقتهم إيَّاه، ورواج الدعوة الإسماعيليَّة في العالم الإسلامي ممَّا أذن بضرورة ظُهور الإمام المستور وانتهاء دور الستر.[51]
- 6: كان اسم المدينة في البداية «المنصوريَّة»، وظلَّ الاسم هكذا لمدَّة أربع سنوات، ثم سُمِّيت «القاهرة المعزِّيَّة» نسبةً إلى الخليفة الفاطمي الرابع المعز لدين الله، ويُقَال إن اسم «القاهرة» جاء من أمل معزّ الدين بقهر الخلافة العباسية واستبدالها بالفاطميَّة.[237]
- 7: حمدان بن الأشعث القِرمِطيّ. كان رجُلًا أحمر العينين يحملُ على أثوارٍ له، وكان أهلُ القرية يُسمّونهُ «كرميتة»، وهو بالنبطيَّة أحمرُ العينين. ويبدو أنَّ مرحلة التستُّر والتخفّي التي كان يُمارسها الدُعاة فرضت على حمدان تلك المهنة لإخفاء مهنته الرئيسيَّة. وفي روايةٍ لابن العديم أنَّ لفظة «قرامطة» إنَّما هي نسبةً إلى مذهبٍ يُقالُ له القرامطة خارج عن مذاهب الإسلام، فيكون على هذه المقالة عزوه إلى مذهبٍ باطلٍ لا إلى رجُلٍ، ويتوافق ذلك مع القول بأنَّ كلمة «قرمطة» هي كلمة آراميَّة تعني «العِلمُ السريُّ»، والمعنى الذي تدلُّ عليه كلمة «قرامطة»، وهو «السريُّ»، يتَّفقُ مع لقب «الباطنيَّة»، وهو القول بوجود علمٌ ظاهريٌّ وعلمٌ داخليٌّ خاص. وعلى هذا يكون معنى القرامطة هو الباطنيَّة.[258][259]

### بِاللُغة العربيَّة
1. ↑  يذكُرُ المؤرِّخ المغربي أبو عبد الله مُحمَّد بن عليّ بن حمَّاد (توفي حوالي سنة 1230م) في مؤلَّفه حامل عنوان أخبارُ مُلوك بني عُبيد (طباعة باريس، 1927م، ص. 57) أنَّ أمير المؤمنين إسماعيل المنصور بالله جاء إلى القيروان سنة 948م بعد انتصاره على أبو يزيد مخلد بن كيراد حيثُ قابله الأعيان والحُكَّام مُمتطين خيولًا مُطهَّمة وحاملين راياتٍ خضراء.
2. ↑  الطالبي 1985، صفحة 642-643
3. 1 2 3  طقوش 2014، صفحة 53-54
4. ↑  جحا/البعلبكي/عثمان ج6 1992، صفحة 39
5. 1 2 3  جحا/البعلبكي/عثمان ج6 1992، صفحة 34-36
6. ↑  الطبريّ، أبو جعفر مُحمَّد بن جُرير؛ تحقيق مُحمَّد أبو الفضل إبراهيم (1960). تاريخ الرسل والملوك، الجزء العاشر. القاهرة - مصر: دار المعارف. ص. 95.
7. ↑  دائرة المعارف الإسلاميَّة، الجزء الخامس والعشرين (ط. الأولى). بيروت - لبنان: دار المعرفة ومركز الشارقة للإبداع الفكري. 1998. ص. 7735.
8. ↑  زكَّار، سُهيل (1987). الجامع في أخبار القرامطة في الأحساء - اليمن - الشام - العراق، الجزء الأوَّل. دمشق - سوريا: دار حسَّان. ص. 287.
9. 1 2  فيَّاض، نبيل (1420هـ - 1999م). "الطائفة الإسماعيليَّة جسرٌ يربطُ الدين بالعقل". مجلَّة الموسم. محمد سعيد الطريحي ع. العددان 43 و44: صفحة 152. ISSN:1384-2773. {{استشهاد بدورية محكمة}}: تحقق من التاريخ في: |تاريخ= (مساعدة)
10. 1 2 3  طقوش 2014، صفحة 55-56
11. 1 2  ابن النديم؛ تحقيق الشيخ إبراهيم رمضان (1994). الفهرست (ط. الأولى). بيروت - لبنان: دار المعرفة. ص. 233.
12. ↑  ابن أيبك الدواداري، أبو بكر عبدُ الله؛ تحقيق صلاحُ الدين المُنجِّد (1961). كنزُ الثُرر وجامع الغُرر، الجزء السَّادس المُسمّى «الدُرَّة المُضيَّة في أخبار الدولة الفاطميَّة». القاهرة - مصر: المعهد الألماني للآثار. ص. 6 - 21.
13. ↑  دفتري، فرهاد؛ ترجمة وتحقيق: سيف الدين القصير (2007). الإسماعيليَّون في العصر الوسيط – تاريخهم وفكرهم (ط. الثانية). بغداد - العراق: دار المدى للطباعة والنشر والتوزيع. ص. 19.
14. ↑  غالب، مُصطفى (1965). تاريخ الدعوة الإسماعيليَّة (ط. الثالثة). بيروت - لُبنان: دار الأندلس للطباعة والنشر والتوزيع. ص. 138.
15. ↑  معجم رجال الحديث - السيد الخوئي - ج 20 - الصفحة 125 نسخة محفوظة 20 يوليو 2014 على موقع واي باك مشين.
16. ↑  الكتب » سير أعلام النبلاء الذهبي» الطبقة التاسعة» عَبْد اللَّهِ بْن ميمون القداح المكي نسخة محفوظة 19 يوليو 2014 على موقع واي باك مشين.
17. ↑  العسقلاني، الحافظ أبو الفضل أحمد بن علي بن محمد بن أحمد بن حجر؛ تحقيق: محمد عوامة (1406هـ - 1986م). تقريب التهذيب، الجزء الأوَّل (ط. الأولى). حلب - سوريا: دار الرشيد. ص. 455. {{استشهاد بكتاب}}: تحقق من التاريخ في: |سنة= (مساعدة)
18. ↑  طقوش 2014، صفحة 57
19. ↑  القُرشي، إدريس عمادُ الدين؛ تحقيق مُصطفى غالب (1968). عيون الأخبار وفنون الآثار، السبع الرَّابع (ط. الثانية). بيروت - لُبنان: دار الأندلس للطباعة والنشر والتوزيع. ص. 393 - 394.
20. ↑  ابن فهد، عُمر بن مُحمَّد المكّي؛ تقديم حُسين فيَّض الله الهمذاني (1958). نسب الخُلفاء الفاطميين. القاهرة - مصر: الجامعة الأمريكية بالقاهرة. ص. 10.
21. ↑  ابن حزم، أبو مُحمَّد عليّ بن أحمد بن سعيد الأندلُسيّ؛ تحقيق لجنة من العُلماء (1403هـ - 1983م). جمهرة أنساب العرب (ط. الأولى). بيروت - لُبنان: دار الكُتب العلميَّة. ص. 59. {{استشهاد بكتاب}}: تحقق من التاريخ في: |سنة= (مساعدة)
22. ↑  النوبختي، أبو عبدُ الله مُحمَّد الحسن بن موسى؛ تحقيق هيلموت ريتر (1931). فرق الشيعة. إسطنبول - تُركيَّا. ص. 65 - 66.{{استشهاد بكتاب}}:  صيانة الاستشهاد: مكان بدون ناشر (link)
23. ↑  القِمّي، أبو القاسم سعد بن عبدُ الله الأشعري؛ تحقيق مُحمَّد مشكور (1963). المقالات والفِرق. طهران - إيران. ص. 87 - 88 و163 - 164.{{استشهاد بكتاب}}:  صيانة الاستشهاد: مكان بدون ناشر (link)
24. ↑  القُرشي، إدريس عمادُ الدين؛ تحقيق مُصطفى غالب (1968). عيون الأخبار وفُنون الآثار، السبع الرابع (ط. الثانية). بيروت - لُبنان: دار الأندلس للطباعة والنشر والتوزيع. ص. 363 - 404.
25. ↑  طقوش 2014، صفحة 59
26. ↑  دائرة المعارف الإسلاميَّة، الجزء الخامس والعشرين (ط. الأولى). بيروت - لبنان: دار المعرفة ومركز الشارقة للإبداع الفكري. 1998. ص. 738.
27. ↑  لويس، برنارد؛ تحقيق خليل أحمد خليل (1993). أُصول الإسماعيليَّة والفاطميَّة والقُرمُطيَّة (ط. الثالثة). بيروت - لُبنان: دار الحداثة للطباعة والنشر. ص. 33 و37.
28. ↑  لويس، برنارد؛ تحقيق خليل أحمد خليل (1993). أُصول الإسماعيليَّة والفاطميَّة والقُرمُطيَّة (ط. الثالثة). بيروت - لُبنان: دار الحداثة للطباعة والنشر. ص. 33 وما بعدها، والصفحة 160 - 163.
29. ↑  الدشراوي، فرحات؛ ترجمة حمَّادي الساحليّ (1994). الخلافة الفاطمية بالمغرب 296-365هـ / 909-975م (ط. الأولى). بيروت - لُبنان: دار الغرب الإسلامي. ص. 67.
30. ↑  اليعقوبي، أبو يعقوب أحمد بن إسحٰق بن جعفر بن وهب بن واضح؛ تحقيق مُحمَّد أمين الضنَّاوي (1422هـ - 2002م). كتابُ البُلدان (ط. الأولى). بيروت - لُبنان: دار الكُتب العلميَّة. ص. 351 - 352 و356. ISBN:2745134191. {{استشهاد بكتاب}}: تحقق من التاريخ في: |سنة= (مساعدة)
31. 1 2  القاضي النعمان 1970، صفحة 54
32. ↑  الطالبي 1995، صفحة 656
33. ↑  البكري، أبو عبدُ الله بن عبدُ العزيز (1911). المُغرِّب في ذكر بلاد إفريقية والمغرب. باريس - فرنسا. ص. 57.{{استشهاد بكتاب}}:  صيانة الاستشهاد: مكان بدون ناشر (link)
34. 1 2 3  القاضي النعمان 1970، صفحة 57-58
35. ↑  القاضي النعمان 1970، صفحة 60
36. ↑  ابن خلدون، أبو زيد عبدُ الرحمٰن مُحمَّد بن مُحمَّد؛ تحقيق: خليل شحادة وسُهيل زكَّار (1408هـ - 1988م). كتاب العِبر وديوان المبتدأ والخبر في تاريخ العرب والبربر ومن عاصرهم من ذوي الشأن الأكبر (تاريخ ابن خلدون)، الجزء الرَّابع (ط. الثانية). بيروت - لُبنان: دار الفكر. ص. 62 - 63. {{استشهاد بكتاب}}: تحقق من التاريخ في: |سنة= (مساعدة)
37. ↑  المقريزي، تقيُّ الدين أحمد بن عليّ بن عبدُ القادر؛ تحقيق الدكتور جمالُ الدين الشيَّال (1416هـ - 1996م). اتعاظ الحنفاء بأخبار الأئمة الفاطميين الخلفاء، الجزء الأوَّل (ط. الثانية). القاهرة - مصر: المجلس الأعلى للشؤون الإسلاميَّة. ص. 55. {{استشهاد بكتاب}}: تحقق من التاريخ في: |سنة= (مساعدة)
38. ↑  ابن عذاري المُرَّاكشي، أبو عبدُ الله مُحمَّد بن مُحمَّد؛ تحقيق ومُراجعة: كولان وليڤي بروڤنسال (1995). البيان المُغرِّب في أخبار الأندلس والمغرب، الجزء الأوَّل (ط. الخامسة). بيروت - لُبنان: دار الثقافة. ص. 125.
39. 1 2  القاضي النعمان 1970، صفحة 71-73
40. ↑  الدشراوي، فرحات؛ ترجمة: حمَّادي السَّاحليّ (1994). الخلافة الفاطميَّة بالمغرب 296-365هـ / 909-975م (ط. الأولى). بيروت - لُبنان: دار الغرب الإسلامي. ص. 92.
41. ↑  الطالبي 1995، صفحة 706
42. ↑  الدشراوي، فرحات؛ ترجمة: حمَّادي السَّاحليّ (1994). الخلافة الفاطميَّة بالمغرب 296-365هـ / 909-975م (ط. الأولى). بيروت - لُبنان: دار الغرب الإسلامي. ص. 99.
43. ↑  القاضي النعمان 1970، صفحة 137-138
44. 1 2  القاضي النعمان 1970، صفحة 154-156
45. ↑  القاضي النعمان 1970، صفحة 163-165
46. ↑  الحموي، شهابُ الدين أبو عبدُ الله ياقوت بن عبدُ الله الرومي؛ تحقيق فريد عبدُ العزيز الجُندي (2012). مُعجم البُلدان، الجزء الأوَّل (ط. الثانية). بيروت - لُبنان: دار الكُتب العلميَّة. ص. 325. ISBN:2745114328.
47. ↑  الدشراوي، فرحات؛ ترجمة حمَّادي الساحليّ (1994). الخلافة الفاطمية بالمغرب 296-365هـ / 909-975م (ط. الأولى). بيروت - لُبنان: دار الغرب الإسلامي. ص. 157.
48. ↑  ابن عذاري المُرَّاكشي، أبو عبدُ الله مُحمَّد بن مُحمَّد؛ تحقيق ومُراجعة: كولان وليڤي بروڤنسال (1995). البيان المُغرِّب في أخبار الأندلس والمغرب، الجزء الأوَّل (ط. الخامسة). بيروت - لُبنان: دار الثقافة. ص. 149.
49. ↑  السرجاني 2005، صفحة 416-415
50. ↑  حسن، حسن إبراهيم (1981). تاريخ الدولة الفاطميَّة في المغرب، ومصر، وسورية، وبلاد العرب (ط. الرَّابعة). القاهرة - مصر: مكتبة النهضة المصريَّة. ص. 52.
51. 1 2 3  طقوش 2014، صفحة 74-75
52. ↑  ابن الأثير، عزُّ الدين أبي الحسن عليّ بن أبي الكرم مُحمَّد الشِّيباني؛ تحقيق: أبو الفداء عبدُ الله القاضي (1407هـ - 1987م). الكامل في التاريخ، الجزء السَّادس (ط. الأولى). بيروت - لُبنان: دار الكُتب العلميَّة. ص. 597. {{استشهاد بكتاب}}: تحقق من التاريخ في: |سنة= (مساعدة)
53. ↑  القاضي النعمان 1970، صفحة 239
54. ↑  الأنطاكي، يحيى بن سعيد بن يحيى؛ تحقيق: عُمر عبد السَّلام تدمُريّ (1990). تاريخ الأنطاكي، المعروف بصلة تاريخ أوتيخا (ط. الأولى). طرابلس - لُبنان: جروس برس. ص. 65.
55. ↑  القاضي النعمان 1970، صفحة 245-254
56. 1 2 3  السرجاني 2005، صفحة 416-417
57. 1 2  العش 1982، صفحة 210
58. ↑  العش 1982، صفحة 211
59. ↑  كيرة 2004، صفحة 44
60. ↑  كيرة 2004، صفحة 45
61. ↑  كيرة 2004، صفحة 47
62. ↑  العش 1982، صفحة 213
63. 1 2  العش 1982، صفحة 215
64. ↑  كيرة 2004، صفحة 48
65. ↑  كيرة 2004، صفحة 49
66. ↑  كيرة 2004، صفحة 50-51
67. 1 2  العش 1982، صفحة 216
68. ↑  كيرة 2004، صفحة 51
69. ↑  محمد كمال شبانة (1429 هـ - 2008م). الدويلات الإسلامية في المغرب: دراسة تاريخية حضارية (ط. الأولى). القاهرة - مصر: دار العالم العربي. ص. 145. {{استشهاد بكتاب}}: تحقق من التاريخ في: |سنة= (مساعدة)
70. ↑  كيرة 2004، صفحة 55
71. 1 2  العش 1982، صفحة 217
72. ↑  جحا/البعلبكي/عثمان ج6 1992، صفحة 32
73. 1 2  العش 1982، صفحة 221
74. 1 2  وفاة الخليفة الفاطمي العزيز بالله. مفكر الإسلام. تاريخ النشر 07-09-2010. تاريخ الولوج 18-07-2014. نسخة محفوظة 12 يونيو 2016 على موقع واي باك مشين.
75. 1 2  العش & 1982 p222
76. ↑  العش & 1982 p223
77. ↑  تراجم الأعلام - الحاكم بأمر الله. المكتبة الإسلامية، إسلام ويب. تاريخ الولوج 18-07-2014. نسخة محفوظة 25 يوليو 2014 على موقع واي باك مشين.
78. 1 2 3 4  العش & 1982 p224
79. ↑  النجوم الزاهرة في ملوك مصر والقاهرة، لصاحبه ابن تغري. المجلد الأول، ص471. رابط إلكتروني. نسخة محفوظة 04 مارس 2016 على موقع واي باك مشين.
80. ↑  البداية والنهاية، لصاحبه ابن كثير. المجلد الثاني عشر، ص183. رابط إلكتروني. نسخة محفوظة 08 أغسطس 2014 على موقع واي باك مشين.
81. 1 2 3  وفاة الخليقة المستنصر. مفكر الإسلام. تاريخ النشر 14-11-2011. تاريخ الولوج 19-07-2014. نسخة محفوظة 08 مارس 2016 على موقع واي باك مشين.
82. 1 2 3  العش & 1982 p225
83. 1 2  برجاوي & 1984 p163
84. ↑  النجوم الزاهرة في ملوك مصر والقاهرة، لصاحبه ابن تغري. المجلد الأول، ص490. رابط إلكتروني. نسخة محفوظة 08 أغسطس 2014 على موقع واي باك مشين.
85. ↑  السرجاني 2005، صفحة 423
86. 1 2 3 4  السرجاني 2005، صفحة 424
87. 1 2  العش & 1982 p226
88. 1 2  برجاوي & 1984 p163-169
89. ↑  برجاوي & 1984 p171
90. 1 2 3 4 5  السرجاني 2005، صفحة 425
91. ↑  نصيب الحافظ لدين الله خليفة للعبيديين (الفاطميين) واستبداد الوزير بالأمر وحجره على الخليفة. الدرر السنيَّة. تاريخ الولوج 22-07-2014. نسخة محفوظة 14 مارس 2016 على موقع واي باك مشين.
92. 1 2 3  الحافظ لديه الله - المكتبة الإسلامية. إسلام ويب. تاريخ الولوج 22-07-2014. نسخة محفوظة 26 يوليو 2014 على موقع واي باك مشين.
93. ↑  السرجاني 2005، صفحة 426
94. ↑  السرجاني 2005، صفحة 428
95. ↑  السيِّد، أيمن فؤاد (2000). الدولة الفاطميَّة في مصر: تفسير جديد (ط. الأولى). القاهرة - مصر: الدار المصريَّة اللُبنانيَّة. ص. 234 - 235.
96. ↑  ابن واصل، جمالُ الدين أبو عبدَ الله مُحمَّد بن سليم الشافعيّ؛ تحقيق: عُمر عبدُ السلام تدمُري (2004). مُفرج الكُروب في أخبار بني أيّوب، الجزء الأوَّل (ط. الأولى). بيروت - لُبنان: المكتبة العصريَّة للطباعة والنشر. ص. 174. ISBN:995334289X.
97. 1 2  أبو شامة، شهابُ الدين عبدُ الرحمٰن إسماعيل بن إبراهيم المقدسي الدمشقي؛ تحقيق: إبراهيم الزيبق (1997). كتاب الروضتين في أخبار الدولتين النوريَّة والصلاحيَّة، الجزء الأوَّل (ط. الأولى). القاهرة - مصر: دار المعارف. ص. 450 - 452.
98. 1 2  الصّوري، وِليم؛ ترجمة وتحقيق حسن حبشي (1991). الحروب الصليبيَّة، الجزء الثاني (ط. الأولى). القاهرة - مصر: الهيئة المصريَّة العامَّة للكتاب. ص. 938.
99. 1 2  ابن واصل، جمالُ الدين أبو عبدَ الله مُحمَّد بن سليم الشافعيّ؛ تحقيق: عُمر عبدُ السلام تدمُري (2004). مُفرج الكُروب في أخبار بني أيّوب، الجزء الأوَّل (ط. الأولى). بيروت - لُبنان: المكتبة العصريَّة للطباعة والنشر. ص. 175 - 177. ISBN:995334289X.
100. ↑  ابن الأثير، عزُّ الدين أبي الحسن عليّ بن أبي الكرم مُحمَّد الشِّيباني؛ تحقيق: أبو الفداء عبدُ الله القاضي (1407هـ - 1987م). الكامل في التاريخ، الجزء التاسع (ط. الأولى). بيروت - لُبنان: دار الكُتب العلميَّة. ص. 350. {{استشهاد بكتاب}}: تحقق من التاريخ في: |سنة= (مساعدة)
101. ↑  عمران، محمود سعيد (1998). معالم التاريخ الإسلامي الوسيط (ط. الأولى). بيروت - لُبنان: دار النهضة العربيَّة. ص. 166.
102. ↑  طقوش 2014، صفحة 517
103. ↑  ابن الأثير، عزُّ الدين أبي الحسن عليّ بن أبي الكرم مُحمَّد الشِّيباني؛ تحقيق: عبدُ القادر أحمد طليمات (1995). التاريخ الباهر في الدولة الأتابكيَّة (ط. الثانية). القاهرة - مصر: دار الكُتب الحديثة. ص. 156.
104. 1 2  ابن الأثير، عزُّ الدين أبي الحسن عليّ بن أبي الكرم مُحمَّد الشِّيباني؛ تحقيق: أبو الفداء عبدُ الله القاضي (1407هـ - 1987م). الكامل في التاريخ، الجزء التاسع (ط. الأولى). بيروت - لُبنان: دار الكُتب العلميَّة. ص. 365. {{استشهاد بكتاب}}: تحقق من التاريخ في: |سنة= (مساعدة)
105. ↑  ابن تغري بردي، أبو المحاسن جمالُ الدين يُوسُف بن الأمير سيفُ الدين؛ قدَّم له وعلَّق عليه: مُحمَّد حُسين شمسُ الدين (1413هـ - 1992م). النجوم الزاهرة في ملوك مصر والقاهرة، الجزء الخامس (ط. الأولى). القاهرة - مصر: وزارة الثقافة والإرشاد القومي، دار الكتب. ص. 356. {{استشهاد بكتاب}}: تحقق من التاريخ في: |سنة= (مساعدة)
106. 1 2 3  جريدة النبأ. العدد 38 - رجب 1420هـ: المزايا السياسيَّة والفكريَّة لنظام الدولة الفاطميَّة نسخة محفوظة 17 سبتمبر 2017 على موقع واي باك مشين.
107. ↑  جريدة الأهرام: الألقاب الفخريَّة في الدولة الإسلاميَّة. بقلم: شريفة عوض. تاريخ النشر: 2 أبريل 1991م نسخة محفوظة 8 أغسطس 2014 على موقع واي باك مشين.
108. 1 2  موقع نداءُ الإيمان؛ كتاب: اتعاظ الحنفاء بأخبار الأئمة الفاطميين الخلفاء نسخة محفوظة 12 أغسطس 2014 على موقع واي باك مشين.
109. ↑  شبارو، عصام محمد (1995م). الدولة العربيَّة الإسلاميَّة الأولى (1-41هـ/623-661م) (ط. 3). بيروت-لبنان: دار النهضة العربيَّة. ص. 375. {{استشهاد بكتاب}}: تحقق من التاريخ في: |سنة= (مساعدة)
110. ↑  المقريزي، تقيُّ الدين أحمد بن عليّ بن عبدُ القادر؛ تحقيق الدكتور جمالُ الدين الشيَّال (1416هـ - 1996م). اتعاظ الحنفاء بأخبار الأئمة الفاطميين الخلفاء، الجزء الأوَّل (ط. الثانية). القاهرة - مصر: المجلس الأعلى للشؤون الإسلاميَّة. ص. 93. {{استشهاد بكتاب}}: تحقق من التاريخ في: |سنة= (مساعدة)
111. ↑  جريدة المصري اليوم؛ مصر الإسلاميَّة: من الفتح إلى حُكم المماليك. بقلم مُحمَّد السيِّد. تاريخ التحرير: الإثنين 30 يوليو 2012 نسخة محفوظة 14 يوليو 2017 على موقع واي باك مشين.
112. 1 2  الرُكن الأخضر: الوزارة في الدولة الإسلامية.. النشأة والتطور. بقلم: الدكتور أشرف صالح مُحمَّد. تاريخ التحرير: الأحد 20 يوليو 2014 نسخة محفوظة 27 يوليو 2014 على موقع واي باك مشين.
113. ↑  مادة التاريخ، فصل تاريخ القضاء وأحكامه، القضاء في عهد الفاطميين. [وصلة مكسورة] نسخة محفوظة 21 مارس 2020 على موقع واي باك مشين.
114. ↑  المكتبة الإسلامية على شبكة إسلام ويب: محمد بن أبي حنيفة النعمان بن محمد نسخة محفوظة 21 مارس 2020 على موقع واي باك مشين.
115. ↑  اتعاظ الحنفاء بأخبار الأئمة الفاطميين الخلفاء، لصاحبه تقي الدين المقريزي. ذكر طرف من ترتيب الدولة الفاطمية. رابط إلكتروني. نسخة محفوظة 12 أغسطس 2014 على موقع واي باك مشين.
116. ↑  جحا/البعلبكي/عثمان ج6 1992، صفحة 36
117. 1 2  أمين، محمود حُسين (1418هـ - 1998م). بنو ملاعب في التاريخ (ط. الأولى). بيروت - لُبنان: دار الروضة. ص. 26 - 27. {{استشهاد بكتاب}}: تحقق من التاريخ في: |سنة= (مساعدة)
118. ↑  عبد الله جمال الدين 1991، صفحة 187
119. ↑  عبد الله جمال الدين 1991، صفحة 189
120. ↑  عبد الله جمال الدين 1991، صفحة 190-191
121. ↑  المقريزي ج2 1987، صفحة 12
122. ↑  أيمن فؤاد 1992، صفحة 281
123. ↑  المقريزي ج1 1987، صفحة 86
124. ↑  عبد الله جمال الدين 1991، صفحة 217-221
125. ↑  أيمن فؤاد 1992، صفحة 287-290
126. ↑  المقريزي ج1 1987، صفحة 401-402
127. ↑  مُصطفى، شاكر (1993). موسوعة دول العالم الإسلامي ورجالها - الجُزء الأوَّل (ط. الأولى). بيروت - لُبنان: دار العلم للملايين. ص. 352.
128. ↑  ابن الأثير، عزُّ الدين أبي الحسن عليّ بن أبي الكرم مُحمَّد الشِّيباني؛ تحقيق: أبو الفداء عبدُ الله القاضي (1407هـ - 1987م). الكامل في التاريخ، الجزء السَّابع (ط. الأولى). بيروت - لُبنان: دار الكُتب العلميَّة. ص. 333. {{استشهاد بكتاب}}: تحقق من التاريخ في: |سنة= (مساعدة)
129. ↑  جحا/البعلبكي/عثمان ج6 1992، صفحة 27
130. ↑  طقوش 2014، صفحة 228
131. ↑  الأنطاكي، يحيى بن سعيد بن يحيى؛ تحقيق: عُمر عبد السَّلام تدمُريّ (1990). تاريخ الأنطاكي، المعروف بصلة تاريخ أوتيخا (ط. الأولى). طرابلس - لُبنان: جروس برس. ص. 326.
132. ↑  ابن العديم، الصَّاحب كمالُ الدين عُمر بن أحمد بن أبي جرادة العُقيلي؛ تحقيق سُهيل زكَّار (1997). زُبدة الحلب في تاريخ حلب، الجزء الأوَّل (ط. الأولى). دمشق - سوريا: دار الكتاب العربي. ص. 192.
133. ↑  المسبحيّ، عزُّ المُلك مُحمَّد بن عُبيد الله بن أحمد؛ تحقيق وِليم ميلورد (1980). أخبار مصر في سنتين (414-415 هـ)، الجُزء الأربعون (ط. الأولى). القاهرة - مصر: الهيئة المصريَّة العامَّة للكاتب. ص. 210.
134. ↑  ابن الفرضي ج1 1966، صفحة 61 سيرة رقم 201
135. ↑  دويدار 1994، صفحة 172
136. ↑  مسعد 2000، صفحة 80
137. ↑  ابن عذاري ج2 1980، صفحة 165
138. ↑  رسائل ابن حزم2 1987، صفحة 63
139. ↑  دويدار 1994، صفحة 171
140. ↑  مسعد 2000، صفحة 84
141. ↑  نعنعي 1986، صفحة 367
142. ↑  أزهار الرياض للمقري 1940، صفحة 257
143. ↑  عنان ج1 1997، صفحة 425-426
144. ↑  الدليمي 2005، صفحة 124-125
145. ↑  عنان ج1 1997، صفحة 427
146. ↑  مسعد 2000، صفحة 108
147. ↑  ابن عذاري ج2 1980، صفحة 281-282
148. ↑  نعنعي 1986، صفحة 461-462
149. ↑  العبادي -، صفحة 349
150. ↑  الكامل في التاريخ - ابن الأثير - أحداث سنة 334 هـ نسخة محفوظة 26 يوليو 2014 على موقع واي باك مشين.
151. ↑  ابن تغري بردي ج4 1992، صفحة 165
152. ↑  العبادي -، صفحة 351
153. ↑  ابن تغري بردي ج4 1992، صفحة 225
154. ↑  ابن تغري بردي ج4 1992، صفحة 229-230
155. ↑  العبادي -، صفحة 352
156. ↑  شاكر، محمود (1421هـ - 2000م). موسوعة التاريخ الإسلامي، الجزء السَّادس (ط. الثامنة). القاهرة - مصر: المكتب الإسلامي. ص. 81 - 82. {{استشهاد بكتاب}}: تحقق من التاريخ في: |سنة= (مساعدة)
157. ↑  جحا/البعلبكي/عثمان ج9 1999، صفحة 411
158. ↑  حسن، إبراهيم حسن؛ شرف، أحمد طٰه (1964). عُبيد الله المهدي إمام الشيعة الإسماعيليَّة ومؤسس الدولة الفاطميَّة في بلاد المغرب (ط. الثالثة). القاهرة - مصر: مكتبة النهضة المصريَّة. ص. 211.
159. ↑  ابن الأثير، عزُّ الدين أبي الحسن عليّ بن أبي الكرم مُحمَّد الشِّيباني؛ تحقيق: أبو الفداء عبدُ الله القاضي (1407هـ - 1987م). الكامل في التاريخ، الجزء السَّادس (ط. الأولى). بيروت - لُبنان: دار الكُتب العلميَّة. ص. 614 - 615. {{استشهاد بكتاب}}: تحقق من التاريخ في: |سنة= (مساعدة)
160. 1 2  ابن الأثير، عزُّ الدين أبي الحسن عليّ بن أبي الكرم مُحمَّد الشِّيباني؛ تحقيق: أبو الفداء عبدُ الله القاضي (1407هـ - 1987م). الكامل في التاريخ، الجزء السَّادس (ط. الأولى). بيروت - لُبنان: دار الكُتب العلميَّة. ص. 742. {{استشهاد بكتاب}}: تحقق من التاريخ في: |سنة= (مساعدة)
161. 1 2  الدشراوي، فرحات؛ ترجمة حمَّادي الساحليّ (1994). الخلافة الفاطمية بالمغرب 296-365هـ / 909-975م (ط. الأولى). بيروت - لُبنان: دار الغرب الإسلامي. ص. 319.
162. ↑  الفُسطاط، المجلَّة التاريخيَّة: لمحة تاريخية عن الدولة العُبيديَّة. إعداد: عبدُ الرحمٰن كيلاني
163. ↑  ابن تغري بردي ج5 1992، صفحة 13
164. ↑  ابن تغري بردي ج5 1992، صفحة 9
165. ↑  العبادي -، صفحة 354-356
166. ↑  الكامل في التاريخ - ابن الأثير - أحداث سنة 463 هـ (1) نسخة محفوظة 08 أغسطس 2014 على موقع واي باك مشين.
167. ↑  الكامل في التاريخ - ابن الأثير - أحداث سنة 463 هـ (2) نسخة محفوظة 08 أغسطس 2014 على موقع واي باك مشين.
168. ↑  الكامل في التاريخ - ابن الأثير - أحداث سنة 468 هـ نسخة محفوظة 04 مارس 2016 على موقع واي باك مشين.
169. 1 2  العبادي -، صفحة 357
170. ↑  الحياري 1994، صفحة 25
171. ↑  تاريخ أفريقيا العام، المُجلَّدُ الثالث: أفريقيا من القرن السَّابع إلى القرن الحادي عشر. صفحة: 362 نسخة محفوظة 10 أغسطس 2014 على موقع واي باك مشين.
172. ↑  ابن تغري بردي ج4 1992، صفحة 122
173. ↑  ابن تغري بردي ج4 1992، صفحة 124-125
174. ↑  العبادي -، صفحة 330-331
175. ↑  المقريزي ج1 1987، صفحة 355
176. ↑  المقريزي ج1 1987، صفحة 335
177. ↑  العبادي -، صفحة 333
178. ↑  انتصار الصليبيين في معركة عسقلان بفلسطين. صحيفة الجزيرة. تاريخ الولوج 26-07-2014. نسخة محفوظة 08 مارس 2016 على موقع واي باك مشين.
179. ↑  د. سعيد عبد الفتاح عاشور، الحركة الصليبية. القاهرة - مصر (2002)، صفحة 55.
180. ↑  عصر الوزراء العظام الفاطمي، تاريخ مصر، 12 آب 2011. نسخة محفوظة 16 سبتمبر 2018 على موقع واي باك مشين.
181. ↑  إغاثة الأمة 2007، صفحة 147-150
182. ↑  أيمن فؤاد 1992، صفحة 365-366
183. ↑  أيمن فؤاد 1992، صفحة 369-370
184. 1 2  المقريزي ج1 1987، صفحة 490
185. 1 2  المقريزي ج1 1987، صفحة 492
186. 1 2  أيمن فؤاد 1992، صفحة 371
187. ↑  جحا/البعلبكي/عثمان ج6 1992، صفحة 34
188. ↑  جريدة الوفد: فانوس رمضان.. له تاريخ! بقلم: عبَّاس الطرابيلي. تاريخ النشر: 29 يونيو 2014 "نسخة مؤرشفة". مؤرشف من الأصل في 2016-03-08. اطلع عليه بتاريخ 2022-10-11.{{استشهاد ويب}}:  صيانة الاستشهاد: BOT: original URL status unknown (link)
189. 1 2 3  جحا/البعلبكي/عثمان ج6 1992، صفحة 38-39
190. ↑  زغلول سلام ج1 -، صفحة 259-294
191. ↑  زغلول سلام ج1 -، صفحة 295
192. ↑  زغلول سلام ج1 -، صفحة 298
193. ↑  زغلول سلام ج1 -، صفحة 425-426
194. ↑  زغلول سلام ج1 -، صفحة 451
195. ↑  زغلول سلام ج1 -، صفحة 473
196. ↑  زغلول سلام ج1 -، صفحة 503
197. ↑  زغلول سلام ج1 -، صفحة 203-205
198. ↑  زغلول سلام ج1 -، صفحة 207-209
199. ↑  زغلول سلام ج2 -، صفحة 37
200. ↑  زغلول سلام ج2 -، صفحة 10-16
201. ↑  زغلول سلام ج2 -، صفحة 87
202. ↑  زغلول سلام ج2 -، صفحة 97-123
203. ↑  زغلول سلام ج2 -، صفحة 196
204. ↑  زغلول سلام ج2 -، صفحة 125-157
205. ↑  زغلول سلام ج2 -، صفحة 247
206. ↑  زغلول سلام ج2 -، صفحة 328-341
207. ↑  زغلول سلام ج2 -، صفحة 479
208. ↑  زغلول سلام ج2 -، صفحة 45
209. ↑  زغلول سلام ج2 -، صفحة 391
210. ↑  المقريزي ج1 1987، صفحة 458-459
211. ↑  زغلول سلام ج1 -، صفحة 163
212. ↑  المقريزي ج1 1987، صفحة 408-409
213. ↑  زغلول سلام ج1 -، صفحة 164
214. ↑  مصر الفاطمية.. الجامعة الإسلامية الكبرى نسخة محفوظة 05 مارس 2016 على موقع واي باك مشين.
215. ↑  زغلول سلام ج1 -، صفحة 175
216. ↑  الفاطمية في مصر... دولة علوم ومعارف نسخة محفوظة 15 يونيو 2017 على موقع واي باك مشين.
217. ↑  أمين، محمود حُسين (1418هـ - 1998م). بنو ملاعب في التاريخ (ط. الأولى). بيروت - لُبنان: دار الروضة. ص. 40 - 41. {{استشهاد بكتاب}}: تحقق من التاريخ في: |سنة= (مساعدة)
218. 1 2 3 4  جحا/البعلبكي/عثمان ج6 1992، صفحة 45
219. 1 2  المُسافر: الـحالـة الاقتصـادية في عهـد الفـاطمييـن نسخة محفوظة 27 مايو 2017 على موقع واي باك مشين.
220. ↑  صحيفة صوتُ الأُخدود: لمحة عن الدولة الفاطميَّة. بقلم مُحمَّد آل زيد. تاريخ النشر: 4 كانون الثاني (يناير) 2006م نسخة محفوظة 12 أبريل 2017 على موقع واي باك مشين.
221. ↑  أمين، محمود حُسين (1418هـ - 1998م). بنو ملاعب في التاريخ (ط. الأولى). بيروت - لُبنان: دار الروضة. ص. 46. {{استشهاد بكتاب}}: تحقق من التاريخ في: |سنة= (مساعدة)
222. ↑  الكرماني، أحمد بن حميدُ الدّين بن عبدُ اللّه؛ تحقيق مُصطفى غالب (1983). راحة العقل (ط. الثانية). بيروت - لُبنان: دار الأندلس للطباعة والنشر والتوزيع. ص. 84.
223. ↑  الكرماني، أحمد بن حميدُ الدّين بن عبدُ اللّه؛ تحقيق مُصطفى غالب (1983). راحة العقل (ط. الثانية). بيروت - لُبنان: دار الأندلس للطباعة والنشر والتوزيع. ص. 138.
224. ↑  أمين، محمود حُسين (1418هـ - 1998م). بنو ملاعب في التاريخ (ط. الأولى). بيروت - لُبنان: دار الروضة. ص. 46 - 47. {{استشهاد بكتاب}}: تحقق من التاريخ في: |سنة= (مساعدة)
225. ↑  المقريزي، أبو العبَّاس تقيُّ الدين أحمد بن عليّ (1270هـ - 1853م). الخطط المقريزيَّة المُسماة بالمواعظ والاعتبار في ذكر الخطط والآثار، الجزء الثاني. القاهرة - مصر: دار الطباعة المصريَّة. ص. 212. {{استشهاد بكتاب}}: تحقق من التاريخ في: |سنة= (مساعدة)
226. ↑  جحا/البعلبكي/عثمان ج6 1992، صفحة 33-34
227. ↑  مجلَّة الراصد، العدد الأربعون شوَّال 1427هـ: العُبيديّون الفاطميّون يُعلون من شأن اليهود والنصارى. تاريخ التحرير: الأحد 22 أكتوبر 2006م نسخة محفوظة 11 نوفمبر 2017 على موقع واي باك مشين.
228. 1 2  المقريزي، تقيُّ الدين أحمد بن عليّ بن عبدُ القادر؛ تحقيق الدكتور جمالُ الدين الشيَّال (1416هـ - 1996م). اتعاظ الحنفاء بأخبار الأئمة الفاطميين الخلفاء، الجزء الرَّابع (ط. الثانية). القاهرة - مصر: المجلس الأعلى للشؤون الإسلاميَّة. ص. 72. {{استشهاد بكتاب}}: تحقق من التاريخ في: |سنة= (مساعدة)
229. ↑  الأنطاكي، يحيى بن سعيد بن يحيى؛ تحقيق: عُمر عبد السَّلام تدمُريّ (1990). تاريخ الأنطاكي، المعروف بصلة تاريخ أوتيخا (ط. الأولى). طرابلس - لُبنان: جروس برس. ص. 252.
230. ↑  ابن تغري بردي، أبو المحاسن جمالُ الدين يُوسُف بن الأمير سيفُ الدين؛ قدَّم له وعلَّق عليه: مُحمَّد حُسين شمسُ الدين (1413هـ - 1992م). النجوم الزاهرة في ملوك مصر والقاهرة، الجزء الرَّابع (ط. الأولى). القاهرة - مصر: وزارة الثقافة والإرشاد القومي، دار الكتب. ص. 178. {{استشهاد بكتاب}}: تحقق من التاريخ في: |سنة= (مساعدة)
231. ↑  الكِندي، أبو عمرو مُحمَّد بن يُوسُف بن يعقوب؛ تحقيق: مُحمَّد حسن مُحمَّد حسن إسماعيل، وأحمد فريد المزيدي (1424 هـ - 2003 م). كتاب الولاة وكتاب القُضاة (ط. الأولى). بيروت - لُبنان: دار الكتب العلميَّة. ص. 600. {{استشهاد بكتاب}}: تحقق من التاريخ في: |سنة= (مساعدة)
232. ↑  الأنطاكي، يحيى بن سعيد بن يحيى؛ تحقيق: عُمر عبد السَّلام تدمُريّ (1990). تاريخ الأنطاكي، المعروف بصلة تاريخ أوتيخا (ط. الأولى). طرابلس - لُبنان: جروس برس. ص. 256.
233. ↑  ابن تغري بردي، أبو المحاسن جمالُ الدين يُوسُف بن الأمير سيفُ الدين؛ قدَّم له وعلَّق عليه: مُحمَّد حُسين شمسُ الدين (1413هـ - 1992م). النجوم الزاهرة في ملوك مصر والقاهرة، الجزء الرَّابع (ط. الأولى). القاهرة - مصر: وزارة الثقافة والإرشاد القومي، دار الكتب. ص. 163. {{استشهاد بكتاب}}: تحقق من التاريخ في: |سنة= (مساعدة)
234. ↑  جحا/البعلبكي/عثمان ج6 1992، صفحة 47
235. ↑  زهرُ الدين، الدكتور صالح (2007). تاريخ المُسلمين المُوحدين «الدُروز» (ط. الثالثة). بيروت - لُبنان: المركز العربي للأبحاث والتوثيق. ص. 27.
236. ↑  مميزات العمارة في العصر الفاطمي. المنظمة الدولية للتحقيق بالأنساب والقبائل العربية. تاريخ الولوج 25-07-2014. نسخة محفوظة 16 نوفمبر 2016 على موقع واي باك مشين.
237. 1 2  السرجاني 2005، صفحة 419
238. ↑  العمارة الإسلامية في مدينة القاهرة القديمة. محمد حسام الدين، موقع أرض الحضارات. تاريخ الولوج 25-07-2014. نسخة محفوظة 26 مارس 2016 على موقع واي باك مشين.
239. ↑  Bloom 2008، صفحة 231.
240. ↑  Behrens-Abouseif 1992، صفحة 9.
241. ↑  Fage 1975، صفحة 22.
242. ↑  Kuiper 2009، صفحة 165.
243. ↑  استرآبادي، سيِّد حسن بن مُرتضى حسني; باهتمام: حسن إشرافي (1358هـ. ش). أز شيخ صفي تا شاه صفا (بالفارسيَّة). تهران - إيران: انتشارات علمي. p. 36. {{استشهاد بكتاب}}: تحقق من التاريخ في: |سنة= (help)صيانة الاستشهاد: لغة غير مدعومة (link)
244. 1 2 3  هيئة عُلماء بيروت: الفاطميون بين حقائق التاريخ وظلم المؤرخين؛ إعداد: الشيخ سمير رحّال نسخة محفوظة 04 ديسمبر 2016 على موقع واي باك مشين.
245. ↑  السيوطي، الإمام الحافظ جلالُ الدين عبدُ الرحمٰن بن الكمال أبي بكر بن مُحمَّد (1425هـ - 2003م). تاريخ الخُلفاء (ط. الأولى). بيروت - لُبنان: دار ابن حزم. ص. 406. {{استشهاد بكتاب}}: تحقق من التاريخ في: |سنة= (مساعدة)
246. ↑  شبكة الكفيل العالميَّة، المكتبة الإسلاميَّة؛ كتاب «رياض المسائل الجزء الاول» مؤلف «الفقيه المدقق السيد عليّ الطباطبائي». نبذة عن التاريخ السياسي للتشيُّع في بلاد الشام نسخة محفوظة 04 أبريل 2016 على موقع واي باك مشين.
247. ↑  مركز الإشعاع الإسلامي للدراسات والبحوث الإسلاميَّة، مقال بعنوان: "حَذَفَ عمر «حَيَّ على خير العمل» و أثبتها الشيعة" نسخة محفوظة 17 مايو 2016 على موقع واي باك مشين.
248. ↑  الشيخ أبو مُحمَّد الفضل بن شاذان الأزدي النَّيسابوريّ؛ تحقيق السيّد جلالُ الدين بن القاسم الحُسيني (1402هـ - 1982م). الإيضاح (ط. الأولى). بيروت - لُبنان: مؤسسة الأعلمي للمطبوعات. ص. 201. {{استشهاد بكتاب}}: تحقق من التاريخ في: |سنة= (مساعدة)
249. 1 2  شبكة صيد الفوائد:قراءاتٌ تاريخيةٌ؛ اغتيالاتُ علماءِ وأمراءِ أهلِ السنةِ والجماعةِ.  بقلم عبد الله زُقَيْل. تاريخ التحرير: 3 شوَّال 1424 هـ نسخة محفوظة 24 سبتمبر 2015 على موقع واي باك مشين.
250. ↑  موقع طريق الإسلام: الدولة الفاطميَّة: بين مواقف مالكيَّة الأمس ومواقف أدعياء المالكيَّة اليوم نسخة محفوظة 01 أبريل 2017 على موقع واي باك مشين.
251. ↑  جريدة المصري اليوم: لجنة الإفتاء السعُوديَّة: مؤسس الدولة الفاطميَّة التي حكمت مصر مجوسي.. وانتسابها لآل البيت كذب. تاريخ التحرير: 11/ 4/ 2007 نسخة محفوظة 03 سبتمبر 2014 على موقع واي باك مشين.
252. ↑  موقع الدكتور صالح حسين الرقب: القذافي يريد إعادة الدولة العُبيديَّة الفاطميَّة بجنون العظمة وهوس التفكير. تاريخ التحرير: 25 / 2 / 2011 نسخة محفوظة 19 فبراير 2018 على موقع واي باك مشين.
253. ↑  الدُرر السُنيَّة: موسوعة الفرق المُنتسبة للإسلام؛ أئمَّة الإسماعيليَّة نسخة محفوظة 28 يوليو 2017 على موقع واي باك مشين.
254. ↑  الشهرستاني، مُحمَّد عبدُ الكريم؛ تحقيق عبدُ العزيز مُحمَّد الوكيل (1968). الملل والنحل، الجزء الثاني. القاهرة - مصر: مؤسسة الحلبي وشركاه للنشر والتوزيع. ص. 179 - 180.
255. ↑  مؤسسة الإمام الخوئي الخيريَّة: كتاب مُعجم رجال الحديث ـ الجزء الخامس عشر ؛ قسم الرجال نسخة محفوظة 26 مارس 2016 على موقع واي باك مشين.
256. ↑  ابن فهد، عُمر بن مُحمَّد المكّي؛ تقديم حُسين فيَّض الله الهمذاني (1958). نسب الخُلفاء الفاطميين. القاهرة - مصر: الجامعة الأمريكية بالقاهرة. ص. 10 - 11.
257. ↑  المقريزي، تقيُّ الدين أحمد بن عليّ بن عبدُ القادر؛ تحقيق الدكتور جمالُ الدين الشيَّال (1416هـ - 1996م). اتعاظ الحنفاء بأخبار الأئمة الفاطميين الخلفاء، الجزء الأوَّل (ط. الثانية). القاهرة - مصر: المجلس الأعلى للشؤون الإسلاميَّة. ص. 51. {{استشهاد بكتاب}}: تحقق من التاريخ في: |سنة= (مساعدة)
258. ↑  الطبريّ، الإمام أبو جعفر مُحمَّد بن جُرير بن يزيد؛ تحقيق مُحمَّد أبو الفضل إبراهيم (1998). تاريخ الرسل والملوك، الجُزء العاشر (ط. السَّادسة). بيروت - لُبنان: دار المعارف. ص. 23 - 25.
259. ↑  القاضي، أحمد عرفات (1993). الفكر السياسي عند الباطنيَّة وموقف الغزالي منه. القاهرة - مصر: الهيئة المصريَّة العامَّة للكتاب. ص. 17.

### بِلُغاتٍ أجنبيَّة
1. ↑  Wintle، Justin (مايو 2003). History of Islam. London: Rough Guides Ltd. ص. 136–7. ISBN:1-84353-018-X. مؤرشف من الأصل في 2022-07-02.
2. ↑  Baer، Eva (1983). Metalwork in Medieval Islamic Art. جامعة ولاية نيويورك. ص. xxiii. ISBN:9780791495575. مؤرشف من الأصل في 2015-02-19.
3. ↑  Ivanov، Vladimir Alekseevich (1942). Ismaili Tradition concerning the rise of the Fatimids. London: Oxford University Press. ص. 233-258. مؤرشف من الأصل في 2021-05-01.{{استشهاد بكتاب}}:  صيانة الاستشهاد: التاريخ والسنة (link)
4. ↑  Ivanov، Vladimir Alekseevich (1942). Ismaili Tradition concerning the rise of the Fatimids. London: Oxford University Press. ص. 128-130. مؤرشف من الأصل في 2021-05-01.{{استشهاد بكتاب}}:  صيانة الاستشهاد: التاريخ والسنة (link)
5. ↑  Ivanow، Wladimir (1946). The Alleged Founder of Ismailism. Bombay. ص. 99-103.{{استشهاد بكتاب}}:  صيانة الاستشهاد: مكان بدون ناشر (link)
6. ↑  Ivanov، Vladimir Alekseevich (1942). Ismaili Tradition concerning the rise of the Fatimids. London: Oxford University Press. ص. 31, 37, 140. مؤرشف من الأصل في 2021-05-01.{{استشهاد بكتاب}}:  صيانة الاستشهاد: التاريخ والسنة (link)
7. ↑  Old Roads: Cairo of the mind نسخة محفوظة 19 فبراير 2012 على موقع واي باك مشين.
8. ↑  Brief History of Transfer of the Sacred Head of Husain ibn Ali, From Damascus to Ashkelon to Qahera By: Qazi Dr. Shaikh Abbas Borhany PhD (USA), NDI, Shahadat al A’alamiyyah (Najaf, Iraq), M.A., LLM (Shariah) Member, Ulama Council of Pakistan, Published in Daily News, Karachi, Pakistan on 03-1-2009.
9. ↑  "Brief history of Sicily". Archaeology.Stanford.edu. 24 نوفمبر 2008. مؤرشف من الأصل (PDF) في 2013-07-06.
10. ↑  al Juyushi: A Vision of the Fatemiyeen. Graphico Printing Ltd. 6 ديسمبر 2002. ISBN:978-0953927012.
11. ↑  Medieval Islamic Civilization: An Encyclopedia. Routledge. 31 أكتوبر 2005. ص. 90. ISBN:978-0-415-96690-0. مؤرشف من الأصل في 2019-01-07.
12. ↑  Mecca's History, from موسوعة بريتانيكا. "نسخة مؤرشفة". مؤرشف من الأصل في 2015-05-09. اطلع عليه بتاريخ 2014-07-22.{{استشهاد ويب}}:  صيانة الاستشهاد: BOT: original URL status unknown (link)
13. ↑  Jonathan Phillips, The Second Crusade: Extending the Frontiers of Christendom (Yale University Press, 2007), pp. 216–227.
14. ↑  Samy S. Swayd (2006). Historical dictionary of the Druzes (ط. illustrated). Scarecrow Press. ج. Volume 3 of Historical dictionaries of people and cultures. ص. xli. ISBN:0810853329. مؤرشف من الأصل في 2017-03-20. اطلع عليه بتاريخ 2012-04-04. The fifth caliph, al-'Aziz bi-Allah (r.975-996)... In his time, the Fatimi "Call" or "Mission" (Da'wa) reached as far east as India and northern China. {{استشهاد بكتاب}}: |المجلد= يحوي نصًّا زائدًا (مساعدة)
15. ↑  15 Important Muslim Women in History, March 8, 2014 نسخة محفوظة 30 يناير 2018 على موقع واي باك مشين.
16. ↑  Daftary، Farhad (2004). Ismaili Literature: A Bibliography Of Sources And Studies. Institute of Ismaili Studies. ISBN:978-1-850-43439-9.

### قراءات إضافية
- ابن الفرضي، أبو الوليد عبد الله بن محمد بن يوسف (1966). تاريخ علماء الأندلس. الدار المصرية للتأليف والترجمة.
- ابن عذاري، أبو العباس أحمد بن محمد (1983). البيان المغرب في اختصار أخبار ملوك الأندلس والمغرب. دار الثقافة، بيروت.
- نعنعي، عبد المجيد (1986). تاريخ الدولة الأموية في الأندلس – التاريخ السياسي. دار النهضة العربية، بيروت.
- ابن حزم، علي (1987). رسائل ابن حزم الأندلسي. المؤسسة العربية للدراسات والنشر - تحقيق إحسان عباس.
- الدليمي، انتصار محمد صالح (2005). التحديات الداخلية والخارجية التي واجهت الأندلس خلال الفترة (300-366 هـ / 912-976 م). جامعة الموصل.
- المقري، أبو العباس أحمد بن محمد بن أحمد (1940). أزهار الرياض في أخبار عياض. المعهد الخليفي للأبحاث المغربية، بيت المغرب، القاهرة.
- عنان، محمد عبد الله (1997). دولة الإسلام في الأندلس. مكتبة الخانجي، القاهرة. (ردمك 9775050824)
- دويدار، حسن يوسف (1994). المجتمع الأندلسي في العصر الأموي. مطبعة الحسين الإسلامية، القاهرة.
- مسعد، سامية مصطفى (2000). العلاقات بين المغرب والأندلس في عصر الخلافة الأموية. عين للدراسات والبحوث الإنسانية والاجتماعية. ISBN:977-322-018-4.
- المقريزي، تقي الدين أبي العباس أحمد بن علي (1987). المواعظ والاعتبار بذكر الخطط والآثار المعروف بالخطط المقريزية. مكتبة الثقافة الدينية، القاهرة.
- سلام، محمد زغلول. الأدب في العصر الفاطمي. منشأة المعارف، الإسكندرية.
- العبادي، أحمد مختار. في التاريخ العباسي والفاطمي. دار النهضة العربية للطباعة والنشر، بيروت.
- ابن تغري بردي، جمال الدين أبي المحاسن يوسف (1992). النجوم الزاهرة في ملوك مصر والقاهرة. دار الكتب العلمية، بيروت.
- الحياري، مصطفى (1994). القدس في زمن الفاطميين والفرنجة. المعهد الملكي للدراسات الدينية، عمّان، الأردن.
- المقريزي، تقي الدين أبي العباس أحمد بن علي (2007). إغاثة الأمة بكشف الغمة. عين للدراسات والبحوث الإنسانية والاجتماعية، القاهرة.
- سيد، أيمن فؤاد (1992). الدولة الفاطمية في مصر، تفسير جديد. الدار المصرية اللبنانية. ISBN:977-270-006-9.
- جمال الدين، عبد الله محمد (1991). الدولة الفاطمية، قيامها ببلاد المغرب وانتقالها إلى مصر إلى نهاية القرن الرابع الهجري مع عناية خاصة بالجيش. دار الثقافة والنشر والتوزيع، القاهرة.
- الطالبي، مُحمَّد؛ تعريب المنجي الصيَّادي (1985). الدولة الأغلبيَّة. بيروت - لُبنان: دار الغرب الإسلامي.
- الطالبيّ، مُحمَّد؛ تعريب المُنجي الصيَّادي؛ مُراجعة حمَّادي الساحلي (1415هـ - 1995م). الدولة الأغلبيَّة - التاريخ السياسي: 184-296هـ \ 800-909م (ط. الثانية). بيروت - لُبنان: دار الغرب الإسلامي. {{استشهاد بكتاب}}: تحقق من التاريخ في: |سنة= (مساعدة)
- طقّوش، مُحمَّد سُهيل (1435هـ - 2014م). تاريخ الفاطميين في شمالي إفريقية ومصر وبلاد الشَّام: 297 - 567هـ \ 910 - 1171م (ط. الثالثة). بيروت - لُبنان: دار النفائس. ISBN:978-9953-18-100-4. {{استشهاد بكتاب}}: تحقق من التاريخ في: |سنة= (مساعدة)
- جحا، شفيق؛ البعلبكي، مُنير؛ عُثمان، بهيج (1992م). المُصوَّر في التاريخ (ط. التاسعة). بيروت، لُبنان: دار العلم للملايين.
- جحا، شفيق؛ البعلبكي، مُنير؛ عُثمان، بهيج (1999م). المُصوَّر في التاريخ (ط. التاسعة عشرة). بيروت، لُبنان: دار العلم للملايين.
- نجوى كمال كيرة (2004م). حياة العامة في مصر في العصر الفاطمي (ط. الأولى). القاهرة - مصر: مكتبة زهراء الشرق. ISBN:9773142353.
- القاضي النُعمان بن مُحمَّد المغربيّ؛ تحقيق وداد القاضي (1970). رسالة افتتاح الدعوة: رسالة في ظهور الدعوة العُبيديَّة الفاطميَّة (ط. الأولى). بيروت - لُبنان: دار الثقافة.

## وصلات خارجيَّة
- مدخل إلى الدولة الفاطميَّة في موسوعة المشرق. (بالإنجليزية)
- مؤسسة الدراسات الإسماعيليَّة في لندن. (بالإنجليزية)
- السُلالة الفاطميَّة الشيعيَّة في مصر. (بالإنجليزية)
- تاريخ الحُكَّام والسُلالات الحاكمة: الفاطميّون \ العُبيديّون.
- الدولة العُبيديَّة الفاطميَّة. من موقع قصة الإسلام.
- شبكة الشيعة العالميَّة: خلفاء الدولة الفاطميَّة الشيعة في مصر.